# Svastica

Foggia semplice della svastica, in rosso, nei suoi due possibili orientamenti; le due versioni sono state usate intercambiabilmente in varie culture e non esiste interpretazione univoca su quale indichi moto destrorso (di creazione, concrezione) e quale sinistrorso (di dissoluzione, purificazione).

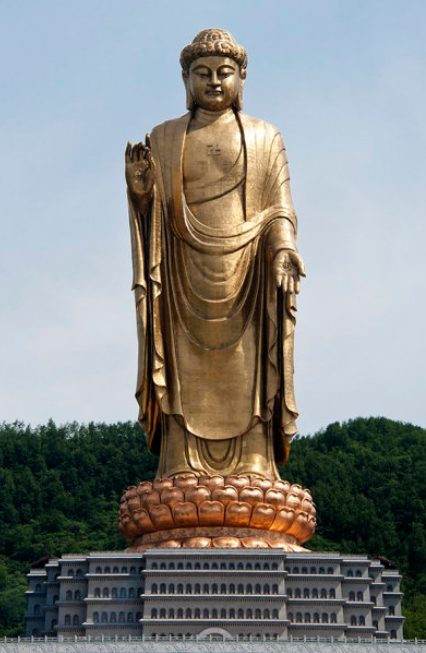
La svastica campeggia sul petto del Grande Buddha della Pianura Centrale, la statua più alta al mondo rappresentante il buddha Vairocana, aspetto manifesto personale dell'Ādibuddha, situata in Cina. Nel buddhismo la svastica rappresenta il sigillo della mente-cuore dei buddha (i "risvegliati", o "illuminati"), capace di comprendere tutte le cose.

La svastica è un antico simbolo religioso originario delle culture dell'Eurasia, specialmente, ma non esclusivamente, quelle di matrice indoeuropea. Rimane un simbolo largamente utilizzato nelle religioni dell'India e della Cina, nonché nello sciamanesimo della Mongolia e della Siberia, e in vari nuovi movimenti religiosi. Il termine italiano ha origine direttamente dal sostantivo maschile sanscrito swastika (devanagari: स्वास्तिक), che, tra gli altri significati, indica, appunto, in quella lingua, il disegno di una croce greca con i bracci piegati ad angolo retto.
Come simbolo, generalmente sempre con significato divino e augurale, fu utilizzato da molte culture fin dal Neolitico. La svastica venne altresì riproposta dai teosofi alla fine del XIX secolo. La sua odierna notorietà è legata alla sua adozione durante il primo dopoguerra da parte del Partito Nazionalsocialista Tedesco e, successivamente, apposizione sulla bandiera della Germania nazista. Dopo la seconda guerra mondiale e l'utilizzo che ne fece il nazionalsocialismo tedesco, il suo uso in Occidente è oggetto di controversie.
Un articolo su Il Corriere dell'UNESCO del 1996 riconosce la svastica quale simbolo rappresentante l'emanazione della realtà divinamente ordinata dal Dio supremo. Il 20 febbraio 2008, a coronamento di un solenne incontro a Gerusalemme, il Gran Rabbinato d'Israele (massimo organo dell'ebraismo) e la Hindu Dharma Acharya Sabha (massimo organo dell'induismo, costituito nel 2003) siglarono una dichiarazione comune in cui riconobbero le similarità tra le due tradizioni, innanzitutto la comune fede in un essere supremo sia nel suo aspetto immanifesto che nel suo aspetto manifesto, e al punto 7 diedero atto che la svastica è un antico simbolo religioso il cui utilizzo da parte del nazionalsocialismo tedesco fu assolutamente improprio.
In preparazione alle Olimpiadi di Tokyo 2020, essendo la svastica molto usata in Giappone nei templi buddisti e sulle mappe per indicare l'ubicazione degli stessi, gli organizzatori dell'evento, preoccupati per eventuali turbamenti che il simbolo avrebbe potuto suscitare in visitatori occidentali, indissero una consultazione pubblica per determinare se sostituire il simbolo su mappe e guide turistiche; la decisione del popolo giapponese fu che la svastica dovesse essere mantenuta, proprio per la sua valenza tradizionale religiosa.

## Etimologia, significato, attestazioni nella storia
La parola italiana svastica deriva dalla resa del termine maschile sanscrito swastika (devanagari: स्वास्तिक), attestato nella nostra lingua a partire dal 1897. Il termine "svastica" viene indicato in italiano, per errore consolidato, come sostantivo di genere femminile. Il termine sanscrito swastika deriva da swastí (sostantivo neutro significante "benessere", "successo", "prosperità") a sua volta composto dal prefisso su- ("buono", "bene"; linguisticamente affine al greco ευ-, eu- con lo stesso significato) e da asti (coniugazione della radice verbale as, "essere"). Il suffisso -ka forma un diminutivo, per cui swastika è traducibile letteralmente come "è il bene" o "ben-essere".
In sanscrito tale termine possiede numerosi significati indicando, tra gli altri, un "bardo che dà il benvenuto", "un incrocio di quattro strade", "l'incrociare le mani o le braccia sul petto", "un bendaggio a forma di croce", il "gallo", "un oggetto prezioso a forma di corona triangolare" ma, soprattutto, nel significato di "oggetto propizio" o il disegno/simbolo di una croce greca con i bracci piegati ad angoli retti.

### Simbolismo polare

La svastica disegnata dalle sette stelle delle costellazioni del Piccolo e Grande Carro, a loro volta parte dell'Orsa Maggiore e dell'Orsa Minore, con centro in α Ursae Minoris, la stella polare. Tale configurazione venne a rappresentare il Trono di Dio e i Sette Arcangeli della Bibbia e dell'Apocalisse; ovverosia il Dio del Cielo e i Sette Dèi Planetari nelle tradizioni mesopotamiche e indoeuropee. Le sette stelle e i sette pianeti rappresentano, nelle dottrine tradizionali, i Sette Raggi di Dio, associati ai sei colori del ponte arcobaleno, più il settimo che è il bianco, e a spesso rappresentati anche dalla figura del serpente/drago; tale ponte, o scala, è un'altra immagine dell'asse dell'universo, che connette la Terra al Cielo, e al polo che è la "Porta del Cielo" (Janua Coeli) per l'uscita dalla morte e l'ingresso nell'eternità, ossia l'uscita dalla caverna dell'uovo cosmico. Nella tradizione indù la "Porta del Cielo" è composta dalla "porta solare" che dà accesso al Brahmā-loka ("Luogo di Brahma"), che è il supremo vertice extracosmico (polo eclittico), e dalla "porta lunare" che dà accesso all'Indra-loka ("Luogo di Indra") o Svarga, che è il cielo visibile, il vertice manifesto intracosmico (polo celeste); nella tradizione occidentale corrispondono rispettivamente all'"Empireo" e all'"Eliso", nella tradizione cinese a Tianmen 天門 ("Porta del Cielo") e Tianshu 天樞 ("Perno del Cielo").

Secondo René Guénon, la svastica rappresenta le stelle fisse che ruotano attorno al polo nord celeste, e solo secondariamente il Sole quale funzione riflessa del polo; essa rappresenta il moto di rotazione intorno a un centro o asse immobile (Axis Mundi). Guénon sostiene che la svastica sia disegnata dalla rotazione delle sette stelle dell'Orsa Minore (o Piccolo Carro) e del Grande Carro (od Orsa Maggiore) intorno al polo nord celeste, determinando i quattro punti cardinali e le quattro stagioni. Come tale è simbolo della vita, del ruolo vivificante del principio supremo dell'universo, il Dio del Cielo, in relazione all'ordine del mondo; rappresenta l'attività (il Verbo greco, l'Oṃ indù) del principio dell'universo nella formazione del mondo, il centro eterno dell'universo che si dispiega temporalmente, l'"Attività del Cielo" del Taiyi (太一, "Grande Uno") della tradizione cinese.
Anche l'archeologo russo Gennady Zdanovich, studioso delle più antiche attestazioni del simbolo presso la cultura di Sintashta, identifica la svastica come simbolo di emulazione dell'universo, e specificamente della rotazione delle costellazioni intorno al polo nord celeste, le sette stelle dell'Orsa Minore e del Grande Carro. Secondo lo studioso Reza Assasi, la svastica rappresenta invece il polo nord eclittico vicino a ζ Draconis, considerando la costellazione del Dragone come uno dei due raggi del simbolo, e al contempo rappresenta anche il polo nord celeste; è il supremo Zurvan (il "Tempo"), che genera Ahura Mazdā ("Signore della Sapienza") e Angra Mainyu ("Spirito della Distruzione"), e Mitra a mediare tra i due, nell'antica teologia iraniana dello zoroastrismo-zurvanismo. Tale simbolismo è attestato successivamente, nel mitraismo romano, come il carro di Mitra trainato da quattro cavalli, che corrispondono ad altrettante configurazioni stellari su ognuno dei quattro rebbi della svastica polare; il cosmo era visualizzato come roteante intorno a un centro fisso, in senso orario, trainato da quattro cavalli, e Mitra fu identificato con Gesù Cristo con il passaggio all'era dei Pesci, secondo la rotazione dello zodiaco attorno allo Zurvan, e con la formulazione del cristianesimo romano a caratterizzare tale nuova era.
È in ciò equivalente al simbolo polare del Taijitu (太极图, "simbolo del Polo Supremo"), ossia la rappresentazione del concetto di yin e yang nella tradizione taoista, che origina come rappresentazione delle stesse costellazioni (il Drago e le due Orse o Carri) e simbolizza la dualità di emanazione centrifuga e riassorbimento centripeto nel principio unico o produzione e distruzione, condensazione e dissipazione, e ad altri simboli tradizionali del funzionamento dell'universo, quali le croci semplici, le ruote solari, la montagna cosmica o piramide che dal polo superno al vertice si dispiega a quadrato, l'albero del mondo e il fuoco, la tetrattide pitagorica, il loto in Oriente o la rosa e il giglio in Occidente, il calice o coppa (come il Graal di Arturo Pendragon, il "Guardiano dell'Orsa, Testa del Drago"), le quattro lettere jodh o Γ (gamma, da cui deriva il nome "croce gammata" o gammadion) disposte ad angolo retto le une rispetto alle altre, l'"arma divina" del potere spirituale rappresentante l'asse cosmico che è principio maschile di manifestazione universale (tra cui il vajra indo-tibetano ― "fulmine" e "diamante" di Indra ―, il mjöllnir ("mulino" o "martello") di Thor (il "Fulmine" divino) della tradizione germanica, in generale il fulmine o fascio di fulmini del Dio supremo nelle varie tradizioni indoeuropee, la freccia, la spada ― spada dell'islam, al-sayf, rappresentante la guerra santa contro tutto ciò che è contrario all'ordine divino; spada del rito vedico, sphya; spada della seconda venuta del Cristo che impugna le sette stelle nell'Apocalisse di Giovanni), il palo e il carro, il cuore e la mente dell'uomo perfetto che riflette il "Cuore del Cielo" e l'"Intelligenza del Mondo". È altresì equivalente alla squadra/quadrato, e ai grafemi significanti il "Dio" o "Cielo" supremo in varie culture, tra cui il grafema mesopotamico 𒀭 pronunciato in sumero Anu o Dingir ("Cielo" o "Dio") e in semitico Ilu/El ("Cielo" o "Dio"), e i grafemi cinesi 帝 Di o Ti ("Dio") e 天 Tian ("Cielo"), altri termini indicanti il Taiyi. Lo storico danese Ludvig Müller (1809-1891) affermò che la svastica stessa era usata come grafema per significare "figurativamente la parola theos", e come "emblema della divinità che comprende tutti gli dèi... dell'onnipotente Dio dell'universo".
Oltre alle opere di René Guénon e di altri autori del perennialismo, anche Il mulino di Amleto (1969) di Giorgio de Santillana e Hertha von Dechend ripercorre il significato dei simboli del polo nord attraverso le varie culture del mondo. Un'opera che ripercorre il significato di tali simboli in vari contesti esoterici è Arktos: The Polar Myth (1993), di Joscelyn Godwin, tradotto in italiano con il titolo Il mito polare (2001). Dedicata ai simbolismi del polo nord specificamente nella cultura, religione e politologia cinese, con un'attenzione nondimeno alle origini di tali simbolismi in tutta l'area eurasiatica, è l'opera in tre volumi In and Outside the Square (2009) di John C. Didier. Altre opere trattano più nello specifico dei rituali che nelle varie culture si usavano e si usano per "ascendere" le sette stelle o sette cieli, come Stairway to Heaven (2008) di Peter Levenda.

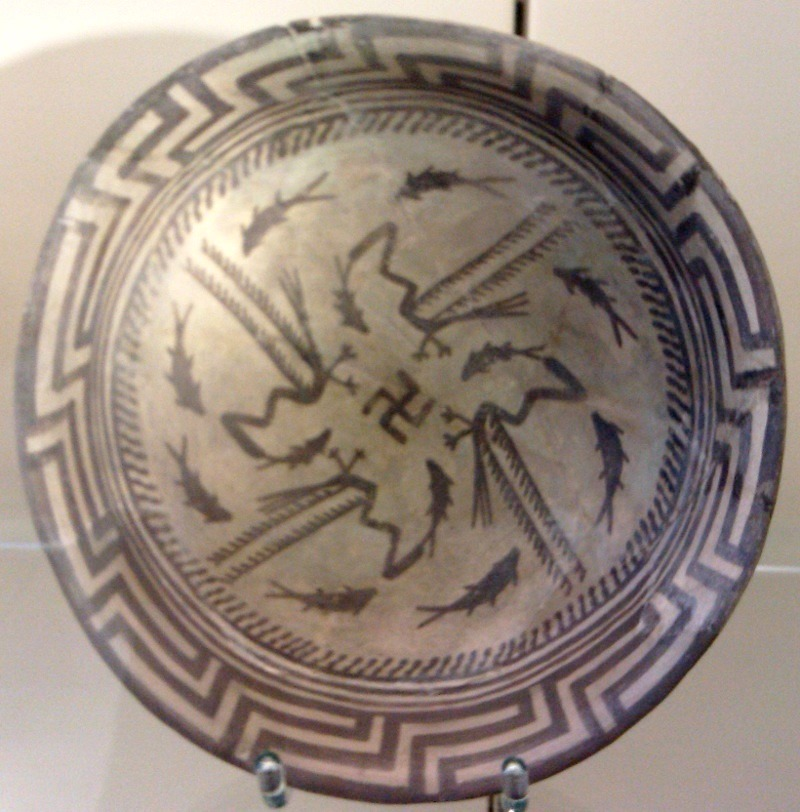
Svastica disegnata su una ciotola, come centro di un insieme di motivi rotatorii a rappresentare la volta celeste, risalente alla cultura di Samarra, in Mesopotamia, datata al IV millennio a.C.
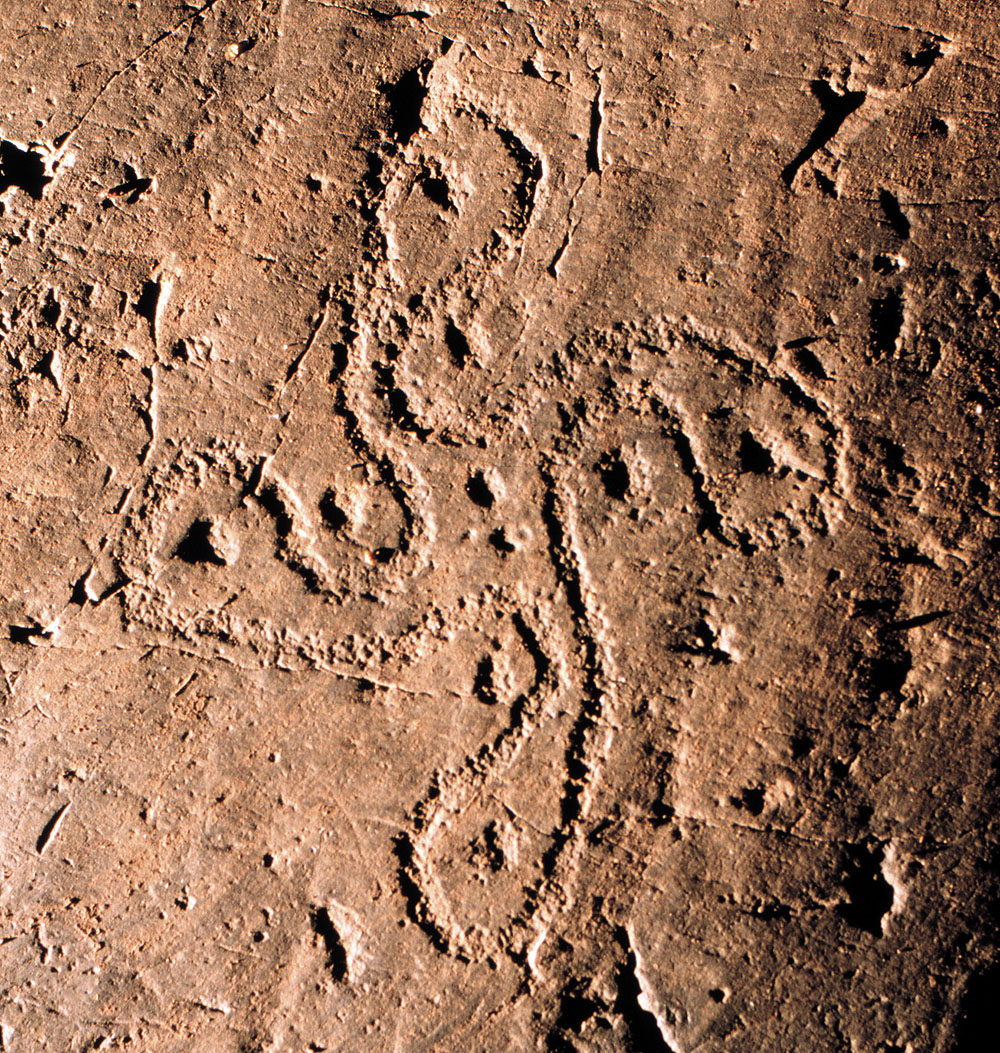
Svastica nella foggia della rosa camuna, tra le incisioni rupestri della Val Camonica risalenti al Neolitico, in Lombardia, Italia.
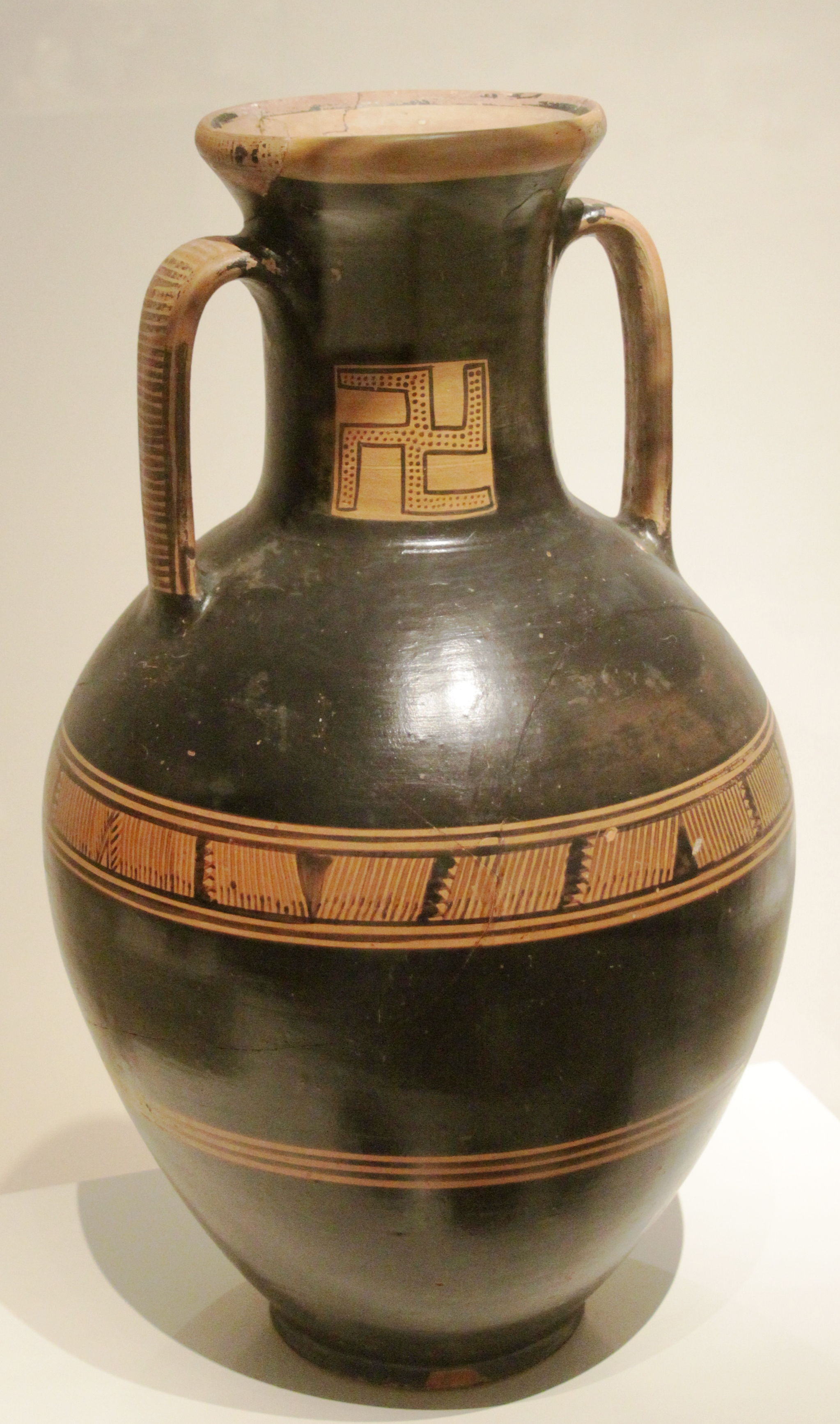
Anfora greca con svastica, risalente al IX secolo a.C., conservata al Museo archeologico nazionale di Atene, Grecia.
Svastica con i rebbi in foggia di drago o cavallo, comune sui manufatti dell'Europa centro-orientale in epoca 175–300 d.C.
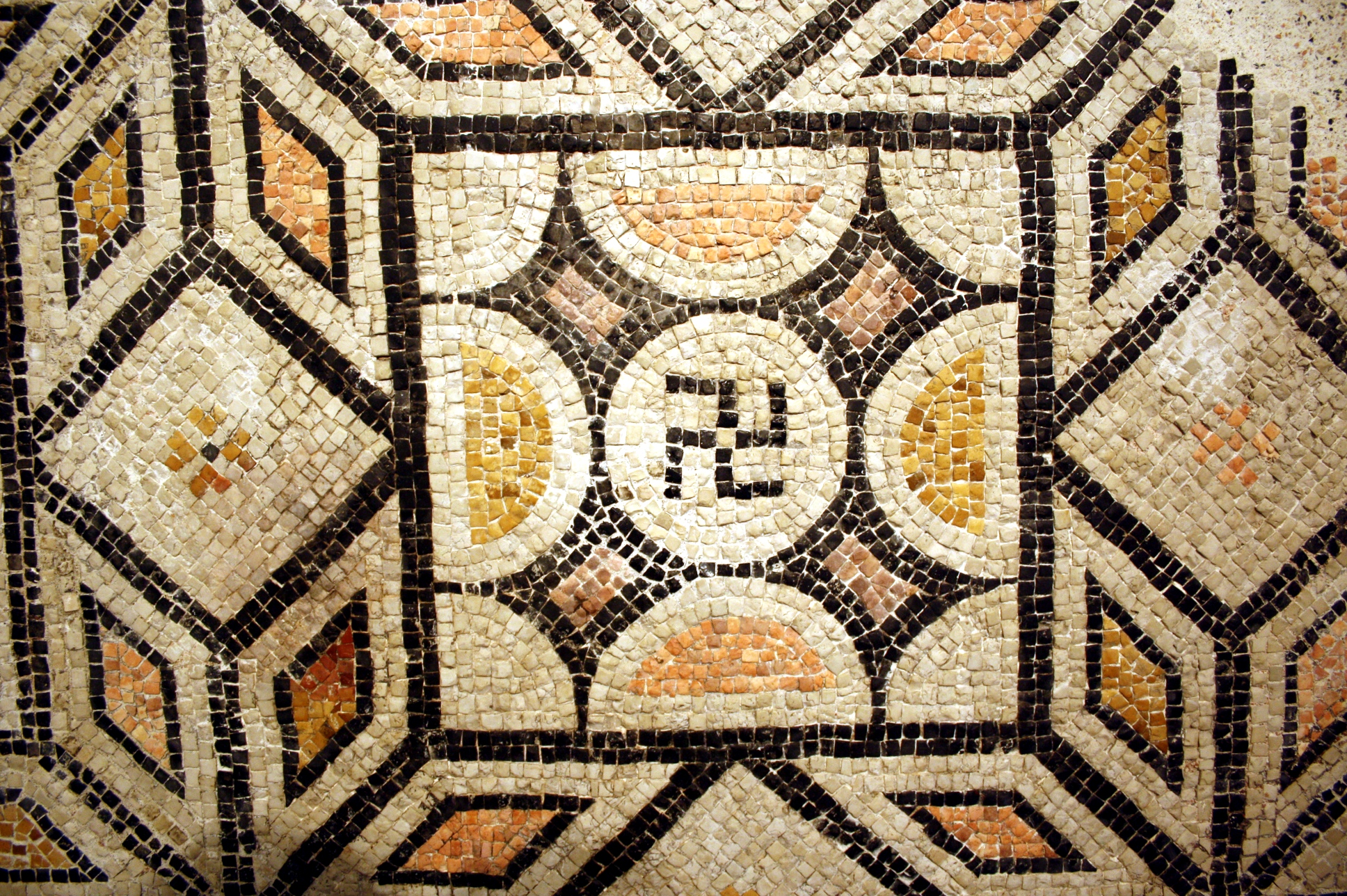
Decorazioni a svastica parte di un pavimento a mosaico romano del II-III secolo, preservato al Museo di Santa Giulia di Brescia, Italia.

### Orientamento e direzione di moto rotatorio

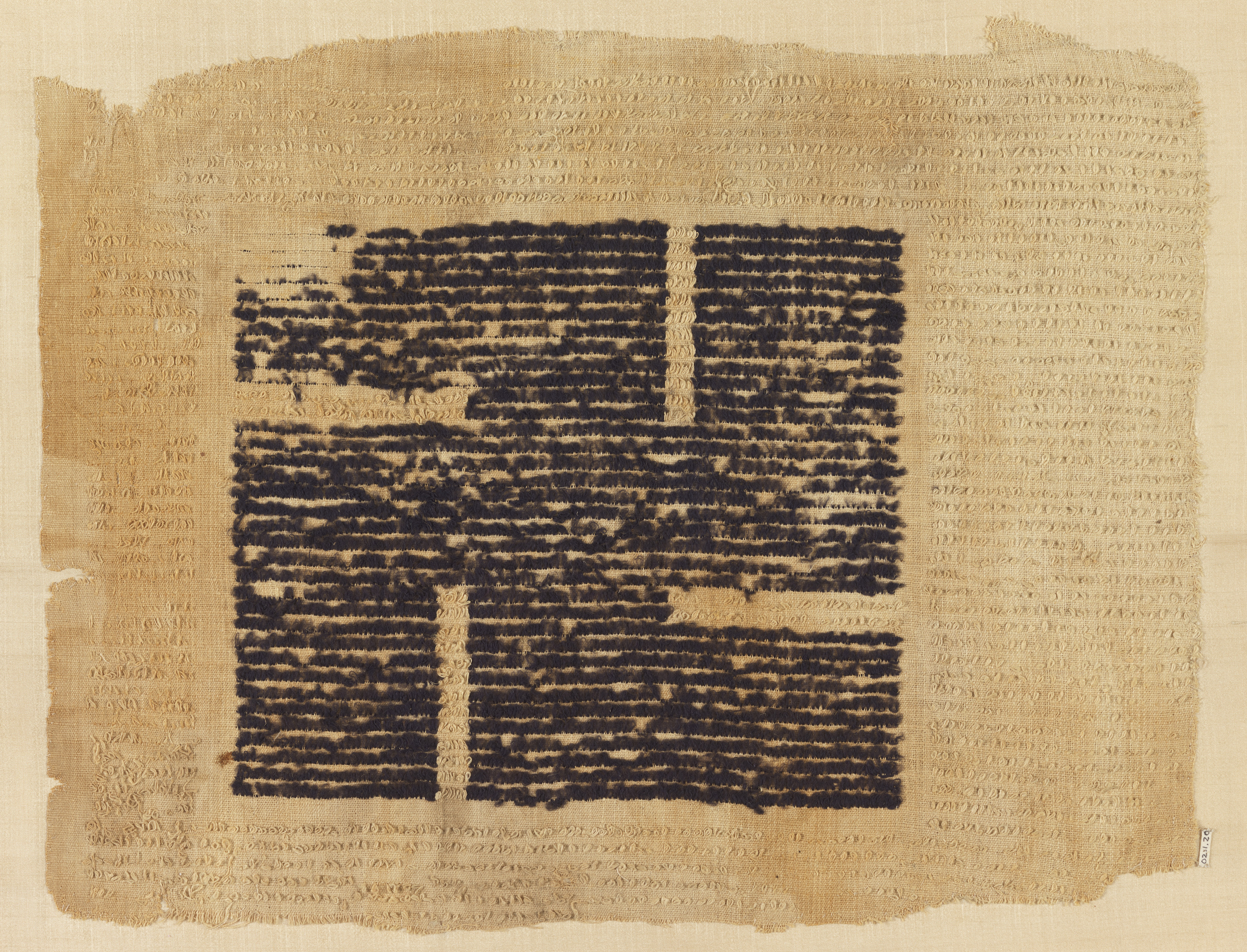
Svastica su un tessuto dall'Egitto, datato tra il IV e il V secolo. Nella religione egizia antica Horus (il "Falco") era simbolo del centro polare celeste, e nelle rappresentazioni quadriformi i suoi quattro figli erano disposti ai suoi lati nelle quattro direzioni, oltre ad essere specificamente associati a quattro delle sette stelle del Grande Carro; nel tardo Egitto romano tale simbolismo, come altri affini, fu assimilato nella formulazione del cristianesimo: Horus fu identificato con Cristo e i suoi quattro figli con i Quattro Evangelisti.

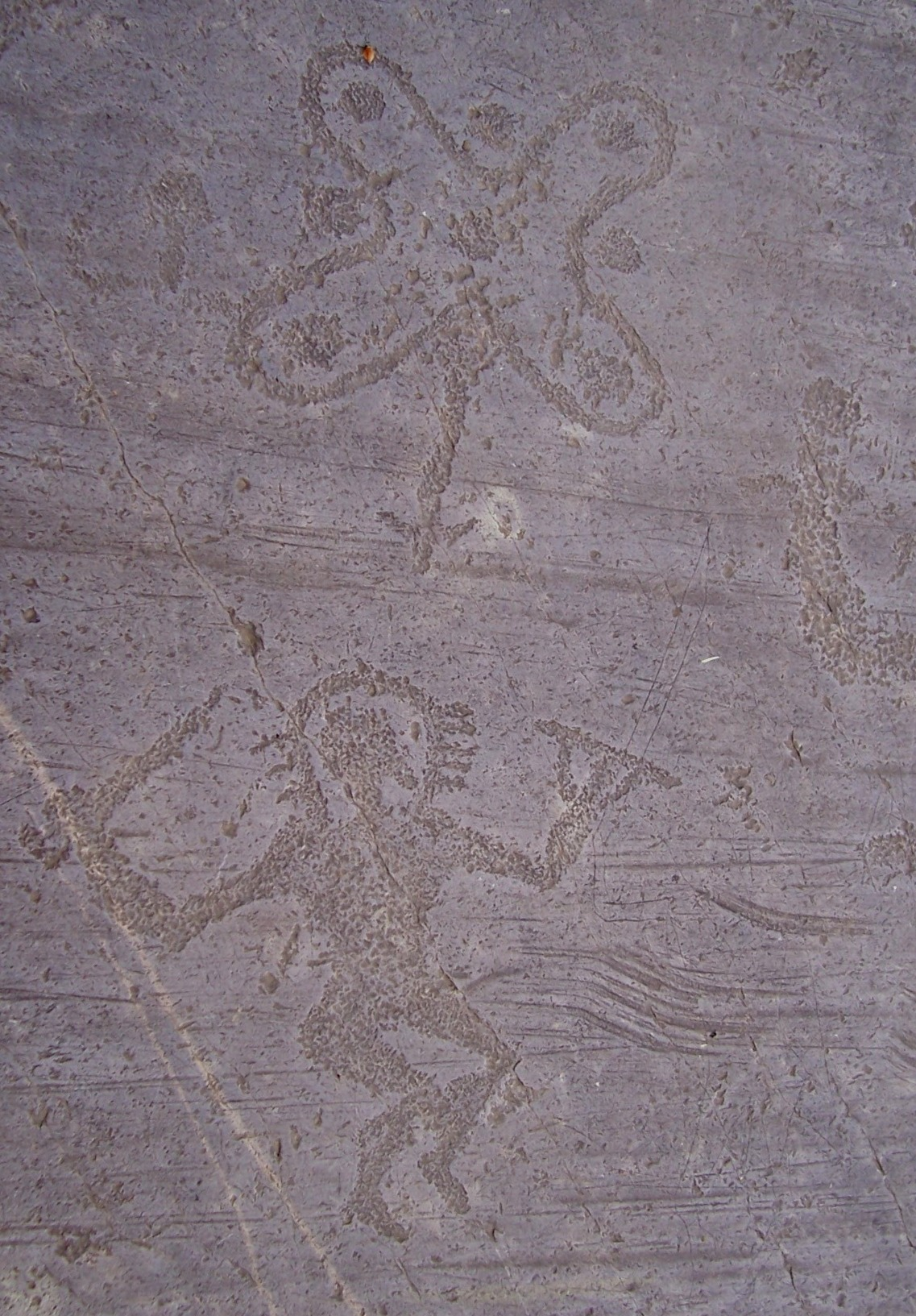
Sciamano-guerriero camuno, con daga e scudo (o squadra), "illuminato" dalla visione della rosa camuna, in un petroglifo di influenza etrusca della Val Camonica. La rosa camuna rappresenta il polo celeste stesso o qui l'asterismo del Cigno/Croce del Nord, altro simbolo di rimando al polo supremo (nell'antica Grecia animale di Apollo associato all'Iperborea, il polo nord supremo appunto).

L'orientamento del simbolo (con i rebbi a sinistra 卍, o con i rebbi a destra 卐) non ne cambia il significato, e le due forme sono state usate intercambiabilmente in varie culture senza intenzioni di opposizione. Tuttavia, talvolta nella storia è capitato che nuovi movimenti religiosi in una data cultura adottassero la forma di orientamento opposto a quella più in uso nella religione dominante, in antagonismo rispetto a quest'ultima (è il caso, per esempio, del buddhismo che usa maggiormente il simbolo con i rebbi a sinistra 卍, rispetto all'induismo che usa maggiormente quello con i rebbi a destra 卐). Entrambe le versioni del simbolo sono dette swastika in sanscrito, anche se in taluni contesti il termine sauwastika (che non è altro che una forma aggettivale di swastika) è stato applicato a una o all'altra variante per distinguerle.
Per quanto riguarda il moto rotatorio, entrambe le versioni, sia quella con i rebbi a sinistra 卍, che quella con i rebbi a destra 卐, possono essere interpretate come destrogire (roteanti a destra) o levogire (roteanti a sinistra), a significare l'eterno ritorno dell'universo; secondo René Guénon il senso di rotazione è secondario, ma può nondimeno significare la spirale di ascesa o discesa, generazione o dissoluzione, emanazione o riassorbimento dell'universo da parte del Dio supremo.
Platone nel Politico afferma:
(Politico, 169c ss.)
Stefania Dimitrova scriveva sul Corriere dell'UNESCO del 1996 che il moto verso destra indica l'atto creativo-emanativo e il generarsi degli enti a partire dal Dio supremo; il moto verso sinistra indica invece la distruzione dello stato di cose profano per ritrovare il "tempo mitico" del sacro, le forme originali della creazione, identificandosi con il Dio supremo che precede il tempo-spazio. Il moto verso sinistra quindi nega la creazione ma facendo ciò permette l'indiamento.
Nirmala Srivastava, yogi indiana e dottoressa honoris causa all'Accademia russa delle scienze di San Pietroburgo, affermava, secondo l'interpretazione tradizionale indù:
(Nirmala Srivastava)
Le due direzioni di rotazione sono complementari e il simbolo della svastica, esprimendole entrambe, è, secondo la Dimitrova, il simbolo dell'"autosviluppo della santità che distrugge tutti gli ostacoli nel processo di esecuzione del piano divino", nonché il "simbolo della natura divina dell'uomo".

### Attestazioni archeologiche
La svastica è un simbolo presente in pressoché tutte le culture religiose dell'Eurasia, dall'Europa occidentale all'Estremo Oriente, passando per il Vicino Oriente, l'India e la Siberia. Si trova anche presso alcune culture indigene dell'America settentrionale e dell'America centrale. Rare apparizioni del simbolo si trovano anche presso qualche cultura dell'Africa nord-orientale e nord-occidentale (Sudan occidentale, Guinea superiore). Nelle raffigurazioni artistiche esiste una continuità formale tra il simbolo della svastica e quelli del meandro e della spirale.
La svastica si trova su reperti risalenti al Neolitico, e in rari casi anche al tardo Paleolitico, per esempio sui manufatti della cultura di Cucuteni-Trypillia vicino a Mezine, in Ucraina, datata a quindicimila anni fa. Al VII-VI millennio a.C. risalgono attestazioni del simbolo sui manufatti della cultura di Vinča che si sviluppava nella penisola dei Balcani, su manufatti "proto-traci" datati al 6000 a.C. rinvenuti a Devetak, Lovech, in Bulgaria, nonché su almeno un manufatto datato al 7000 a.C. rinvenuto a Tell es-Sultan, vicino a Gerico, in Cananea. Al VI-V millennio a.C. risalgono successive attestazioni in Mesopotamia e in Cananea; notevoli sono le ciotole della cultura di Samarra raffiguranti svastiche attorniate da motivi animali. La svastica era il simbolo che con più frequenza figurava sulle monete delle civiltà mesopotamiche. Dall'età del bronzo il simbolo si diffuse in tutta l'Eurasia con gli Indoeuropei, nella cultura di Sintashta in Russia, nell'area dell'Iran, specialmente l'Elam (4000 a.C.), nella civiltà egeo-anatolica (antiche Creta, Troia, Cipro) e nella civiltà della valle dell'Indo (3300 a.C.), e in culture della Cina. Dall'età del ferro è attestata nelle compagini culturali dei Celti, dei Germani, dei Balti, degli Slavi, dei Greci, degli Italici e degli Illiri.

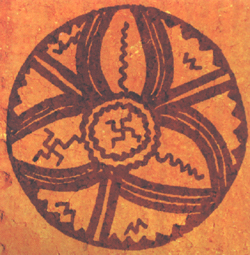
Schema con svastiche su un piatto della cultura di Cucuteni-Trypillia, odierna Ucraina, IV millennio a.C.
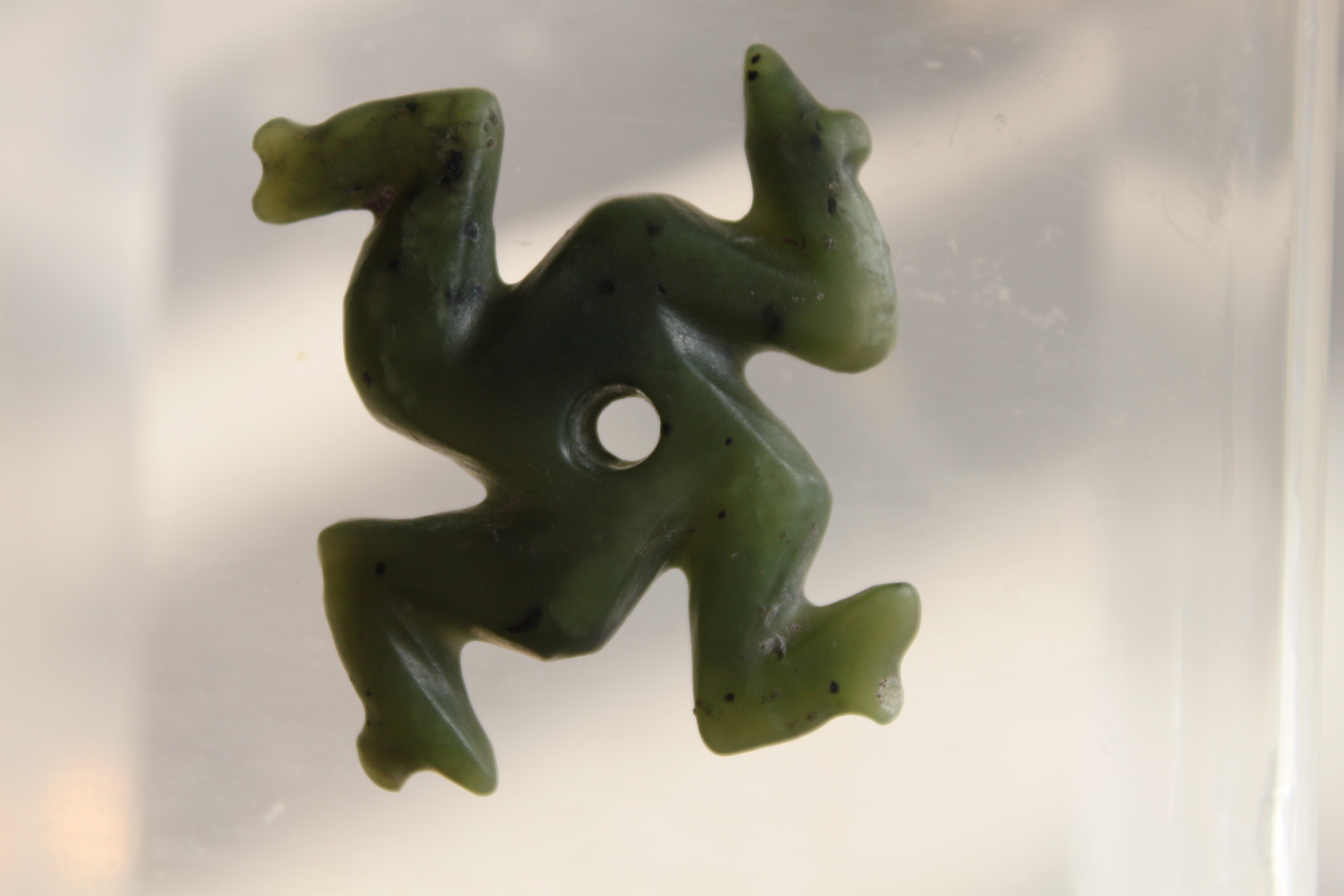
Svastica in nefrite con rebbi a "rana", rinvenuta a Kărdžali, in Bulgaria, datata al VI-VII millennio a.C.
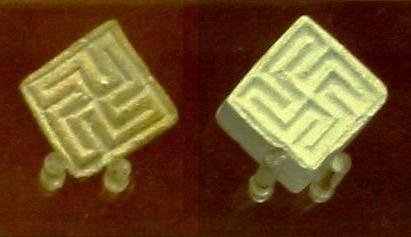
Sigilli a svastica da Harappa, civiltà della valle dell'Indo, III millennio a.C.
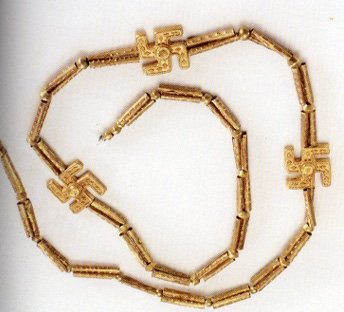
Collana iraniana con svastiche datata al III millennio a.C.
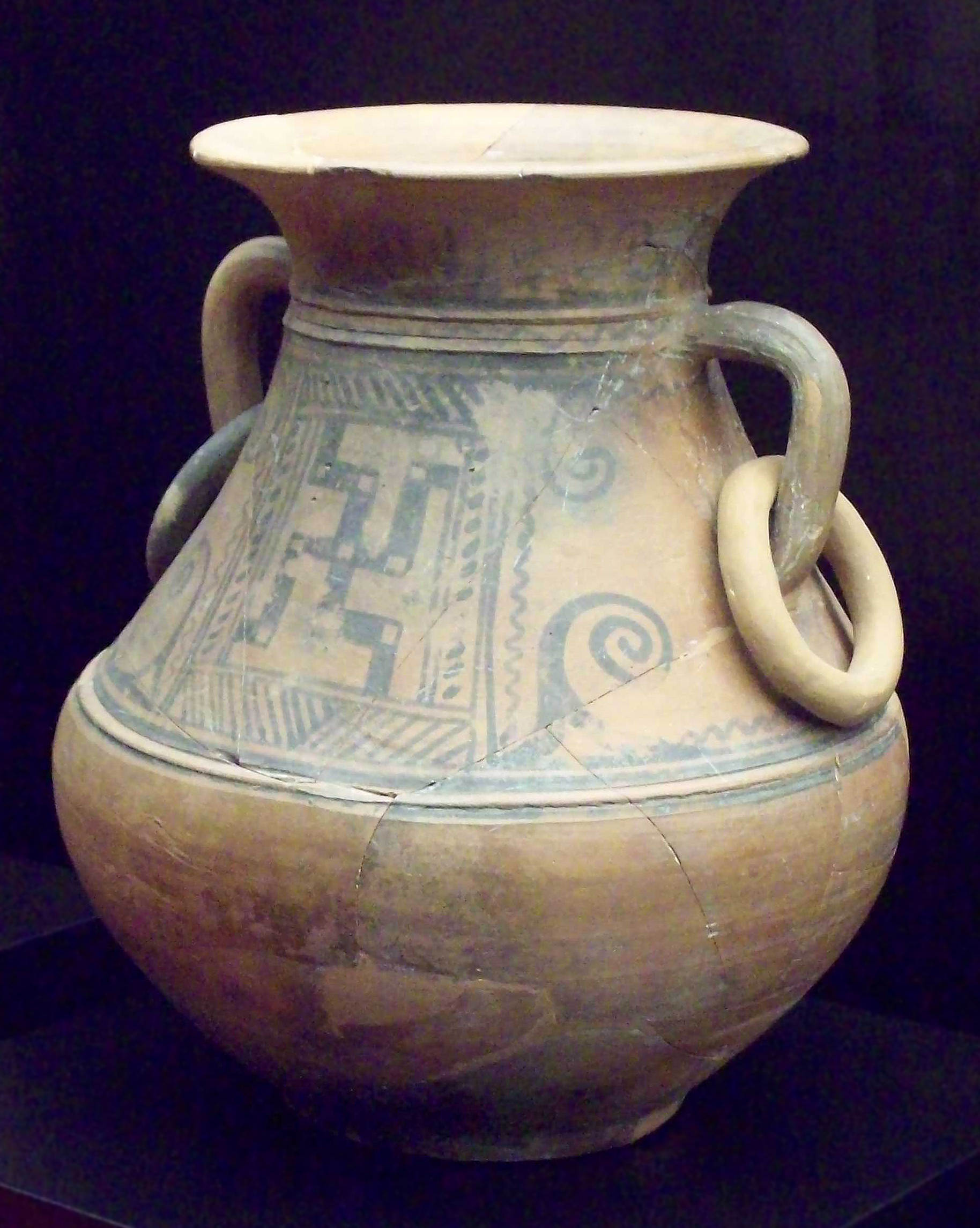
Vaso celtibero con svastica, datato al II secolo a.C.
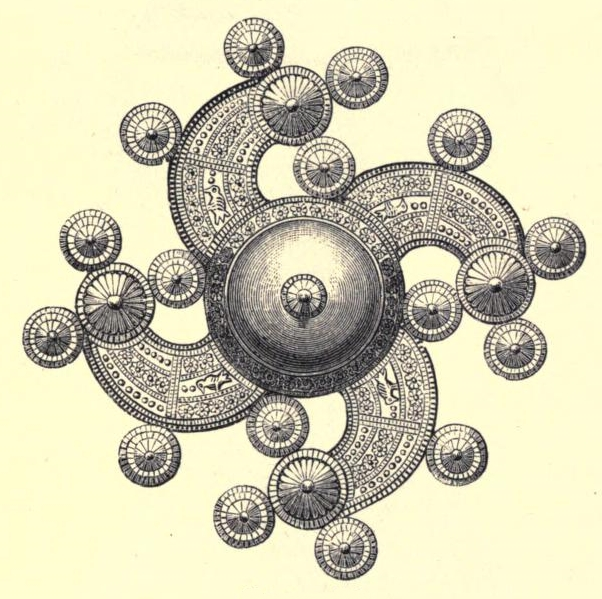
Spilla germanica a svastica, rinvenuta a Varpelev, Zelanda, Paesi Bassi.

## In specifiche religioni

### Buddismo

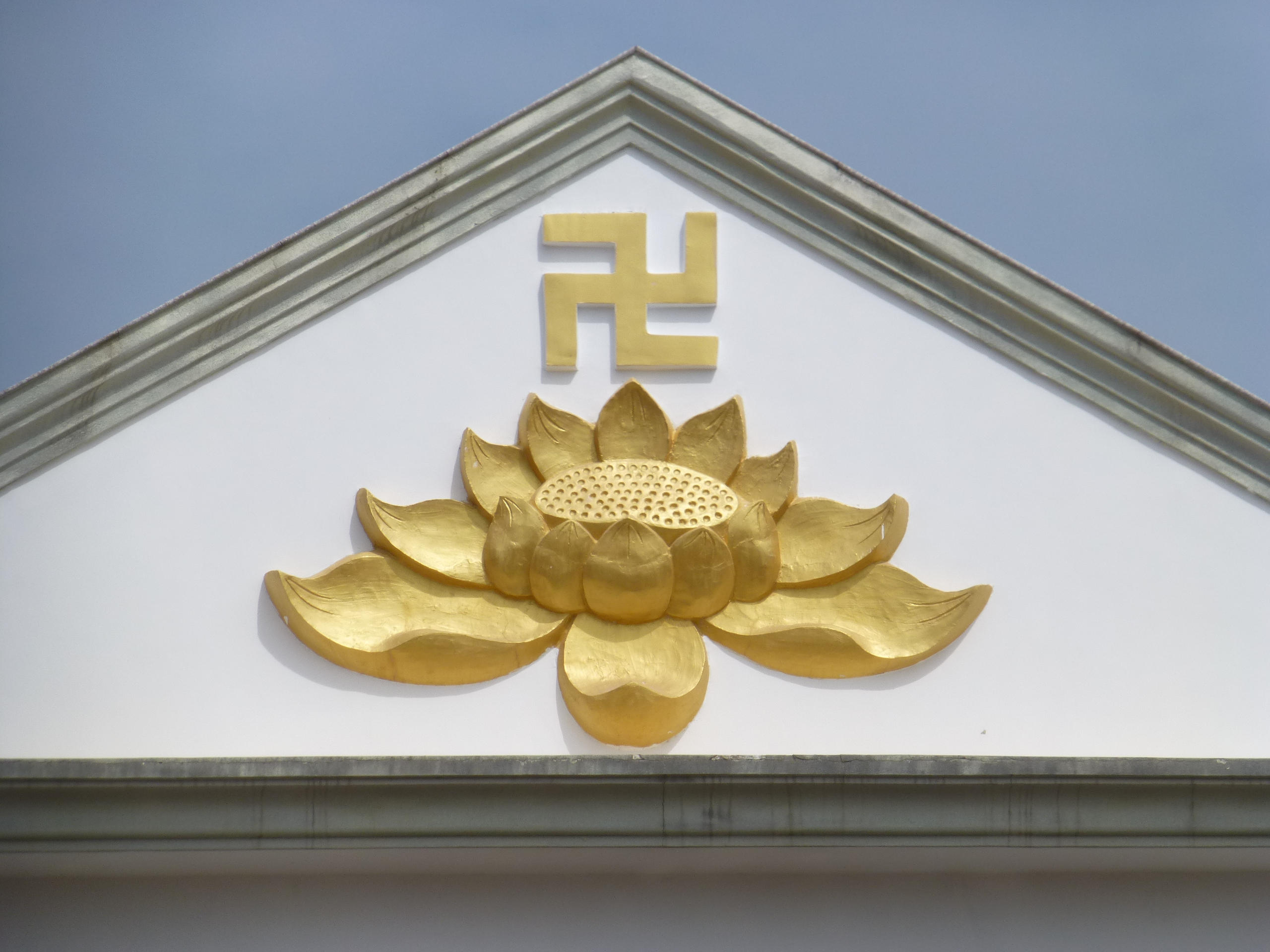
Svastica che sorge da un loto, sul frontone di un tempio buddhista a Chongwu, Hui'an, in Fujian, Cina. Nel buddhismo la svastica simboleggia la manifestazione di "tutte le cose" nella coscienza di un buddha, e la natura stessa della buddhità.

Nel buddhismo cinese il carattere 卍 o 卐 o anche 萬 (pronunciato in cinese wàn, in giapponese e coreano man) rende il termine sanscrito swastika (reso anche come 塞縛悉底迦 sāifúxīdǐjiā) con il significato di "miriade" o "infinito", o "tutte le cose", che si manifesta nella coscienza di un buddha (佛, fó); per tale ragione esso è spesso posto sulle statue rappresentanti un buddha sul petto all'altezza del cuore (心 xīn, che in cinese vuol dire al contempo anche "mente").
Nel buddhismo Zen il carattere 卍 o 卐 rappresenta il 佛心印 (busshin-in) ovvero il "sigillo della mente-cuore del buddha" trasmesso da patriarca a patriarca nel lignaggio di questa scuola, e la "coscienza iniziatica dell'eterno ritorno". Mentre nel buddhismo in generale è più usata la svastica con i rebbi rivolti a sinistra (卍), nel buddhismo tibetano (in lingua tibetana la svastica è detta gyuṅ druṅ, reso anche yungdrung, letteralmente "eternità"), come nella tradizione indiana, è frequente l'uso della versione con i rebbi a destra (卐), mentre nella stessa regione del Tibet la svastica con gli uncini a sinistra è il segno qualificatore della religione tibetana pre-buddhista, il bön.

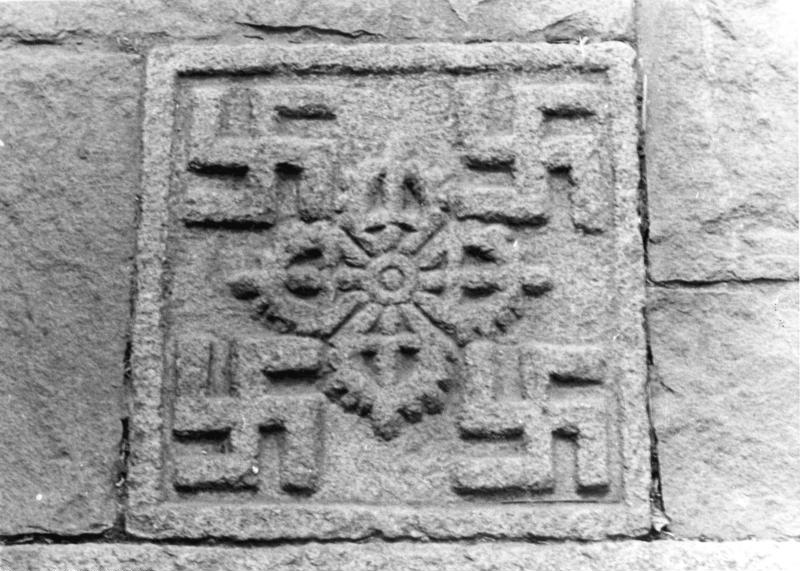
Svastiche attornianti il vajra ("fulmine" o "diamante"), simbolo del potere spirituale nel buddhismo tibetano, arma del Dio sommo nell'induismo. Fotografia scattata in Tibet da Ernst Schäfer nel 1938.
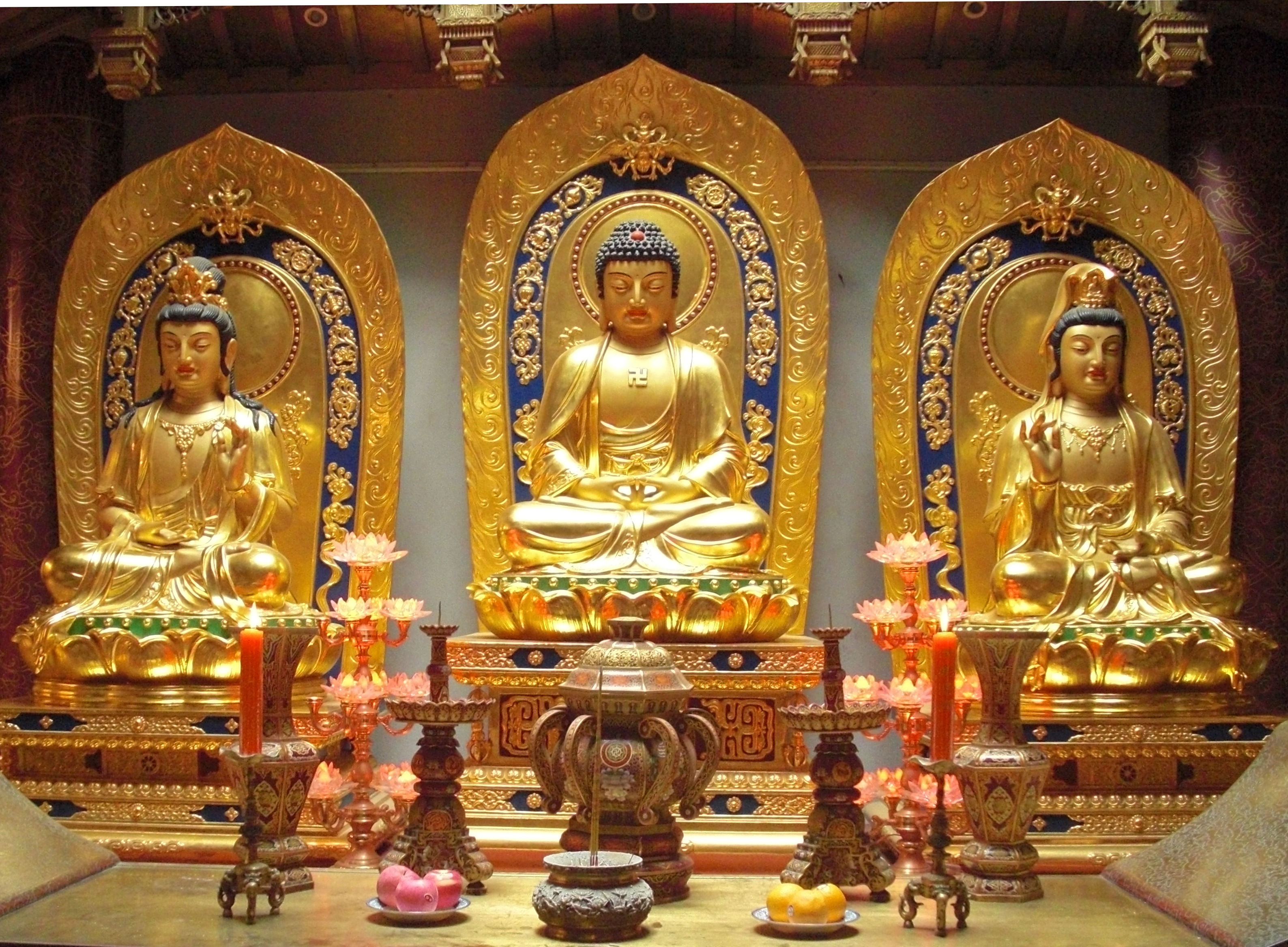
Svastica sul petto dell'Amitabha Buddha, accompagnato da Avalokitesvara Bodhisattva e Mahasthamaprapta Bodhisattva, in un tempio buddhista a Hangzhou, Cina.
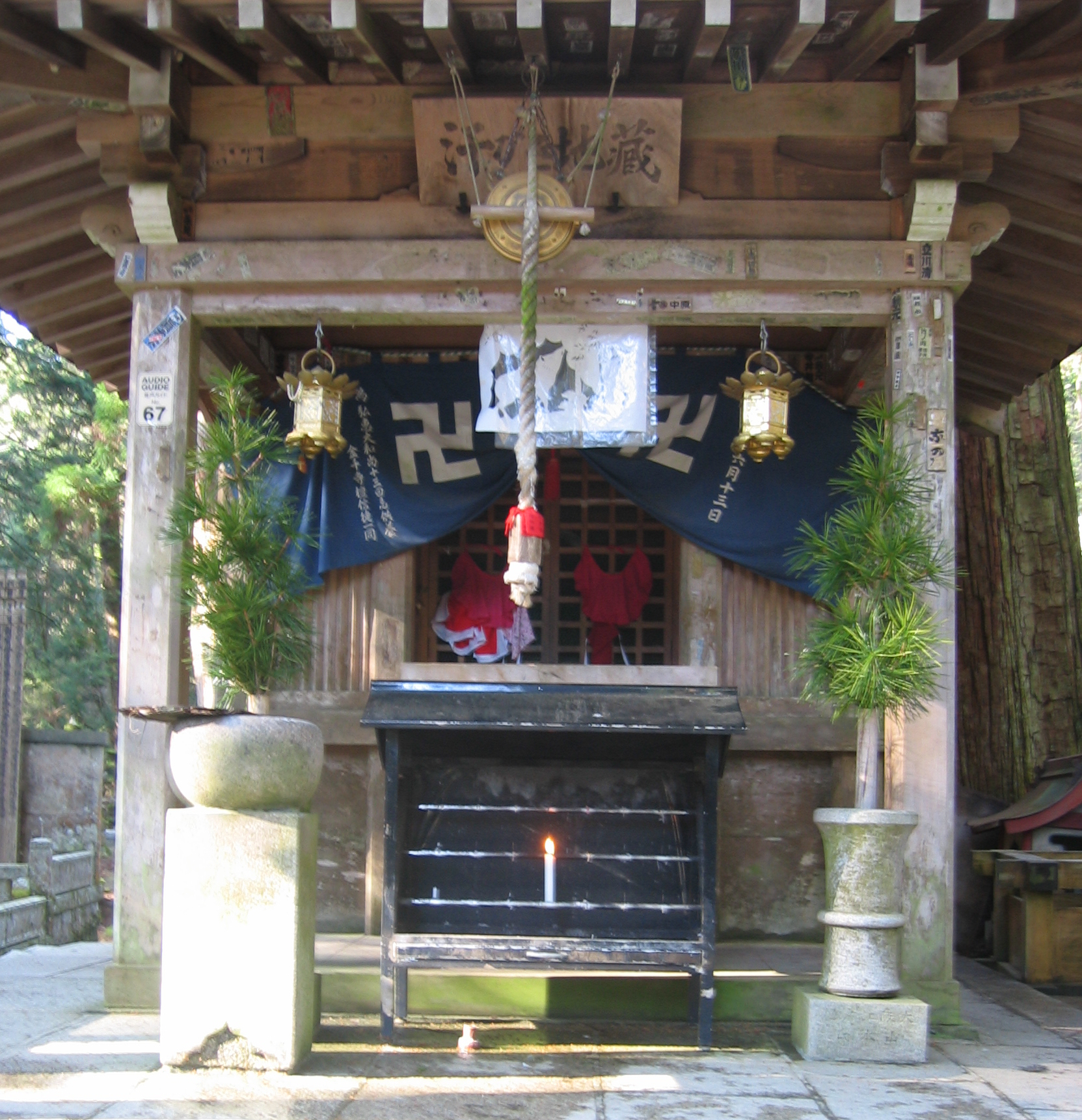
Svastiche sulle tende di un'edicola del Tempio di Okuno, sul Monte Kōya, a Osaka, Giappone.
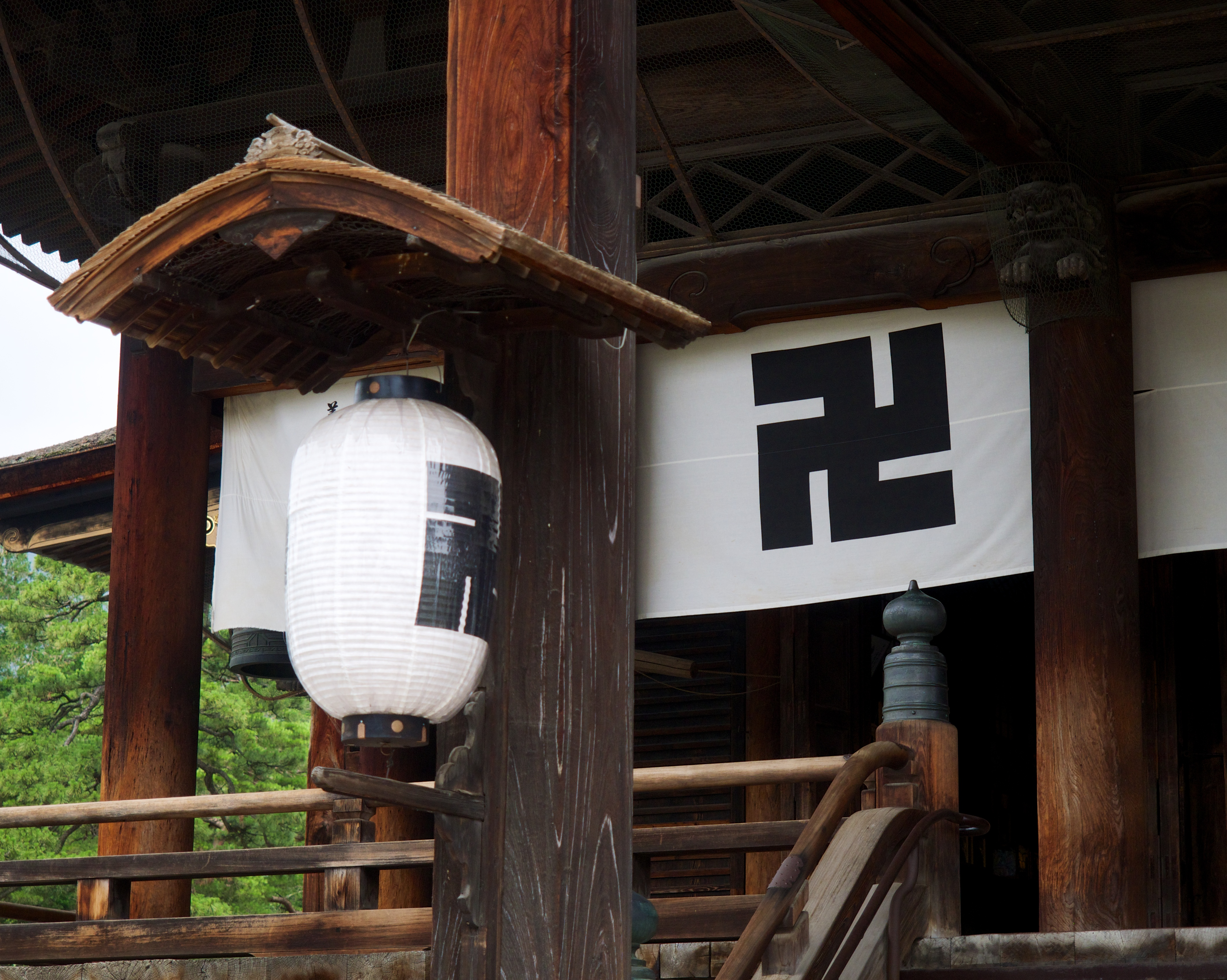
Svastiche al Tempio di Zenko a Nagano, Giappone.
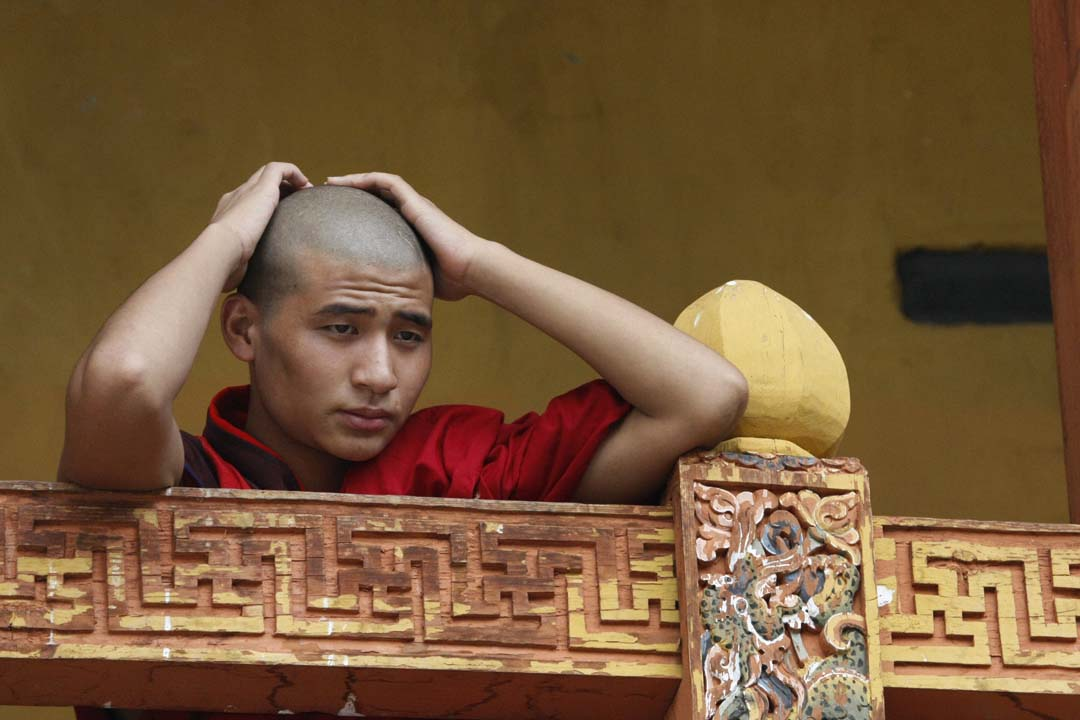
Svastiche sulla balaustra di un monastero buddhista in Bhutan.

### Cristianesimo

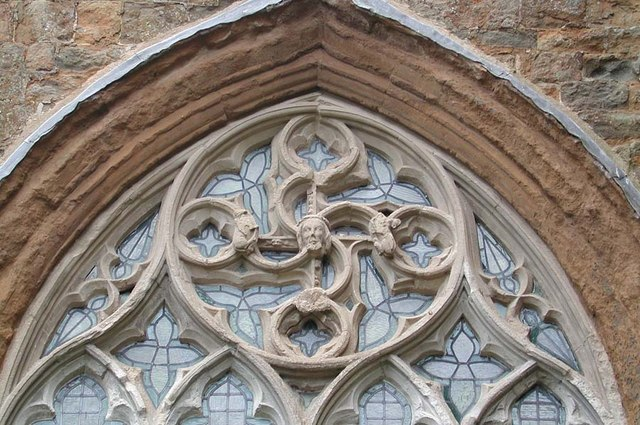
Volto di Cristo al centro della svastica polare in un rosone della chiesa di Santa Maria a Bloxham, Inghilterra. I bracci della svastica contengono i simboli dei Quattro Evangelisti e dei Quattro Arcangeli Maggiori delle direzioni e degli elementi: bue (Luca-Raffaele), leone (Marco-Michele), uomo (Matteo-Gabriele), aquila (Giovanni-Uriele). Al centro, al Cristo, è invece associato il serpente, simbolo della vita che può prendere ognuna delle direzioni.

Nel cristianesimo antico la svastica simboleggia la croce del Cristo al centro del Cielo, il polo nord, Trono di Dio, contornato dai Quattro Arcangeli Maggiori (Michele, Gabriele, Raffaele, Uriele) corrispondenti ai Quattro Evangelisti (Marco, Matteo, Luca, Giovanni), a loro volta parte dei Sette Arcangeli, i sette spiriti o occhi di Dio, rappresentati dalle sette stelle della costellazione del Grande Carro. Tale simbolismo, già presente nelle visioni di Ezechiele e poi ripreso nell'Apocalisse di Giovanni fu rappresentato dalla svastica nel cristianesimo fino alla fine del Medioevo. La svastica era inoltre un motivo frequente nelle iscrizioni e nell'arte funeraria cristiana tra il II e il IV secolo.
(Apocalisse di Giovanni, I, 16 / XIX, 15 / I, 20 / IV, 5 / V, 6 / XV, 1)

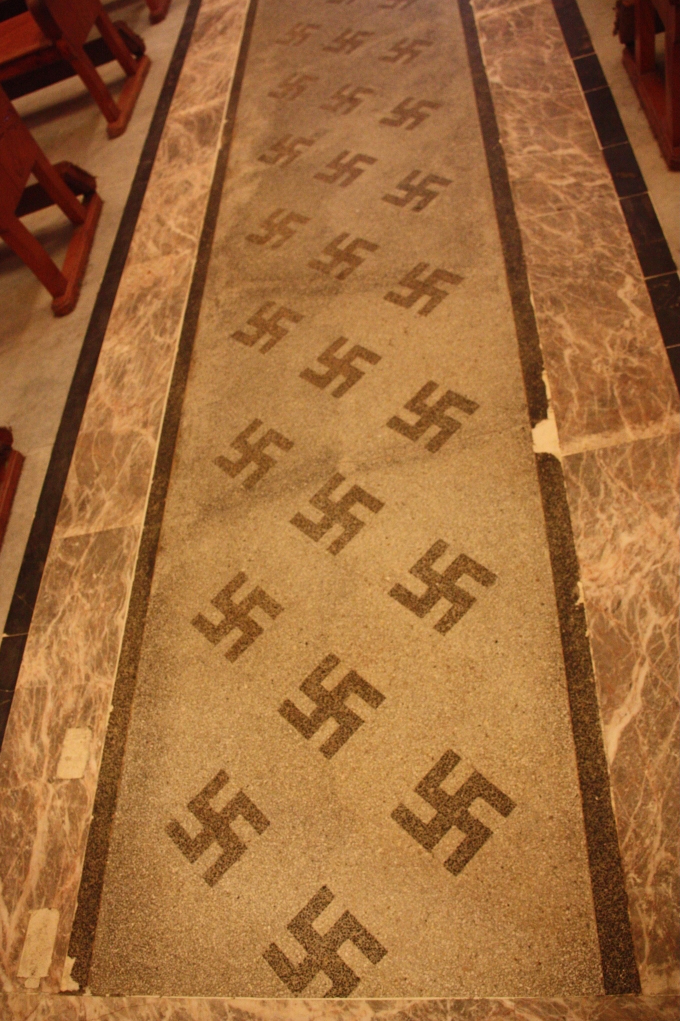
Svastiche decorano il pavimento della navata della Cattedrale dell'Immacolata Concezione di Tampico, Messico.
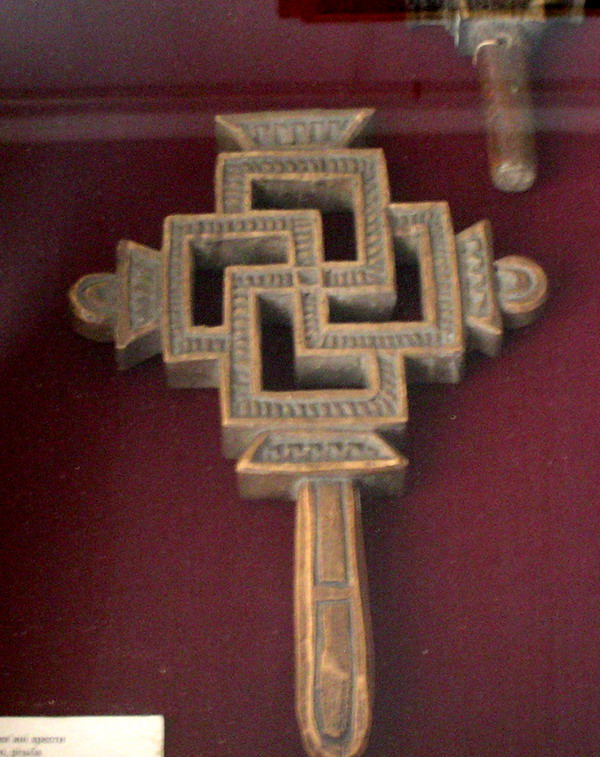
Strumento liturgico cristiano ortodosso a forma di svastica, dall'Ucraina, preservato in un museo etnografico a Kolomna, Russia.
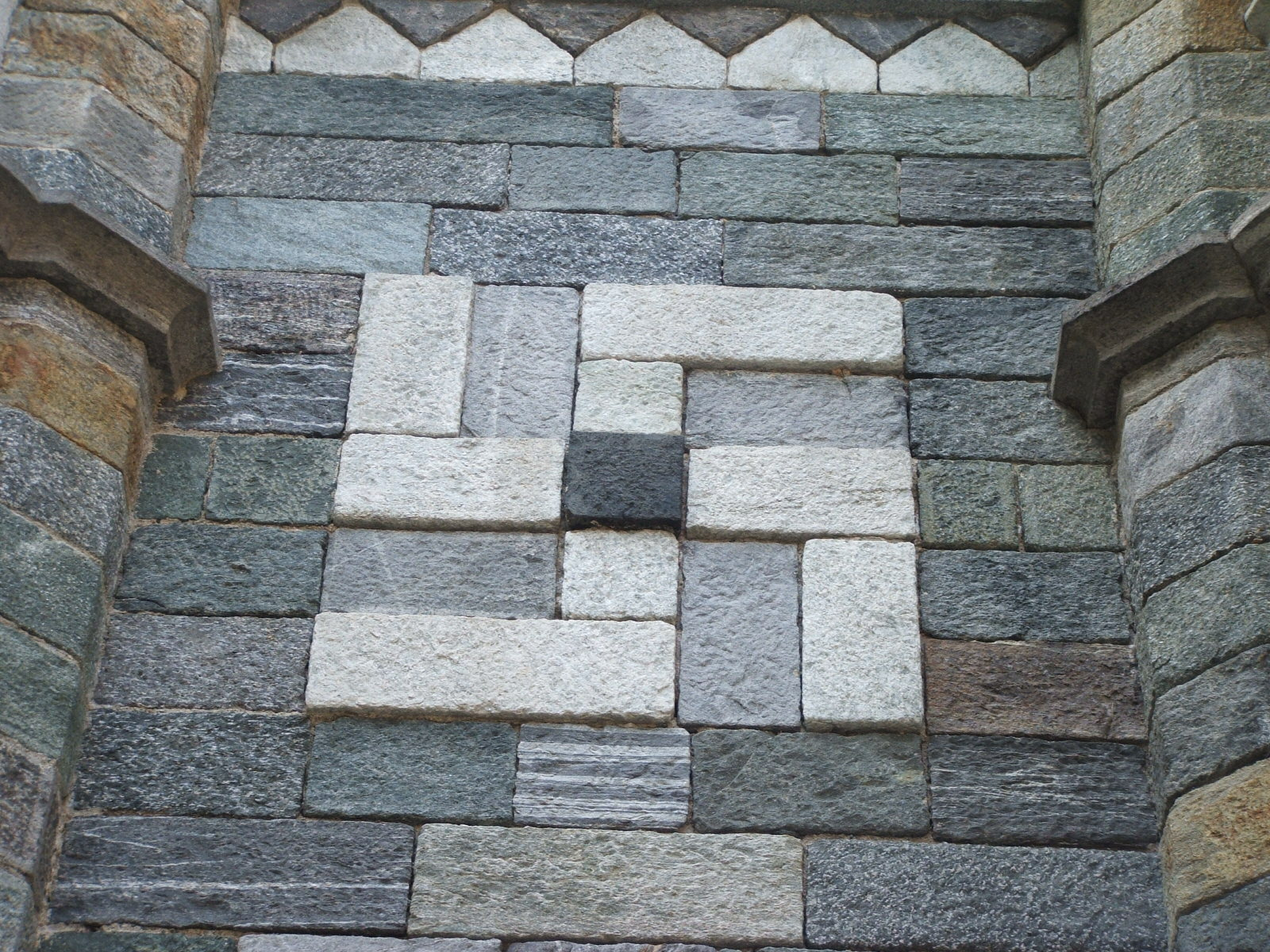
Svastica sulla chiesa parrocchiale di Rosazza, Piemonte, Italia.
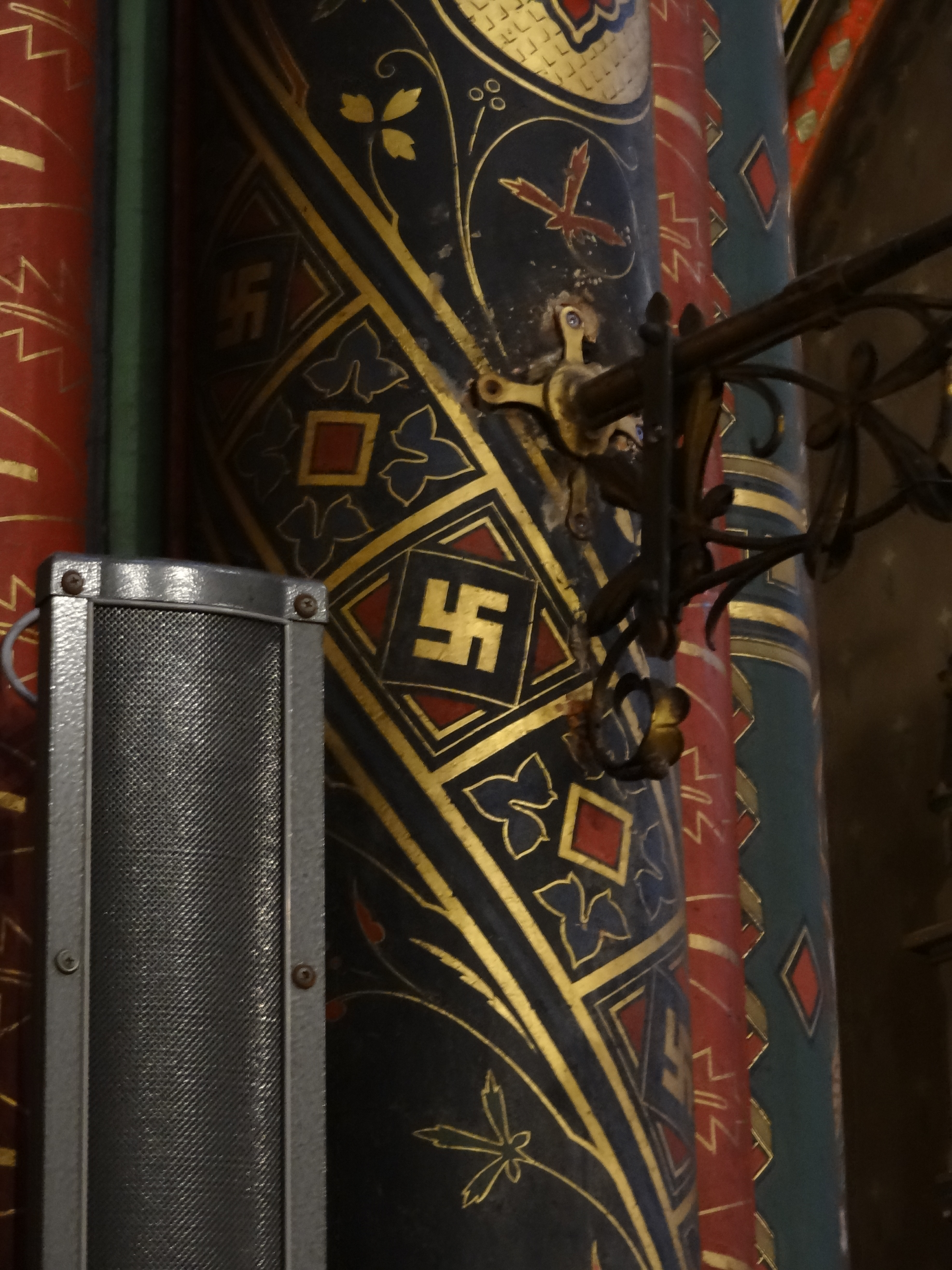
Decorazioni a svastica nella Chiesa di Gesù di Tolosa, Francia.
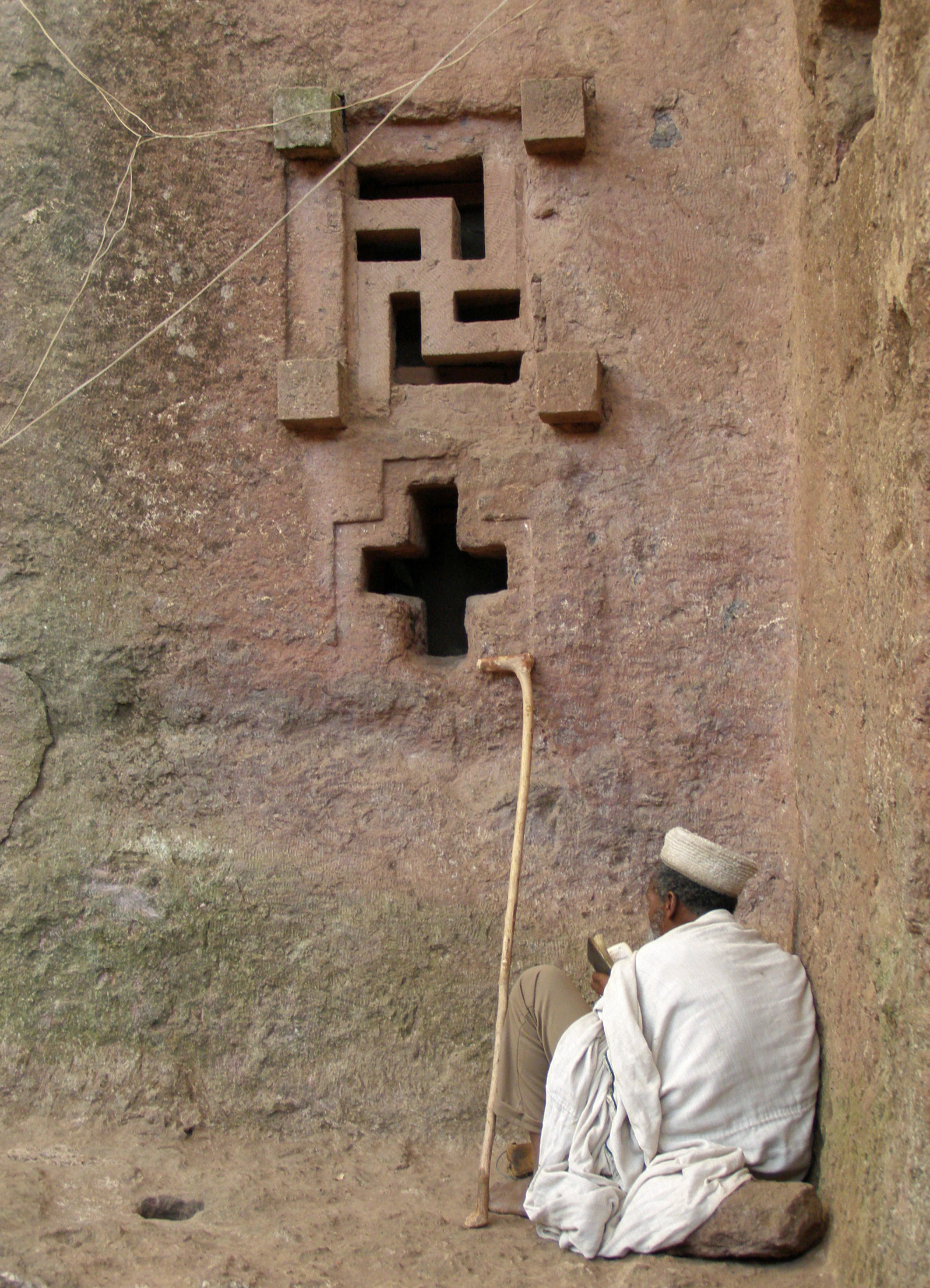
Svastica e croce semplice sulla Biete Maryam, chiesa ortodossa etiope a Lalibela, Etiopia.

### Ebraismo e islam
Il cristianesimo formulato nella tarda antichità romana ereditò gran parte della sua scrittura sacra dall'ebraismo, nella cui tradizione mistico-profetica, a sua volta derivante dalle religioni mesopotamico-egizie, è centrale la visione del polo nord, il Trono di Dio (Merkavah, il "Carro") e i suoi sette Palazzi/Stanze (Heikhalot), con Quattro Arcangeli che lo reggono, parte dei Sette Arcangeli che ne rappresentano la settuplice manifestazione. I Quattro Arcangeli si riflettono anche nei Quattro Grandi Profeti (Isaia, Geremia, Ezechiele, Daniele), e nei quattro grandi raggruppamenti direzionali delle Dodici Tribù di Israele (Giuda a est, Ruben a sud, Efrem a ovest, Dan a nord), più i Leviti, la casta sacerdotale, posti al centro. Tale simbolismo è reso nell'esoterismo ebraico anche da quattro lettere jodh (lettera associata al principio e all'unità) poste ad angolo retto le une rispetto alle altre, simbolismo poi ripreso dalla massoneria che ha sostituito la jodh ebraica con la Γ (gamma) greca oppure con la I o la G; nella massoneria la svastica rappresenta la stella polare quale "sede effettiva del Sole centrale nascosto dell'Universo, Iah", il Grande Architetto dell'Universo.
Nell'islam, la svastica, usata spesso nelle decorazioni geometriche delle moschee oppure nella calligrafia araba, rappresenta la "pietra angolare" o "angolo degli angoli" (rukh al-arkan, da cui il termine "arcano"), che ha una dimensione celeste e una terrestre. A livello celeste il centro è il Ruh (lo "Spirito", equivalente a Metatron nell'ebraismo) e gli angeli Jibril, Rufail, Mikail e Israfil sono riflessi particolari del Ruh nelle quattro direzioni; a livello terrestre il centro fu Maometto mentre le quattro diramazioni furono i primi quattro califfi della storia sacra islamica. Il centro è anche detto la "stazione divina" (al-maqamul-ilahi), che è orientazione (qibla) per la tensione (niyya) di tutti gli esseri verso il principio divino, Allah; il centro del Cielo corrisponde sulla Terra alla Kaaba (il "Cubo"), chiamata anche Beyt Allah ("Casa di Dio"), custodente la Pietra Nera, centro più sacro dell'islam intorno a cui i musulmani compiono sette giri di circumambulazione rituale.

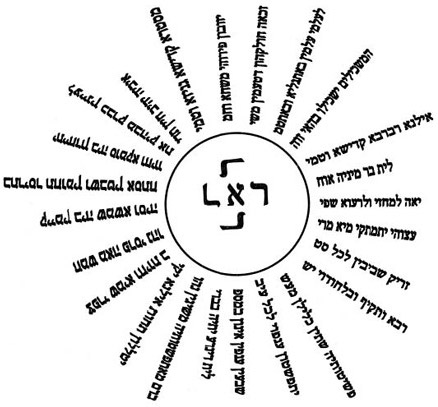
Svastica ebraica composta da quattro lettere jodh, dall'opera cabalistica Parashat Eliezer.
Muhammad (in nero) e Ali (in bianco), il sigillo dei profeti e il quarto califfo, scritti quattro volte in grafia cufica disposta a svastica.
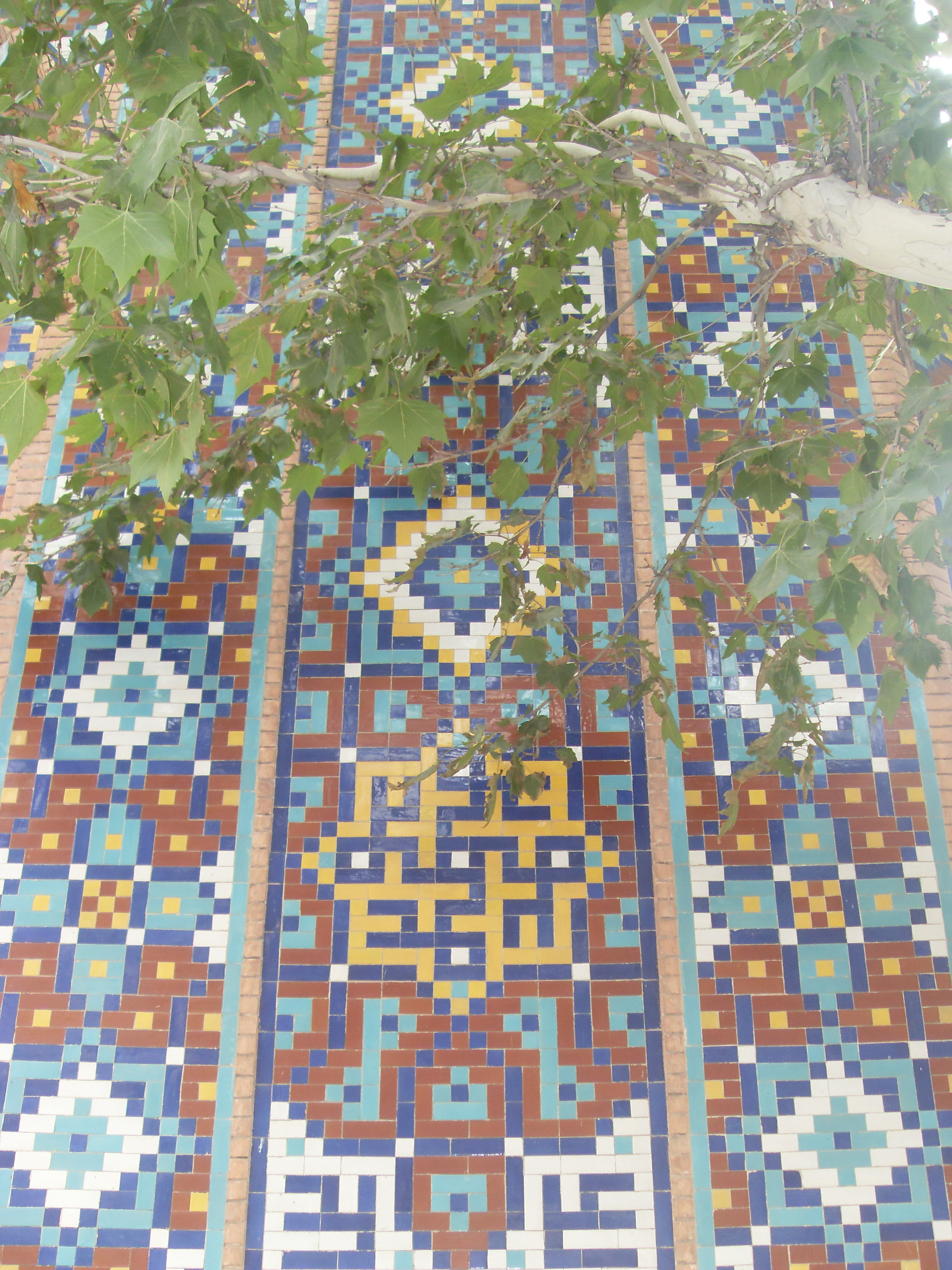
Svastica tra le geometrie decorative di una moschea a Erevan, in Armenia.
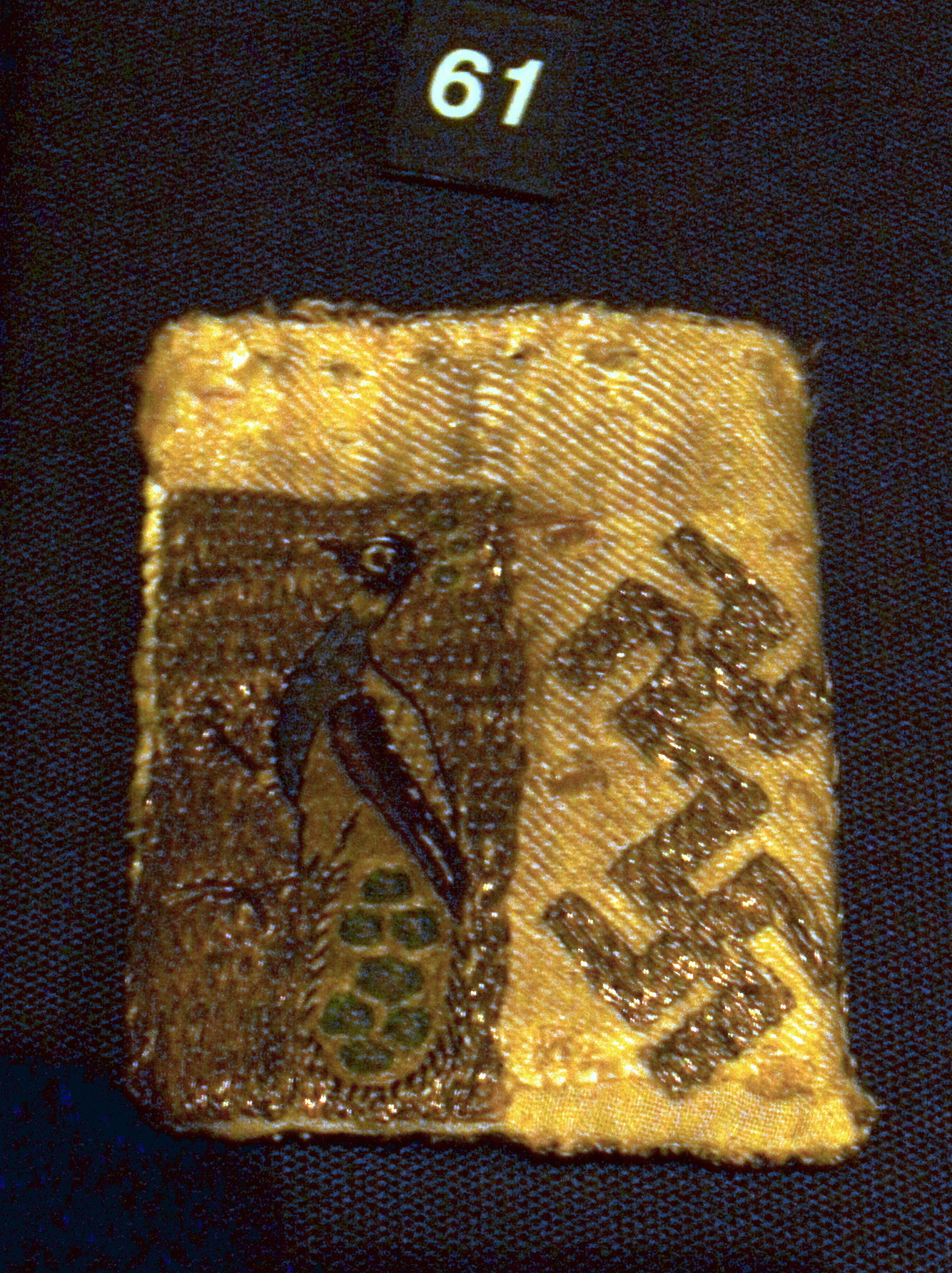
Borsello in tessuto ricamato con svastiche datato all'XI secolo, dinastia fatimide.

### Induismo e giainismo

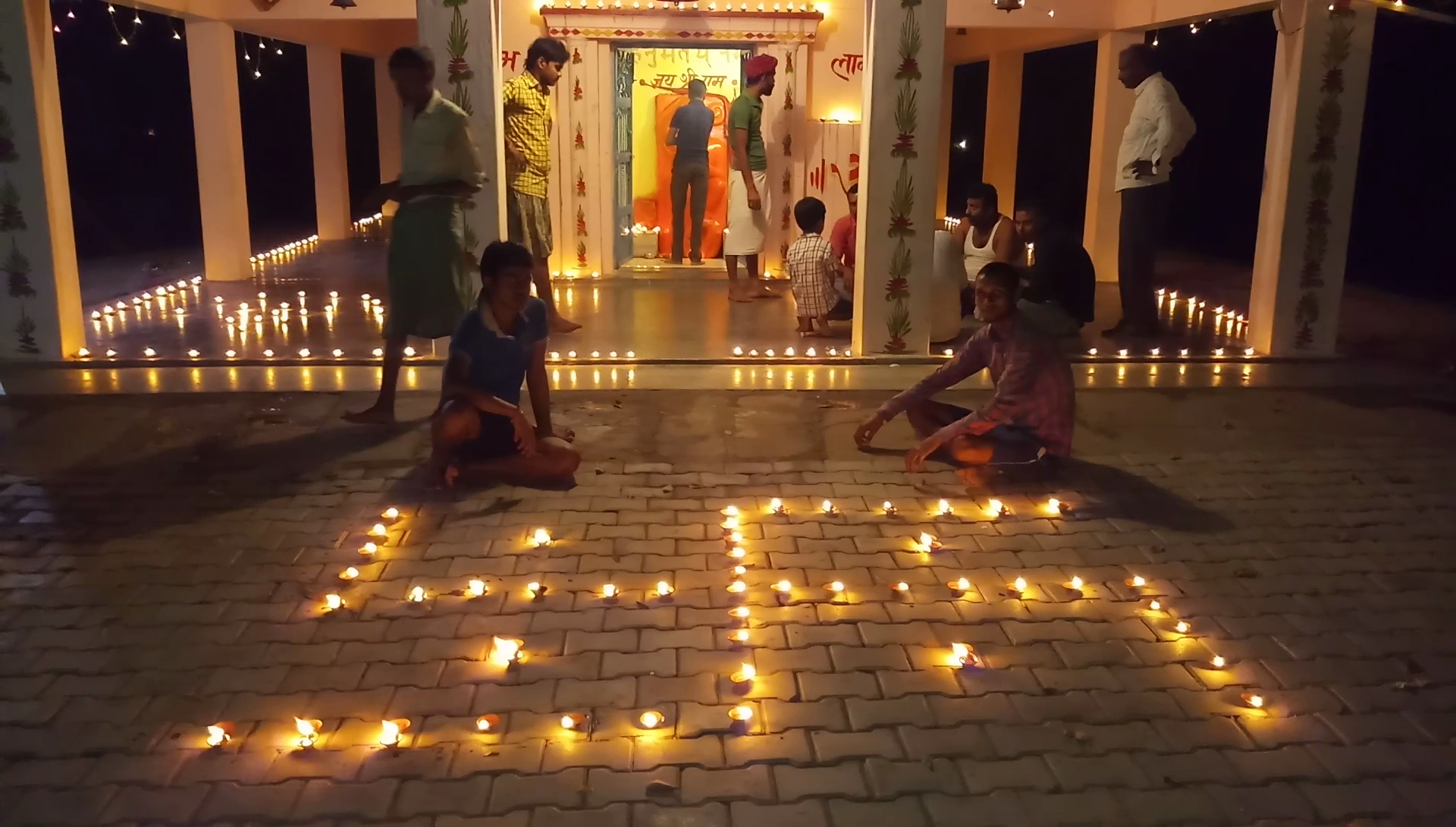
Candele disposte a svastica per una cerimonia religiosa indù.

In ambito induista la svastica in generale simboleggia al contempo i quattro Veda e i corrispondenti quattro volti di Brahmā, il Dio supremo creatore. Come "Porta del Cielo", la svastica rappresenta sia la "porta solare" che dà accesso al Brahmā-loka ("Luogo di Brahma"), che è il supremo vertice extracosmico (polo nord eclittico), sia la "porta lunare" che dà accesso all'Indra-loka ("Luogo di Indra") o Svarga, che è il vertice manifesto intracosmico (polo nord celeste). Nel mondo sottostante il vertice celeste, il simbolo con i rebbi rivolti a destra (卐) è associato con il Sole e con la ruota del mondo che gira intorno al centro immobile del polo nord, ed è quindi emblema di Vishnu-Krishna e del mondo manifesto (e diurno); invece, il simbolo con i rebbi rivolti a sinistra (卍) è associato con i rituali tantrici della dea Kali, e con il mondo immanifesto (e notturno). Le sette stelle del Grande Carro sono dette Saptarikhsha, che significa "Sette Orse", "Sette Stelle" o "Sette Luci" (rikhsha deriva dalla medesima radice del celtico arth e del greco arktos), e sono identificate con i Saptarishi, i "Sette Sapienti" che ricevono e ritrasmettono la tradizione sapienziale dopo ogni ciclo cosmico. La Bṛhat Saṃhitā (VI secolo d.C.; al LV,5) sostiene che la svastica debba essere apposto all'ingresso dei templi. Lo shostik () è una versione della svastica tipica dell'induismo popolare bengalese (shostik è l'equivalente in bengalese del sanscrito swastika), nel quale il simbolo ha le fattezze della figura umana stilizzata.
In ambito giainista la svastica è simbolo del settimo tirthamkara ("creatore del guado", reiteratore della tradizione), Suparśvanātha; la svastica rappresenta altresì i quattro regni nei quali un'anima soggetta al saṃsāra, il ciclo delle vite e delle morti, può rinascere se non ha raggiunto l'illuminazione e la liberazione: Svarga (cielo), Naraka (inferno), Manushya (umanità), e Tiryancha (animali e vegetali).

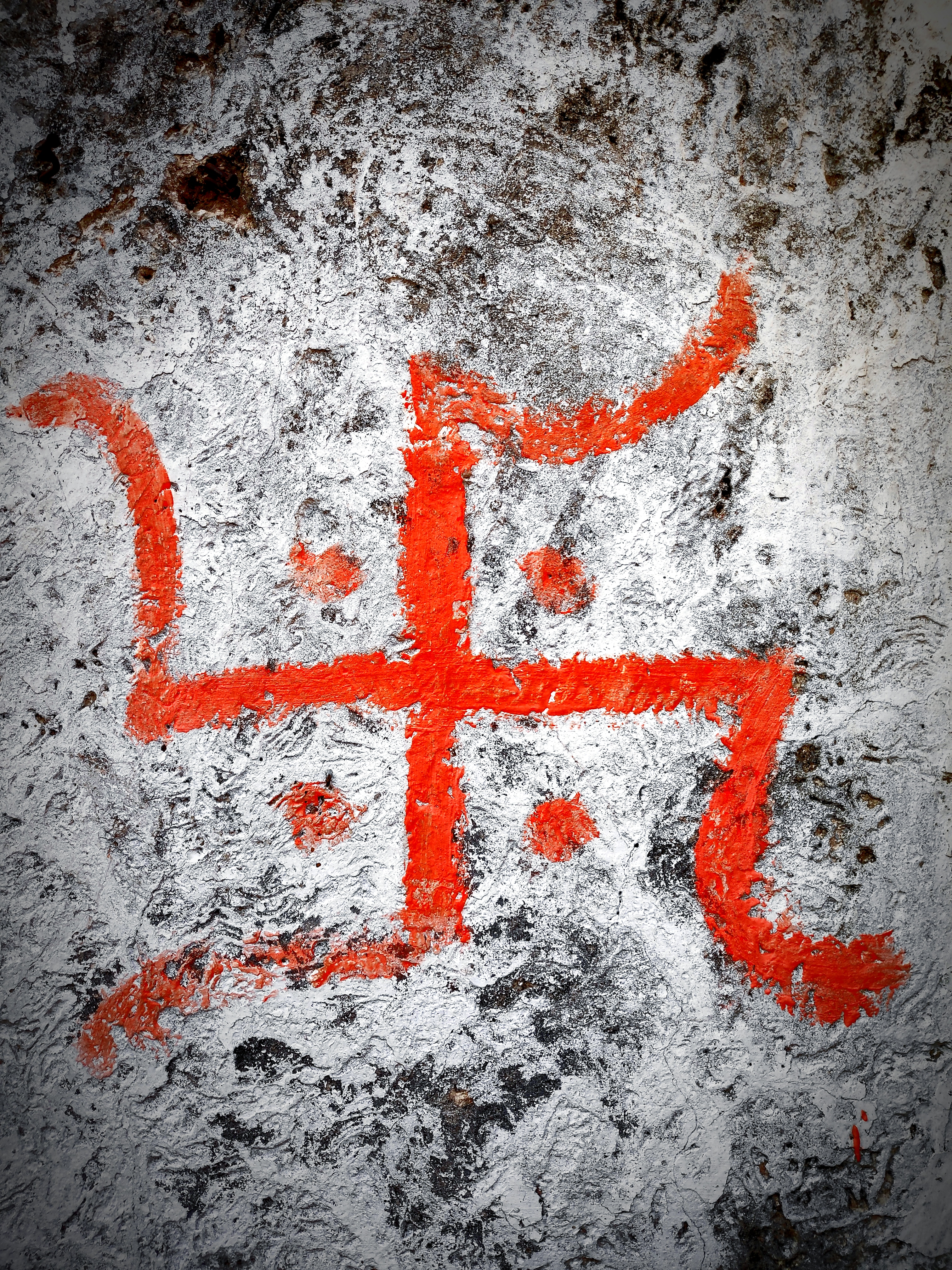
Svastica in una delle versioni indù, tracciata su un muro.
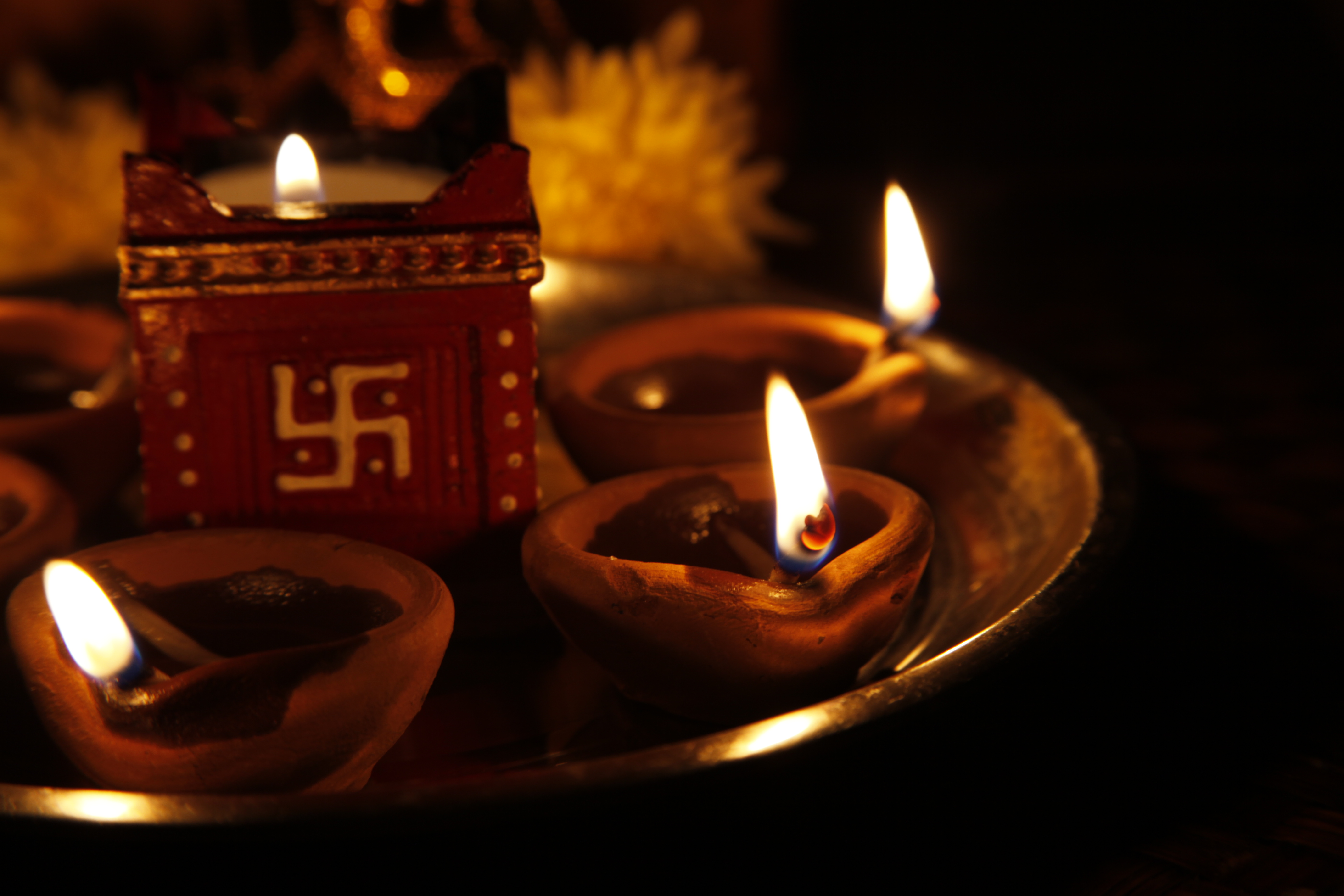
Lampade a olio e candela con svastica per la festa di Divali.
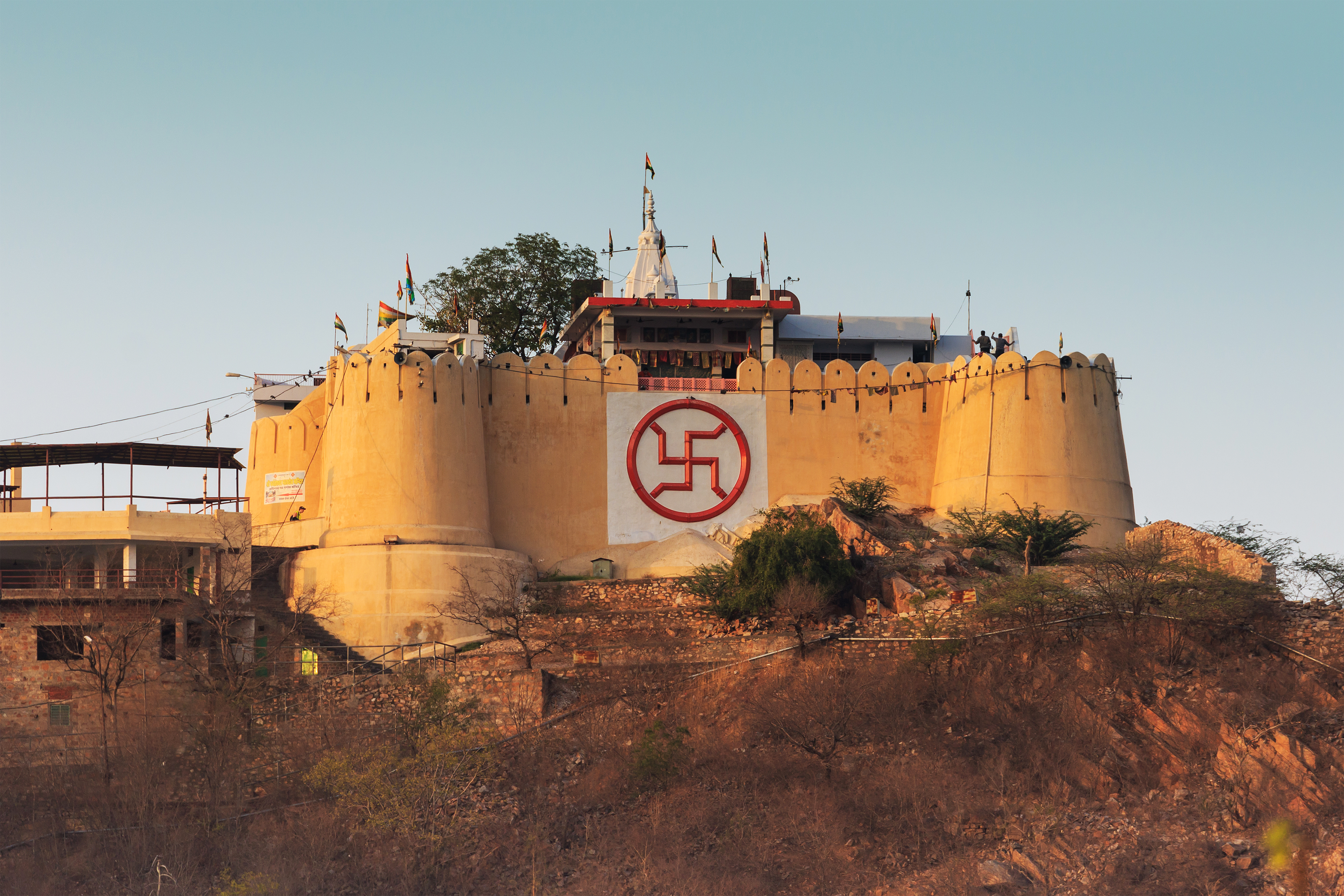
Grande svastica disegnata sulle mura di un tempio di Ganesha a Jaipur, India.
Diagramma giainista con svastica.
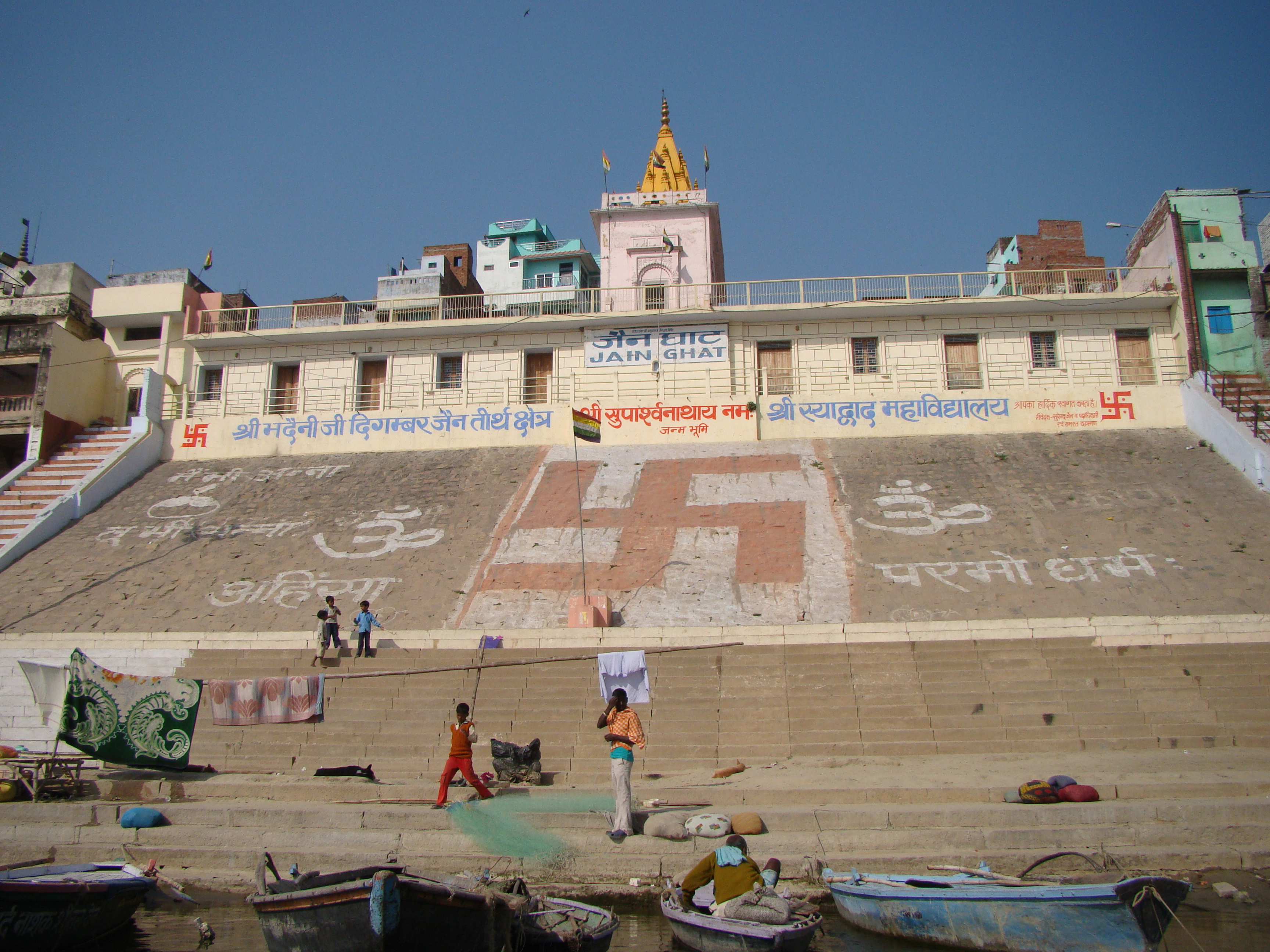
Grande svastica disegnata di fronte al tempio giainista sulle rive del Gange a Varanasi, India.

### Teosofia, eurasiatismo e neopaganesimo

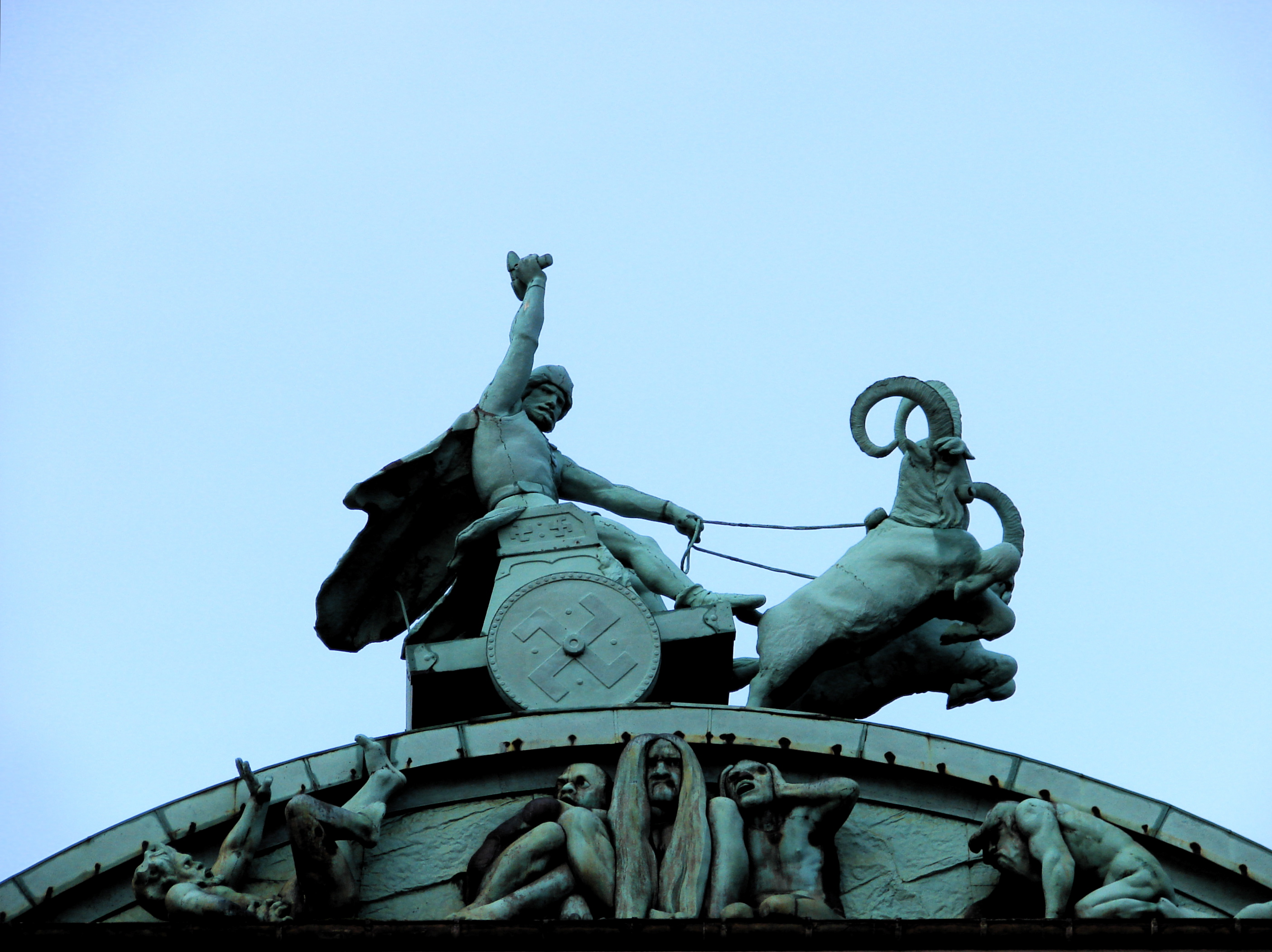
Scultura di Thor, il dio germanico personificazione del fulmine, della Ny Carlsberg Bryghus a Copenaghen, Danimarca. Sul carro del dio figurano due svastiche di direzione opposta sul seggio, e una grande svastica sulla ruota.

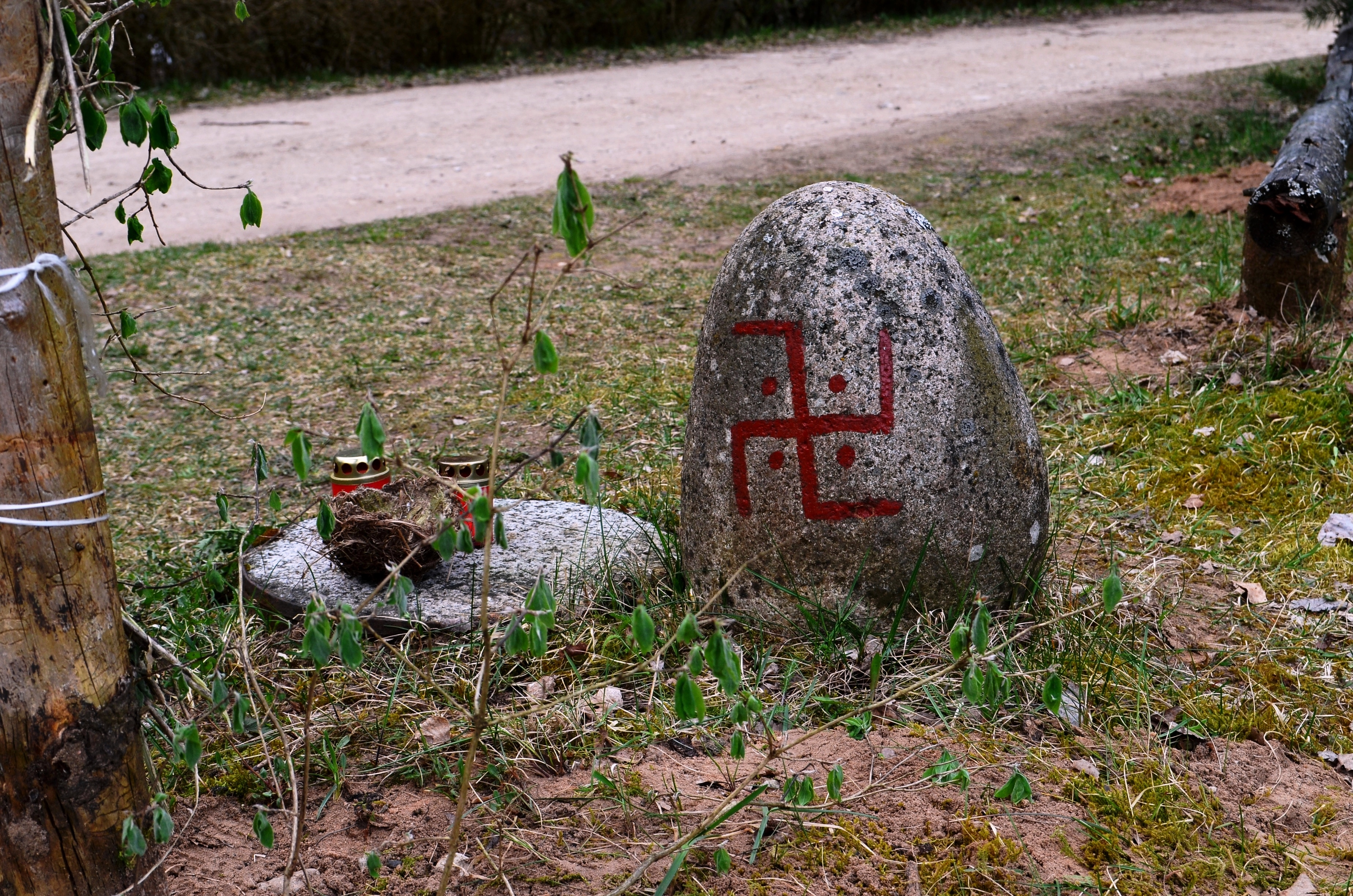
Svastica (sūkurėlis in lituano) in un'offerta votiva romuvana.

Il periodico in ambito teosofico Lotusblüten (1892-1900), edito da Franz Hartmann, è stata la prima pubblicazione tedesca ad utilizzare nella sua copertina la svastica, già presente all'interno dell'emblema della Società Teosofica. Nella dottrina teosofica la svastica è simbolo del Fohat, l'energia elettrica divina che permea, forma e anima la materia, presente anche a costituire il corpo umano come kuṇḍalinī ("serpente attorcigliato"), rappresentata spesso come serpente che si dipana in maniera spiraliforme dalla base della colonna vertebrale fino alla testa attraverso vari livelli energetici in un flusso che sublima la materia e si connette alle luci astrali.
(Fohat nel Glossario della Società Teosofica Italiana)
Nel perennialismo ed eurasiatismo di Aleksandr Dugin (Movimento Internazionale Eurasiatista) la svastica è rappresentata dalla stella a otto frecce, un suo equivalente simbolico, rappresentante a un tempo il Caos e il Logos, il Dio supremo e gli dèi; è un simbolo di ortodossia, verticalità, divinizzazione. Per Dugin, sulla scia di René Guénon, la "porta" del supremo principio dell'universo può aprirsi nella parte alta o nella parte bassa dell'uovo cosmico; quando l'uovo si apre dall'alto (Cielo) lo spirito del principio divino penetra nel mondo e dà forma alle civiltà tradizionali, mentre quando l'uovo si apre dal basso (Terra), come nell'era moderna del materialismo, la civiltà non è permeata dalle forze celesti e si inverte, invasa da forze demoniache sub-corporee che la portano alla dissoluzione.
Similmente, nel nuovo movimento religioso ucraino-russo Allat-Ra, la svastica con i rebbi a sinistra 卍 è interpretata come "destrorsa", destrogira, e moto principale nell'uovo cosmico, mentre quella con i rebbi a destra 卐 è interpretata come "sinistrorsa", levogira, e moto avverso nell'uovo cosmico; la prima è la "funzione di creazione", il movimento spiraliforme "dall'interno verso l'esterno" di sublimazione della materia (che il movimento Allat-Ra chiama, in arabo, Allat, la "Dea") verso la forma ordinata unitaria che è Dio, mentre la seconda è la "funzione di distruzione", il movimento spiraliforme "dall'esterno verso l'interno" e di sclerotizzazione della materia, che si genera in opposizione al movimento principale di Allat e quindi alla forma unitaria di Dio e dà luogo a quella che Allat-Ra chiama la "mente animale", l'imbestialimento dell'uomo. Nella rodnoveria slava, la svastica slava ad otto bracci chiamata kolovrat ("ruota vertente", "ruota che gira"), simboleggia l'attività spirituale del Dio supremo, Rod (lett. il "Generatore").

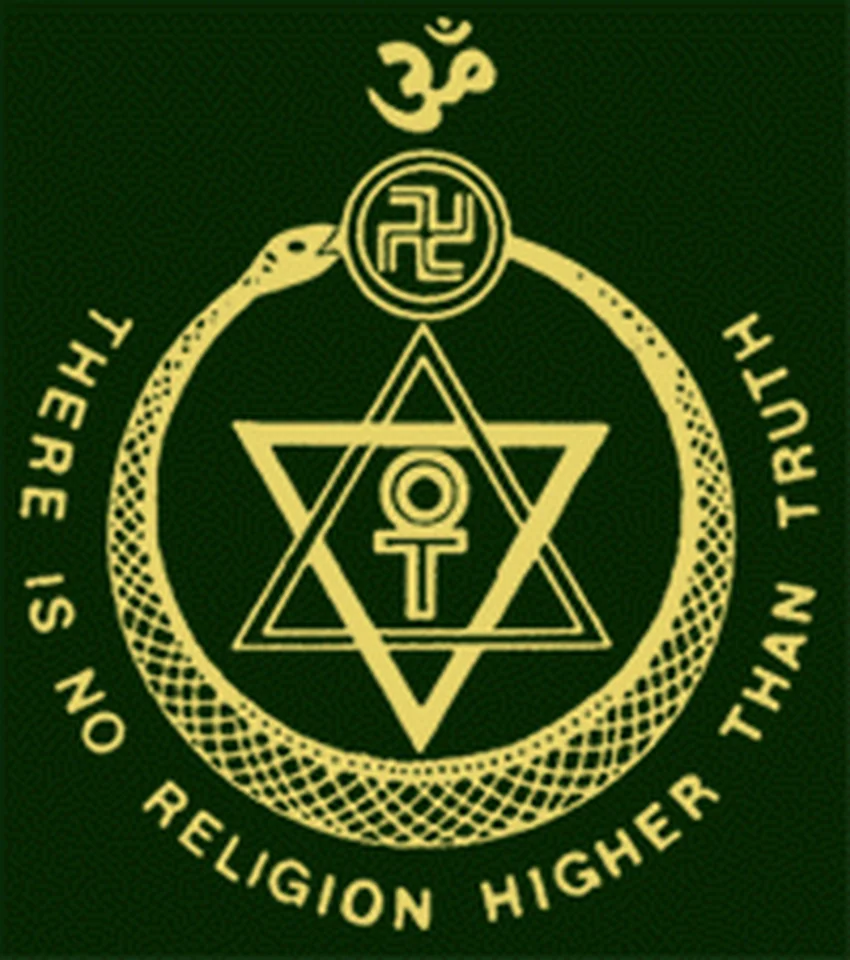
Emblema della Società Teosofica, adottato verso la fine del XIX secolo, in cui figura, in alto, una svastica.
Bandiera del Movimento Internazionale Eurasiatista.
Svastica con rebbi a serpente nella bandiera del movimento religioso baltico della romuva.
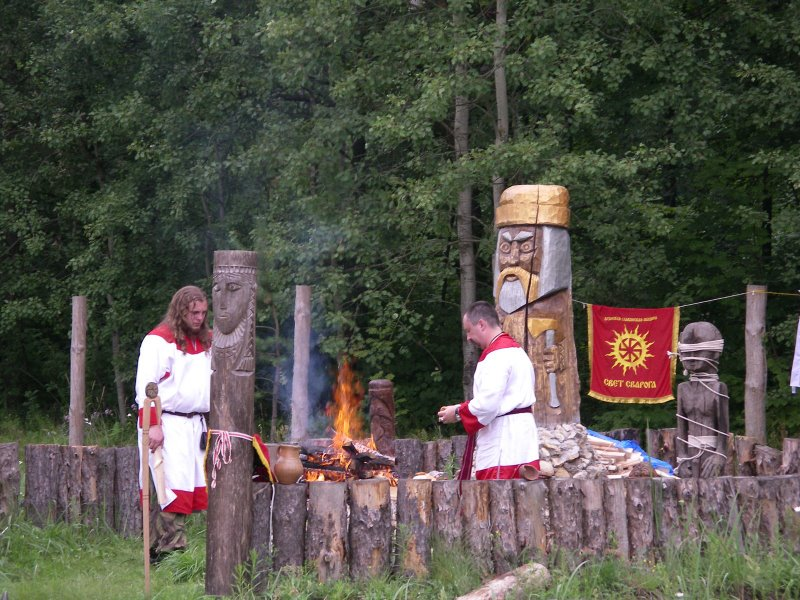
Santuario rodnovaro a Kaluga, Russia. Dietro all'effigie del dio-fulmine, Perun, è appeso uno stendardo con disegnata una svastica nella foggia del kolovrat.

### Tradizione cinese

Specchio in bronzo con svastica datato 1020, dinastia Liao.

Wǔfāng Shàngdì (五方上帝), le "Cinque Forme del Dio Supremo", con colore, elemento, incarnazione, e pianeta associati a ognuno; diagramma dallo Huainanzi. Al centro della croce cosmica è Huangdi (黄帝, "Divo Giallo"), a est Qingdi (青帝, "Divo Blu/Verde"), a sud Chidi (赤帝, "Divo Rosso"), a ovest Baidi ("Divo Bianco"), a nord Heidi (黑帝, "Divo Nero"). Al centro, associato al Divo Giallo, è anche il Dragone, simbolo estremo-orientale del Logos vitale.

Nella religione tradizionale cinese (che include anche taoismo e confucianesimo), la svastica (卍/卐/萬, wàn) rappresenta la totalità degli esseri emanata e regolata dal Taiyi (太一, "Grande Uno"), anche detto Shangdi (上帝, "Dio Supremo") o semplicemente Di 帝 ("Dio"), o Tian (天, "Cielo"), il supremo Dio del polo nord della volta celeste, nelle quattro direzioni o punti cardinali più il centro (wu fang 五方, "conque forme" o "cinque fasi"), cui sono associate le "cinque forze" celesti (wu xing 五行: terra, aria, legno, fuoco e metallo). Essa rappresenta l'"Invariabile Mezzo" da cui si dispiega l'"Attività del Cielo". Tian e Di hanno in ultima analisi la stessa etimologia grafica e fonetica (in cinese antico rispettivamente  *Teeŋ e  *Tees), condivisa anche con Ding 口, il "quadrato" polare e la "squadra" del carpentiere (grafema odierno 丁). Connesso al "quadrato" è anche dǐng (鼎, "calderone", "turibolo", il recipiente terrestre della potenza del perno celeste), mentre composti di Di sono i suoi omofoni 締 dì ("appropriatamente congiunto", "fare", "formare"), 諦 dì ("attento", o verbalmente "esaminare attentamente"), e 蒂 dì ("calice", o "peduncolo" di fiore o frutto). Secondo alcuni studiosi, Di, in cinese antico *Tees, è anche etimologicamente correlato all'indoeuropeo Dyeus. Connesso a tutti questi termini è anche 巫 wu ("sciamano") e 方 fang ("squadra", "forma", "direzione", "modo", "manifestazione"), grafemi che anticamente erano entrambi rappresentati come croce potenziata (☩).
La svastica è anche detta Tianmen (天門, "Porta del Cielo") o Tianshu (天樞, "Perno del Cielo"), ed è l'"orologio celeste" che regola tutte le cose. Simbolo equivalente nel taoismo è il Taijitu (太极图, "simbolo del Grande Polo"), costituito da yin e yang, rappresentante lo sdoppiamento del principio supremo in una dualità (Cielo-Terra, Luce-Ombra) la cui tensione complementare genera l'energia vitale. Il Taijitu è disegnato dalla costellazione del Dragone (Tianlong 天龙, "Drago del Cielo") che "striscia" tra l'Orsa Minore e l'Orsa Maggiore (o Piccolo e Grande Carro), costituendo la linea sinuosa tra lo yin e lo yang (le due Orse, o Carri); il Dragone rappresenta anche, nella più ampia tradizione cinese, la "lancia" del Dio supremo.
Nei testi della tradizione cinese si legge:
(Sima Qian, Trattato degli Ufficiali Celesti)
(Heguanzi, 5:21/1-4)

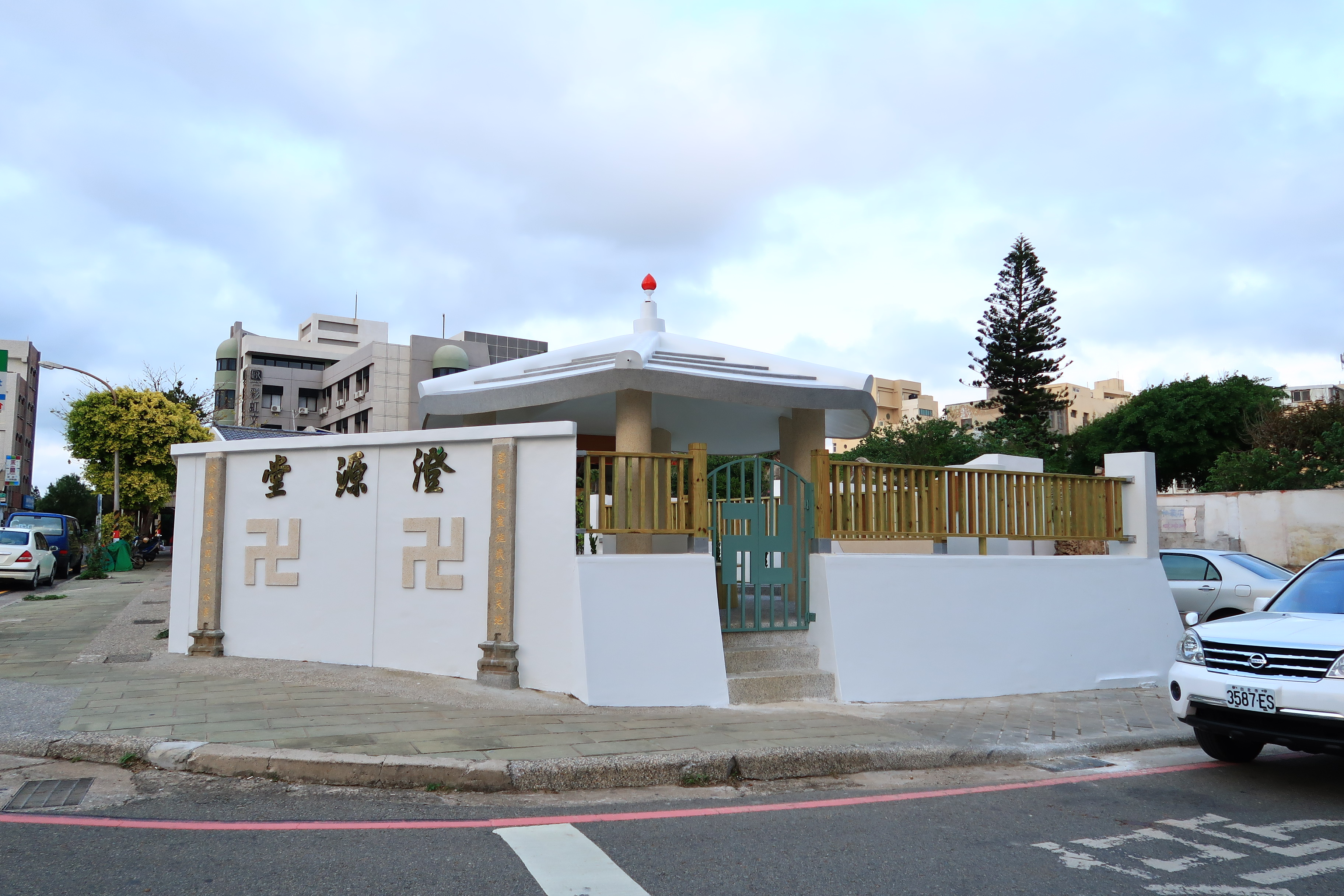
Svastiche su un muro del Tempio di Chengyuan delle religioni zhaijiao, Isole Penghu.
Svastica nei colori dei wu xing, emblema del movimento religioso Shanrendao della Cina nord-orientale.
Emblema del nuovo movimento religioso Falun Gong, che combina svastiche e yinyang.
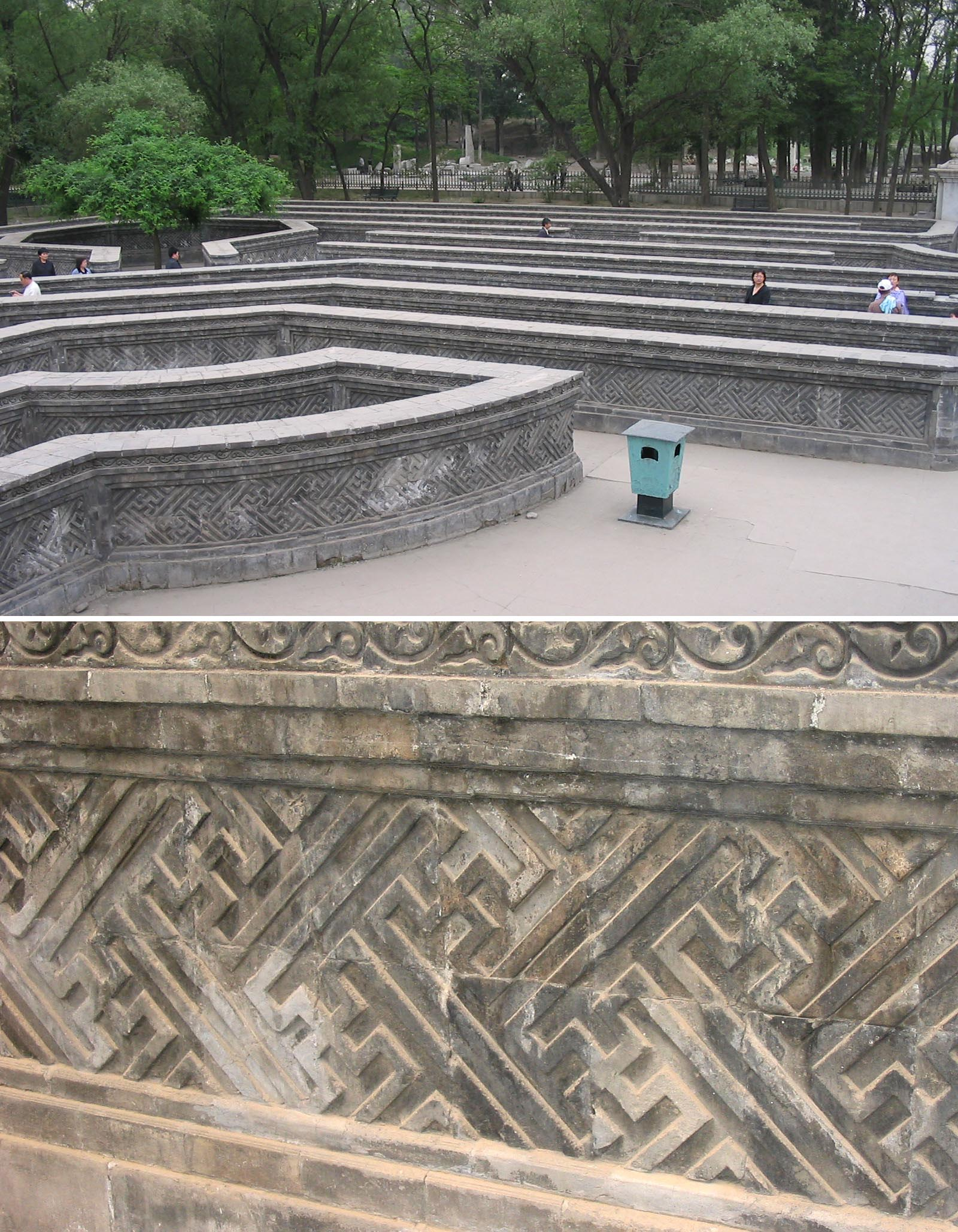
Svastiche sui muri del labirinto del Palazzo d'Estate di Pechino.
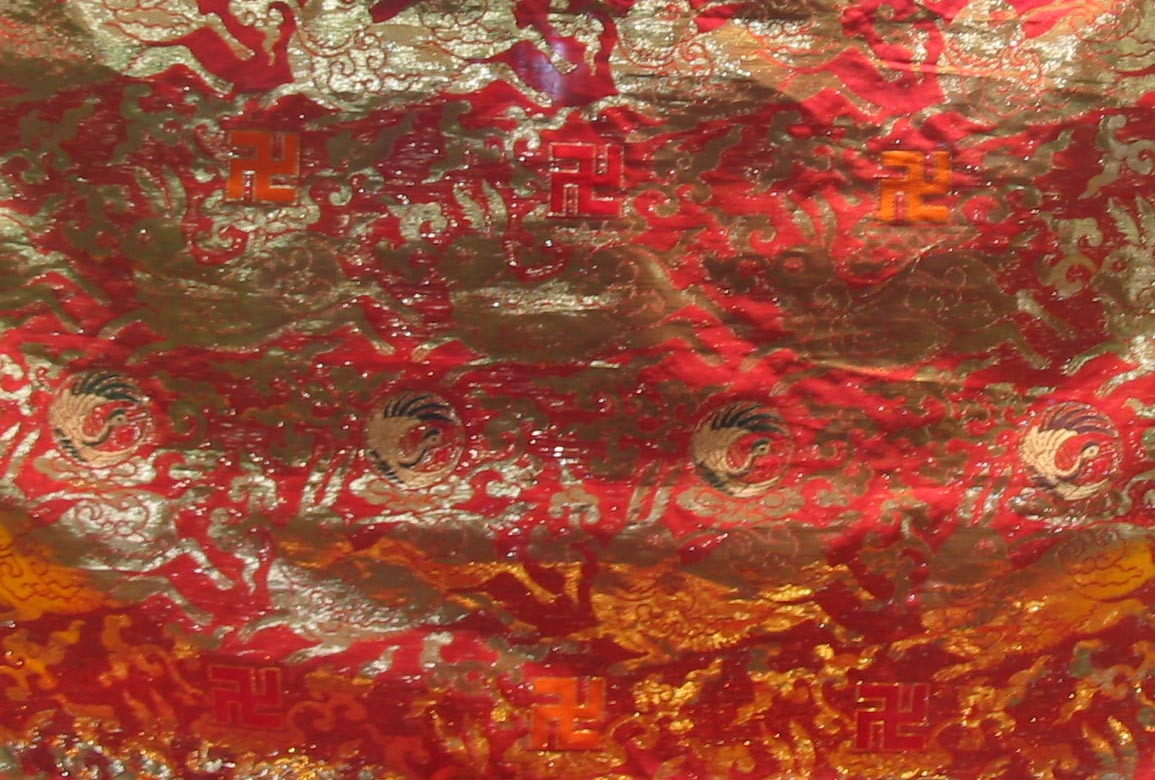
Svastiche su un drappo conservato al Museo di Pechino.

### Tradizione giapponese e coreana

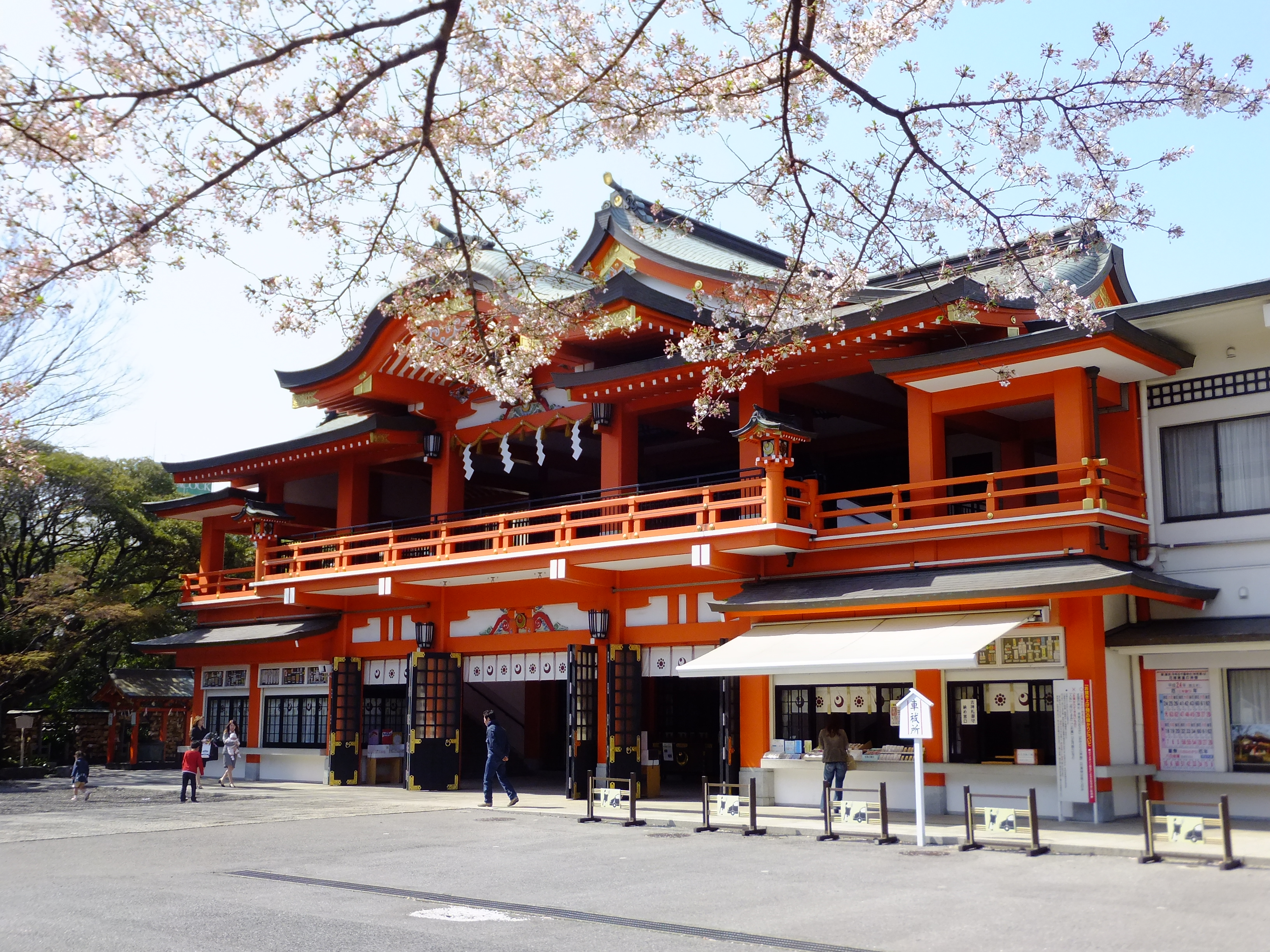
Santuario di Chiba, nella città di Chiba, Giappone, dedicato al Dio supremo, Amenominakanushi.

Nella religione tradizionale giapponese (shinto), il polo nord, il Grande Carro e le sue sette stelle, rappresentano il Dio supremo senza inizio né fine, Amenominakanushi (アメノミナカヌシ, "Sovrano dell'Augusto Centro dell'Universo"), che dal fulcro immobile dell'universo produce la dualità da cui si generano lo spirito e tutte le cose viventi, si dipanano e si intessono tutte le "linee" di realtà. Similmente, nella religione tradizionale coreana (sindo o muismo) il Dio supremo è detto "Dio delle Sette Stelle" (무신도, Chilseonsin) e rappresentato spesso come serpente. Il teologo giapponese Hirata Atsutane lo descrisse come segue nella sua cosmologia:
(Honkyô gaihen, Shinshû Hirata Atsutane zenshû, 7:6)
Nel buddhismo esoterico giapponese, Amenominakanushi è identificato nel bodhisattva ("essere illuminato") Myōken (妙見, in cinese pronunciato Miàojiàn; letteralmente "Meravigliosa Visione"), bodhisattva della stella polare e del Grande Carro, il cui culto è in ultima analisi di origine cinese e giunto in Giappone attraverso la Corea. Durante lo shinbutsu bunri, la de-sincretizzazione tra shinto e buddhismo parte del Rinnovamento Meiji, molti templi buddhisti dedicati a Myoken furono convertiti in santuari shinto dedicati al Dio supremo, Amenominakanushi.

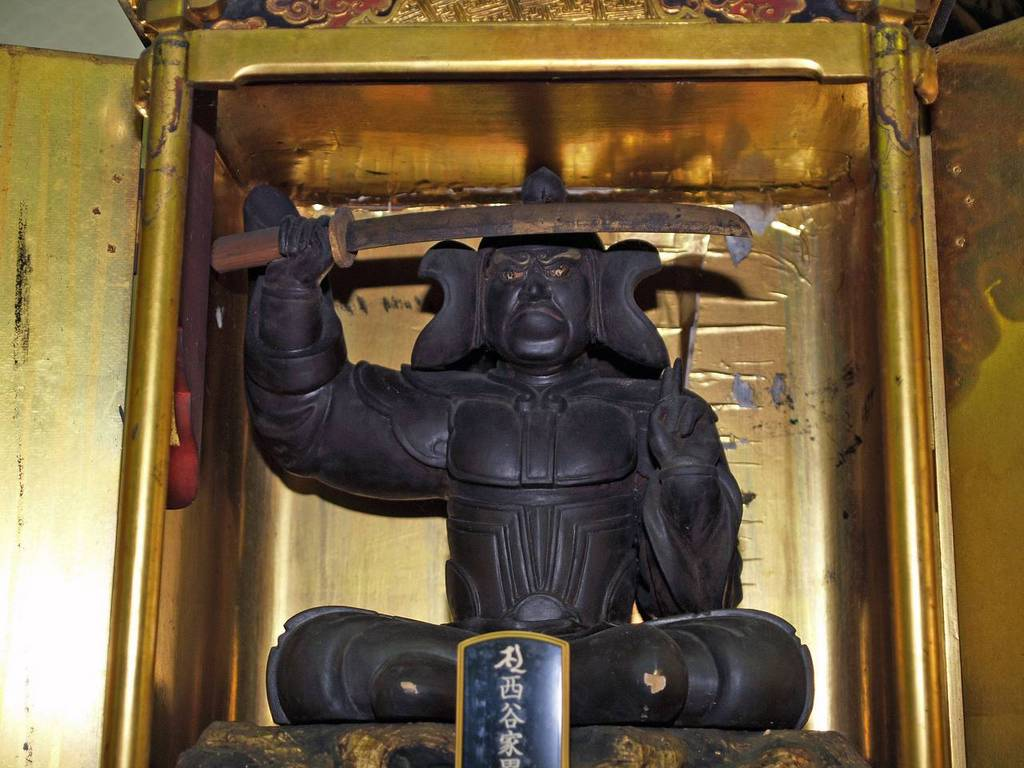
Statua di Myoken nello stile di Nose, rappresentato come guerriero con spada nella mano destra e indice della mano sinistra che punta in alto, presso il Tempio di Houn, a Kami, Hyōgo, Giappone.
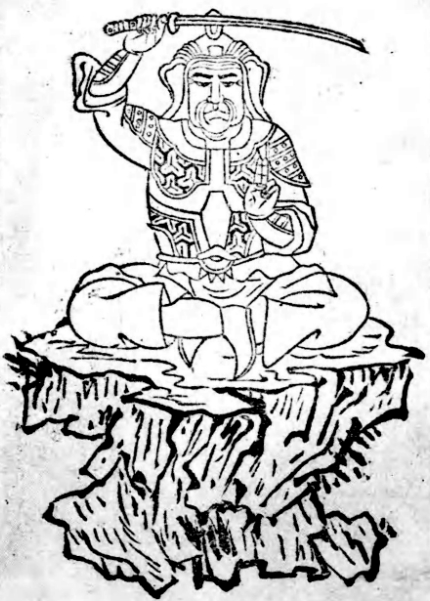
Myoken illustrato in un testo del 1915.
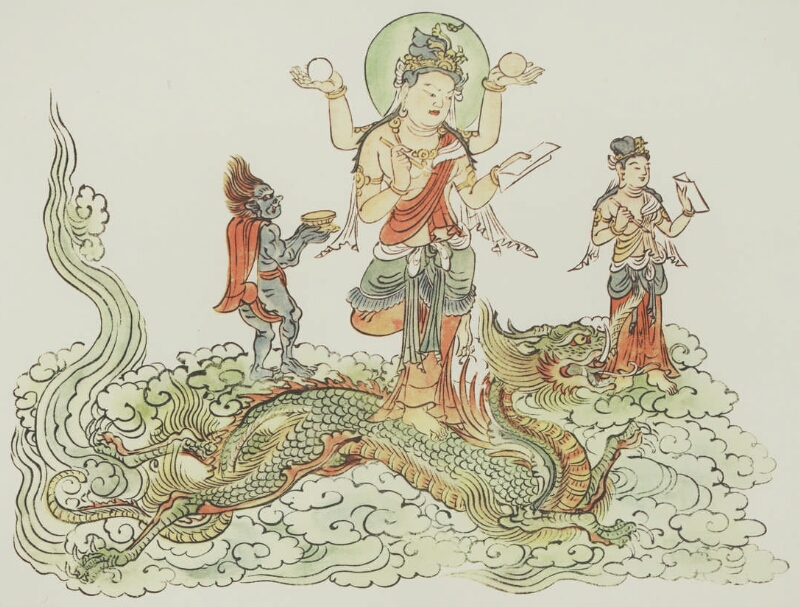
Myoken illustrato in un testo datato al 1309–1310.
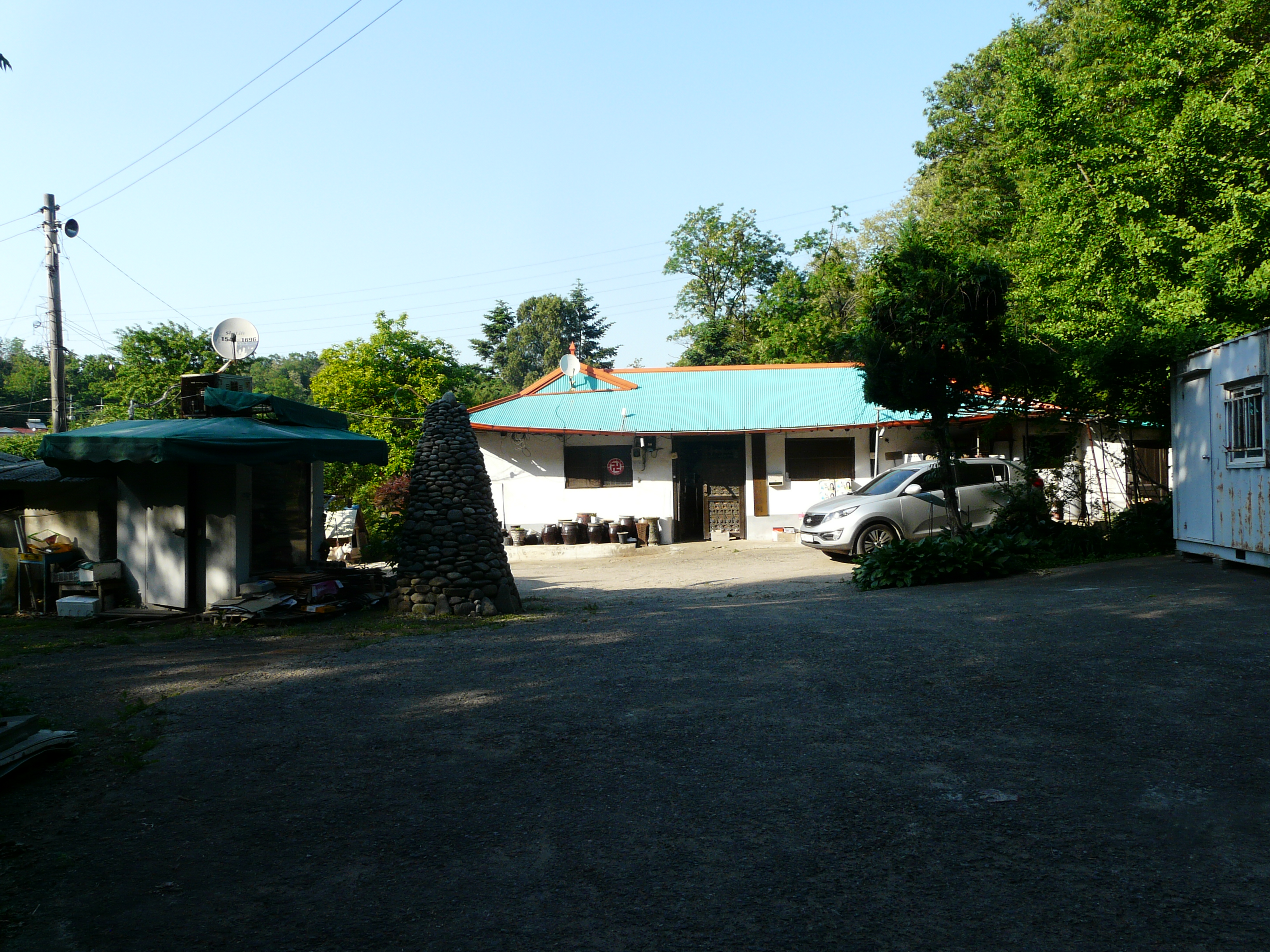
La svastica contrassegna i luoghi di pratica dello sciamanesimo coreano, come questo tempio ad Ansan, Gyeonggi, Corea del Sud, sulla cui finestra destra campeggia una piccola svastica rossa.

### Tradizioni amerindie

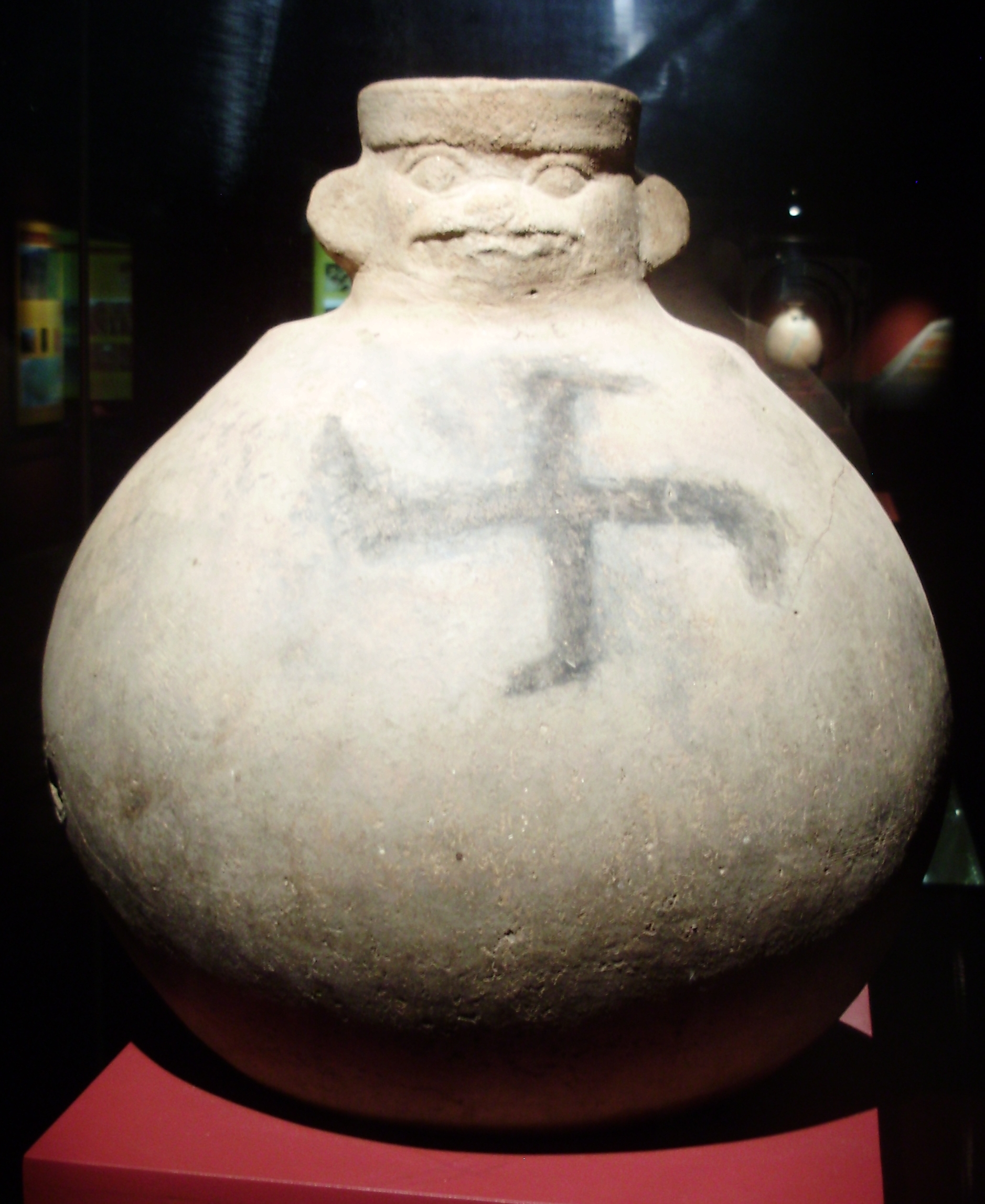
Vaso con svastica della cultura Sican, Perù.

La svastica è in uso anche nelle culture di tribù di indigeni dell'America settentrionale come i Navajo, i Papago, gli Apache e gli Hopi. Il simbolo fu censurato da molte tribù nella propria tradizione religiosa durante la seconda guerra mondiale perché passibile di accostamento con la simbologia nazista. Le più antiche attestazioni sarebbero quelle rinvenute tra le rovine della cultura degli Anasazi (VII–XIV secolo) negli odierni Stati Uniti sud-occidentali, e tra le rovine della cultura di Hohokam (300–1500) in Arizona. Numerose svastiche sono presenti anche su manufatti in ceramica inter-tribali risalenti al XIII secolo ritrovati nella regione del Delta del Mississippi.
Come in tradizioni di altre zone del mondo, anche nelle tradizioni native americane la svastica simboleggia l'Orsa Maggiore che ruota intorno alla stella polare, ed è anche un simbolo di un mito sulle origini della civiltà: in molte di queste tradizioni, come quella hopi, tale mito narra che agli inizi della storia quattro capi o grandi antenati furono mandati nelle quattro direzioni per sperimentare da sé migliori forme di governo; i tracciati dei loro percorsi di andata e ritorno disegnarono una grande svastica, con i rebbi rivolti a destra (卐) se rappresentante il moto di rotazione della Terra, e con i rebbi rivolti a sinistra (卍) se rappresentante il moto di rotazione del Sole. In alcune culture come quella dei Pima il simbolo rappresenta anche i quattro venti. Il simbolo è stato ritrovato anche in America centrale e meridionale, come su manufatti della cultura dell'area di Sican (VIII–XIV secolo) dell'odierno Perù, e dei Maya nell'odierno estremo sud del Messico.

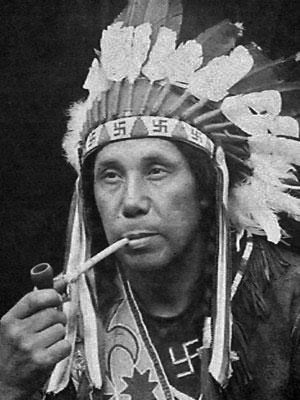
Capo William Neptune dei Passamaquoddy, adornato con svastiche (1920).
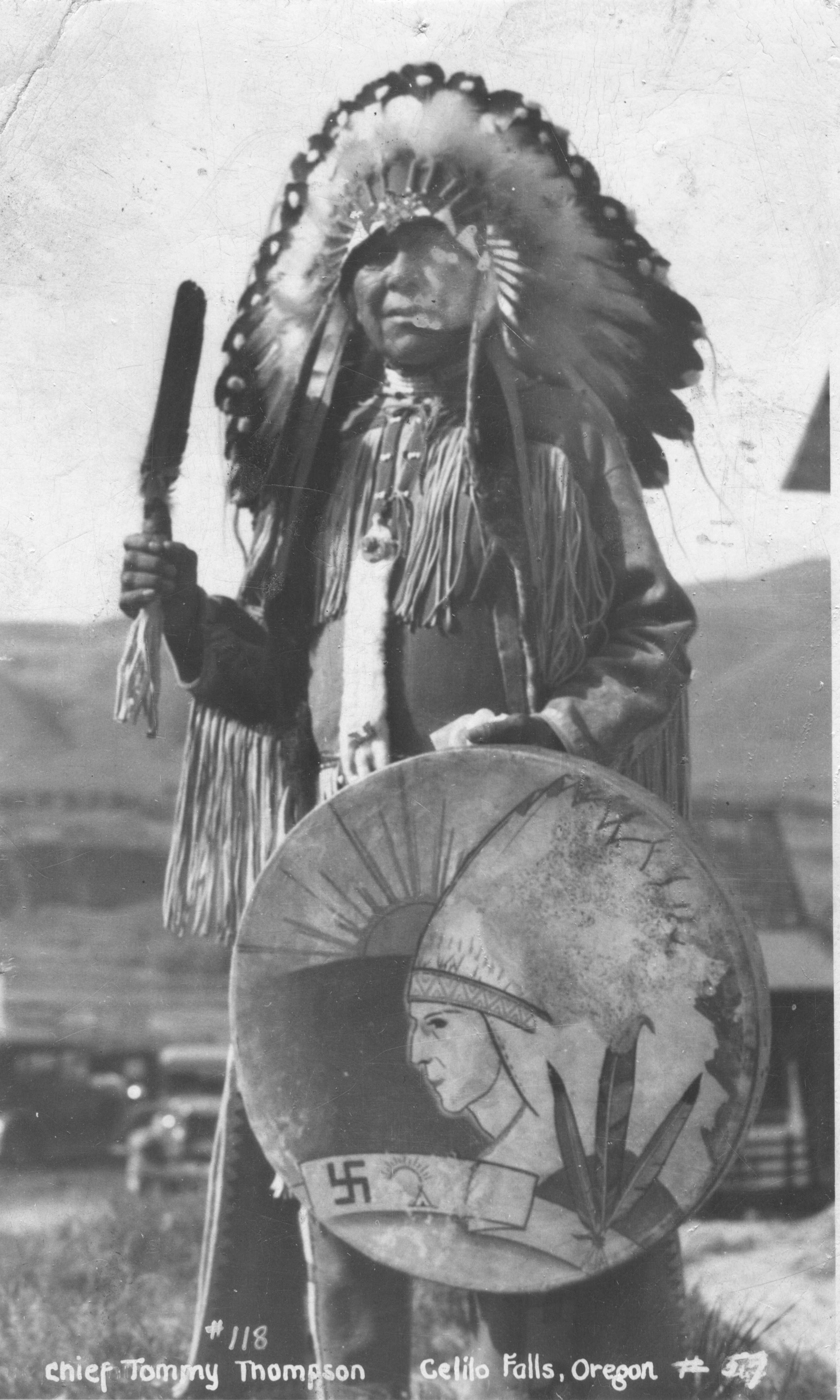
Capo Tommy Thompson di Celilo, Oregon. Una svastica campeggia sul tamburo in basso a sinistra.
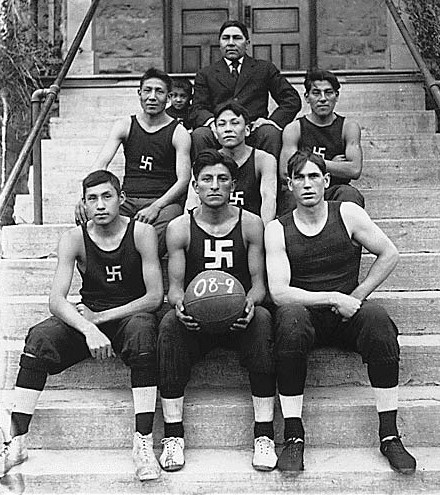
Squadra di pallacanestro della Chilocco Indian Agricultural School in Oklahoma, sulla cui divisa figurava la svastica (1909).
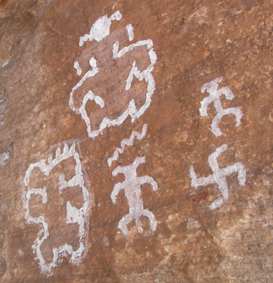
Pittogrammi nativi americani al Parco Nazionale di Zion in Utah, Stati Uniti.
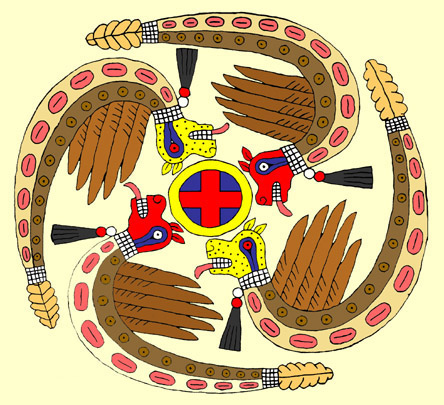
Svastica disegnata dall'Uccello del Tuono, Serpente Piumato o Uccello Serpente, ripetuto quattro volte intorno a una croce centrale, della cultura del Mississippi.

## Nella Germania del XIX secolo, nell'ariosofia e nel nazionalsocialismo

Bandiera dell'Ordo Novi Templi.

Bandiera della Germania dal 1935 al 1945.

Il simbolo della svastica conobbe un periodo di grande popolarità come segno beneaugurale in Europa e in America settentrionale nella seconda metà del XIX secolo, dopo che l'archeologo tedesco Heinrich Schliemann ne trovò almeno 1 800 raffigurati sui manufatti dei vari strati storici del sito di Troia da lui scoperto. Al contempo, il simbolo fu gradualmente adottato dai circoli del nazionalismo tedesco e dal movimento etno-nazionalista völkisch, fino a divenire nella prima metà del XX secolo l'emblema ufficiale del Partito Nazionalsocialista Tedesco dei Lavoratori e della Germania da esso governata.
Prima dell'emersione del nazismo, l'interpretazione della svastica come simbolo della "razza ariana" fu elaborata dalle dottrine teosofiche e ariosofiche. L'ex monaco cistercense e ariosofo Adolf Josef Lanz (alias Jörg Lanz von Liebenfels) durante un viaggio in India acquistò, nei pressi di Calcutta, un anello che recava incisa la svastica. Lanz formulò una dottrina ariosofica, la teozoologia, e fondò una confraternita ariosofica, l'Ordo Novi Templi, che si ispirava ai cavalieri templari e propugnava tesi antisemitiche e lo sterminio degli ebrei. Ispirandosi all'anello indiano, nel 1907 Lanz dette all'ordine una bandiera costituita da una svastica rossa attorniata da quattro gigli araldici dello stesso colore su sfondo giallo. Si tratta del primo uso documentato della svastica nell'ariosofia, poi seguito dall'ariosofo Guido von List che la adottò come simbolo della sua dottrina, l'armanesimo, e poi anche da un'ulteriore organizzazione ariosofica, la Società Thule (Thule-Gesellschaft).
Adolf Hitler in gioventù studiò presso l'Abbazia di Lambach in Alta Austria, dove tra le decorazioni fu affascinato da una svastica con i bracci piegati ad angolo acuto presente nello stemma abbaziale posto su di un cenotafio nella sagrestia. Lo stemma fu voluto nel 1869 dall'abate Theoderich Hagn, forse perché segno dell'incontro tra la croce cristiana e la tradizione religiosa mondiale. I ricercatori francesi Louis Pauwels e Jacques Bergier scrissero ne Il mattino dei maghi (Le Matin des magiciens, 1962) che fu Karl Haushofer a convincere Hitler a scegliere la croce uncinata come simbolo del Partito Nazionalsocialista quando ne divenne la guida. Haushofer, appassionato di cultura giapponese e indiana, tornato a Berlino nel 1918, avrebbe anche fondato la Società del Vril (Vril-Gesellschaft), la cui esistenza non è però sostenuta da alcuna fonte storica. A suggerire a Hitler di porre la svastica all'interno di un cerchio e ruotarla di 45 gradi sarebbe stato invece, nel 1920, il dottor Friedrich Krohn, membro della Società Thule.
Il presentare la svastica da parte dei nazisti come simbolo identificativo scandalizzò vari membri del Collège de sociologie parigino, tra i quali Georges Bataille e Pierre Prévost. Scrisse quest'ultimo: "... tanto più che noi tutti [Prévost si riferisce ai partecipanti alla conferenza Hitler et l'ordre teutonique] provavamo disgusto per tutto ciò che poteva venire dall'hitlerismo. A scandalizzarci in questo movimento era, tra l'altro, l'accaparramento della croce uncinata che evoca l'idea di sacralizzazione. Questo simbolo solare Bataille lo avrebbe adottato volentieri, per il significato eracliteo che gli riconosceva. Ma il movimento hitleriano nella sua totalità era giudicato da lui e da noi tutti come un mostruoso tentativo schiavista, mirante a una ricomposizione 'monocefala' della società".

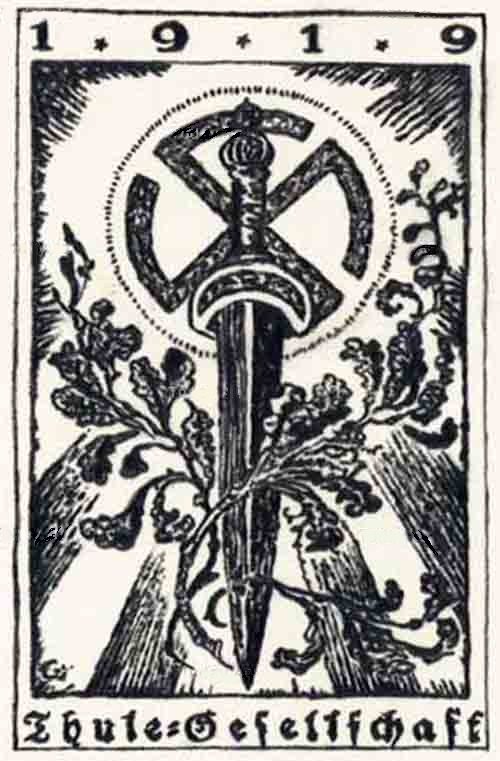
Emblema della Società Thule del 1919.
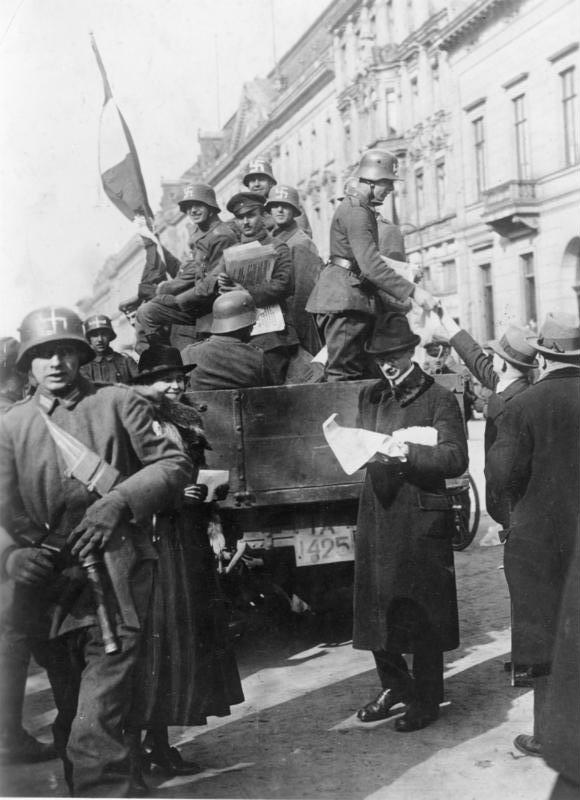
Milizie di destra della Marine-Brigade Ehrhardt durante il Putsch di Kapp il 13 marzo 1920, con svastiche disegnate sugli elmetti.
Simboli del 1932, del 1935 e del 1937 dei Deutsche Christen, il movimento filo-nazista che si formò in seno al protestantesimo tedesco.
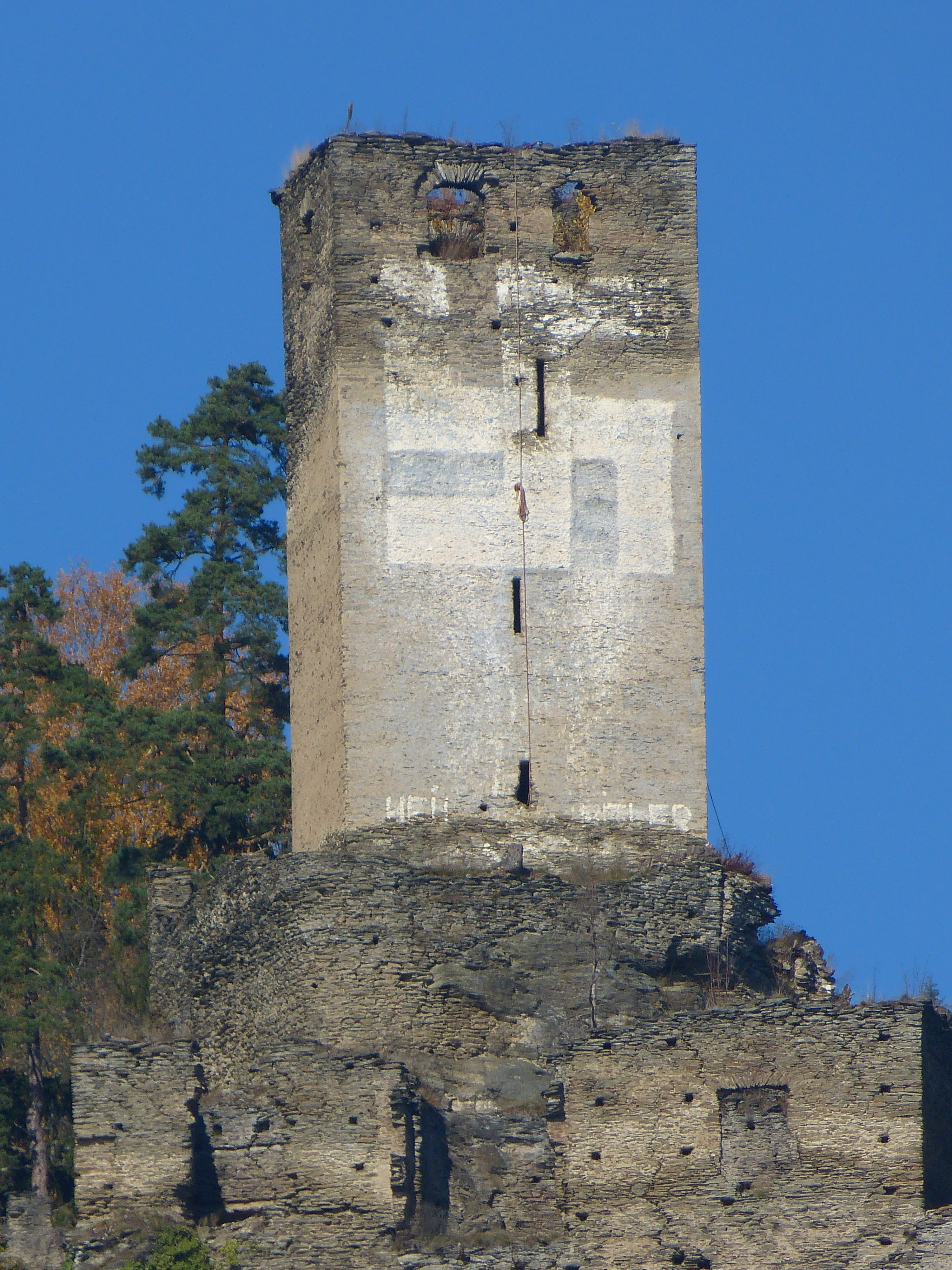
Svastica di 8x8 metri disegnata nel 1934 dai nazisti austriaci sulla torre del Castello di Kraiger, un castello in rovina a Frauenstein, in Carinzia.

## Galleria di usi storici e contemporanei

Svastica tra petroglifi preistorici sui monti di Birjand, Khorasan, Iran.
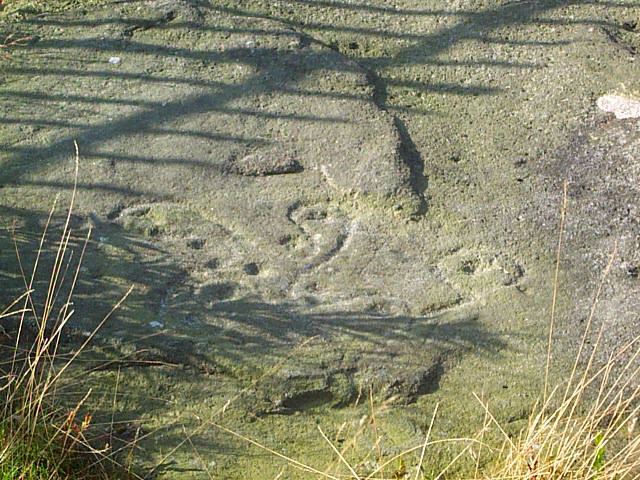
La cosiddetta "pietra della svastica" dell'Ilkley Moor, Inghilterra, di fattura quasi identica alle rose camune che si trovano in Lombardia, Italia.
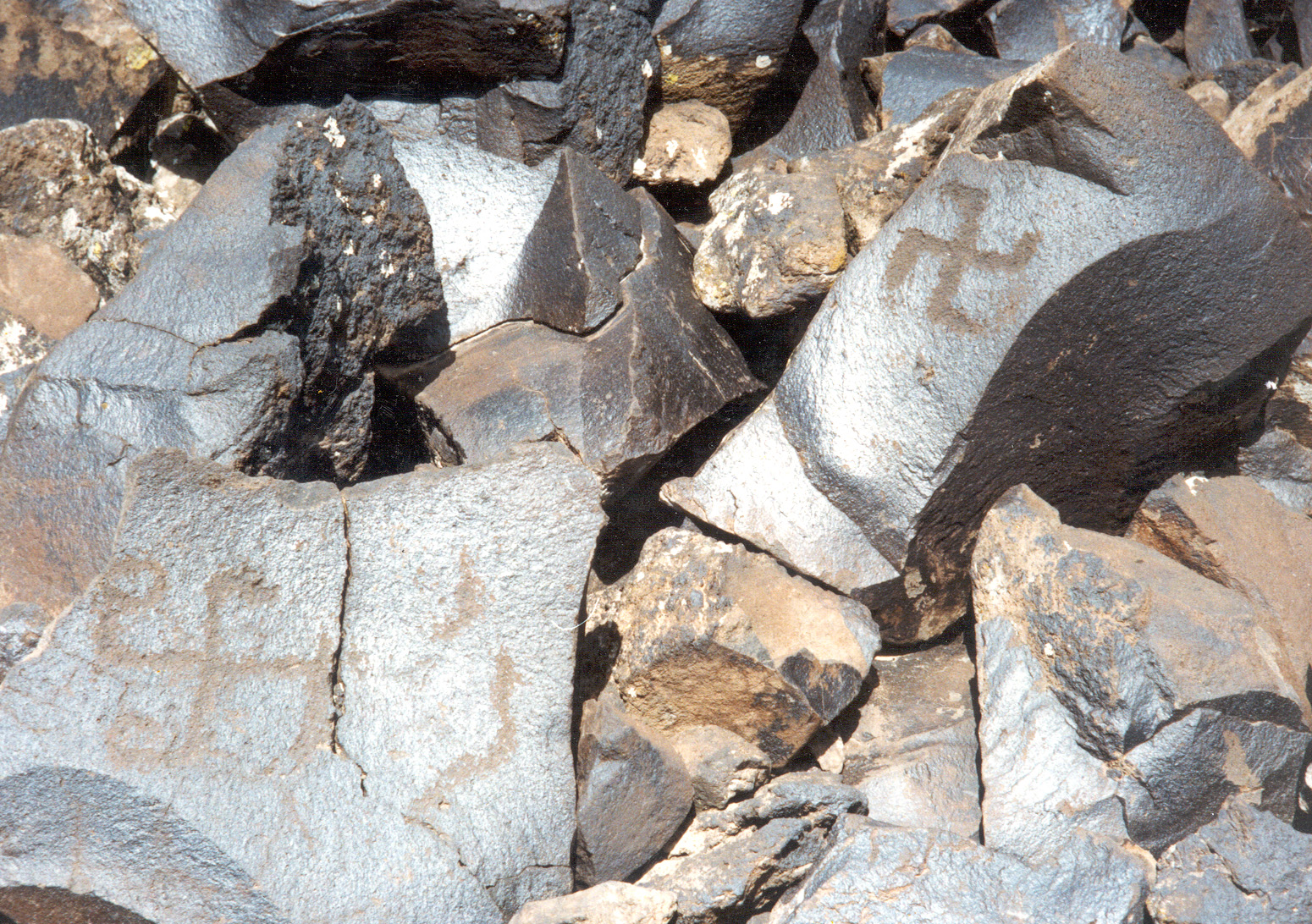
Svastiche tra petroglifi sui Monti Gegham, Armenia.
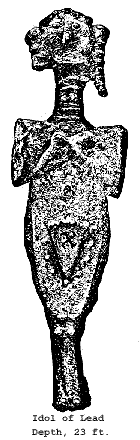
Idolo di una dea-uccello con svastica dal sito archeologico di Troia, odierna Turchia.
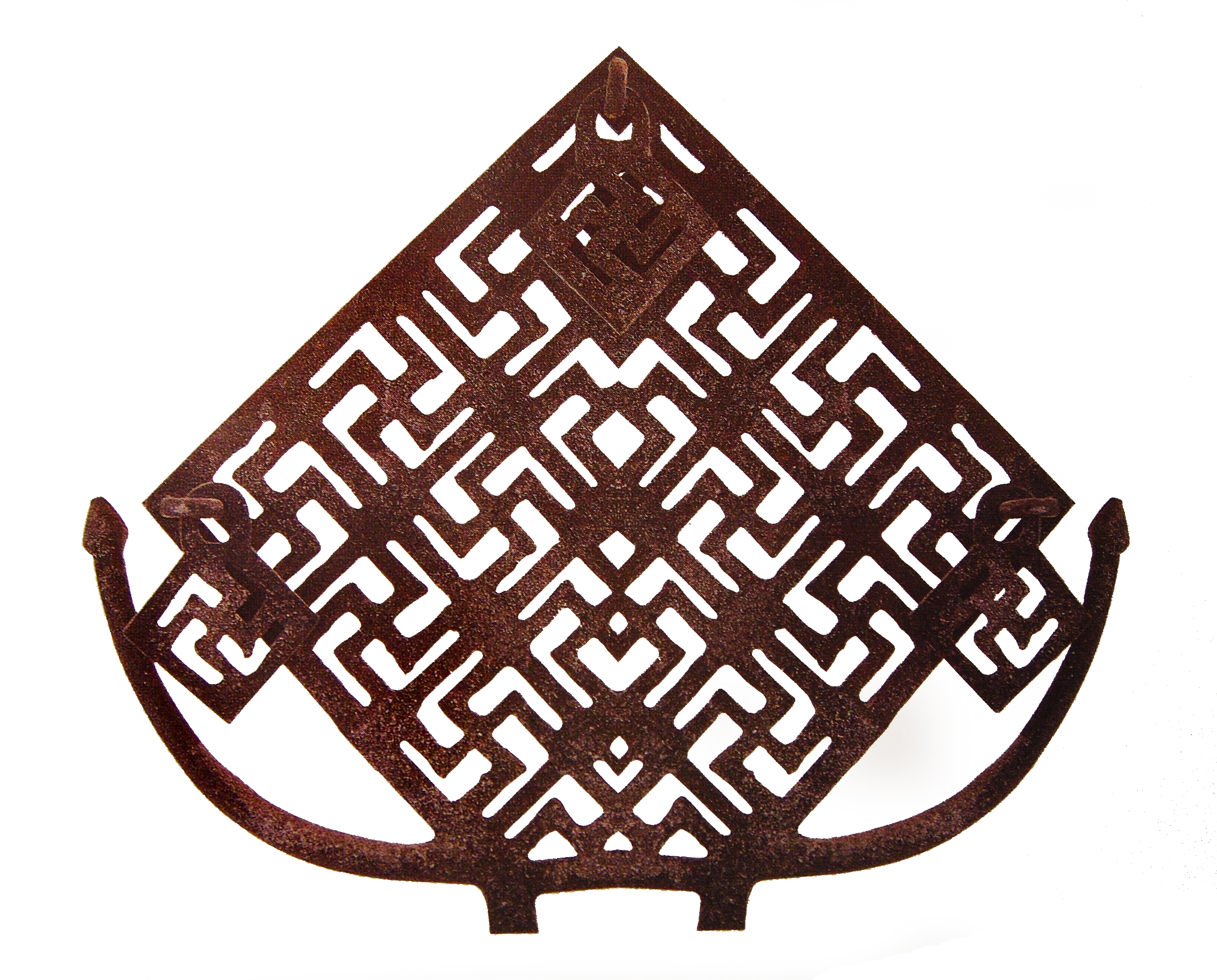
Simbolo solare ittita con svastiche.
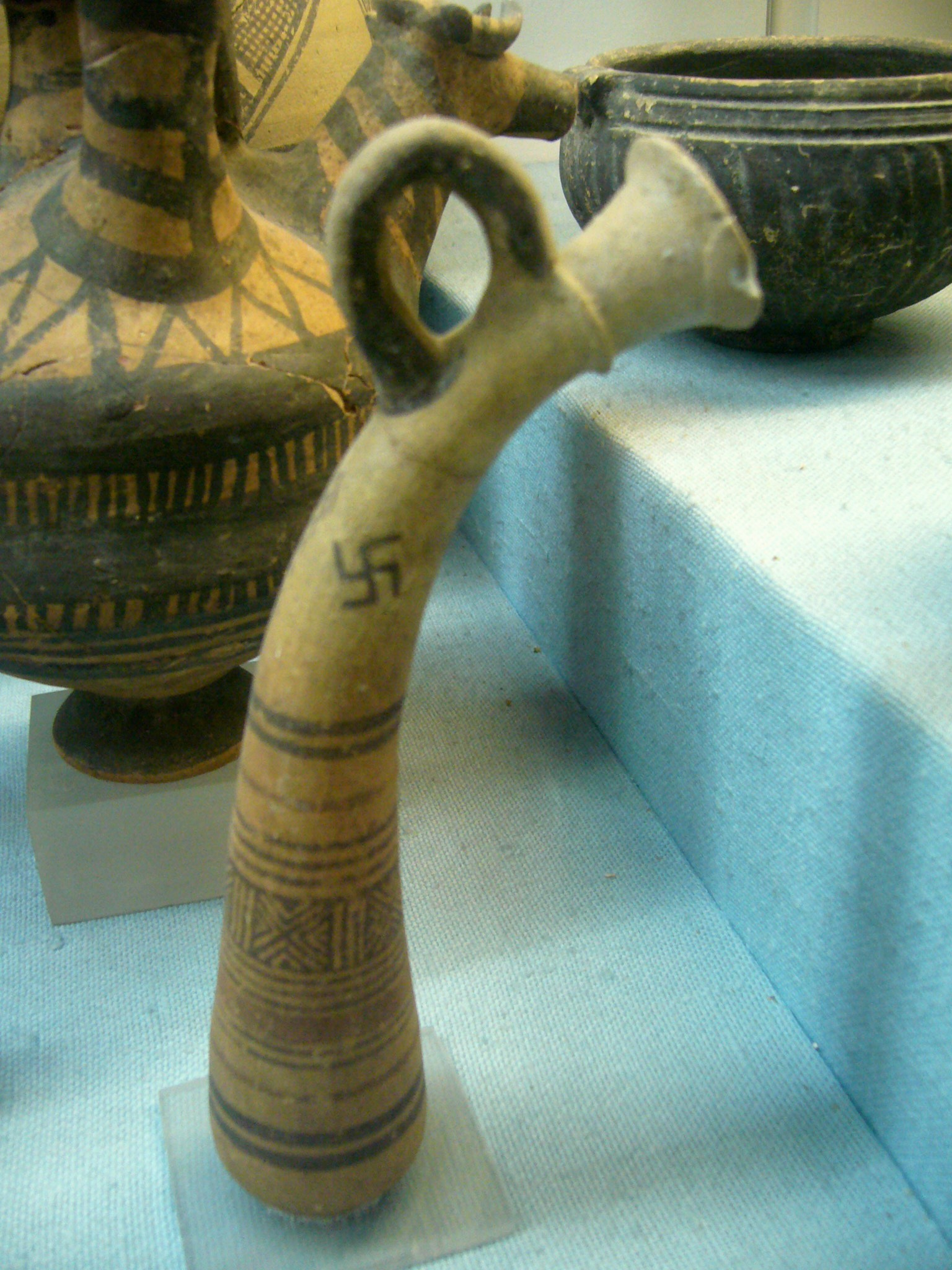
Vaso con svastica da Cipro, datato 1050–950 a.C.
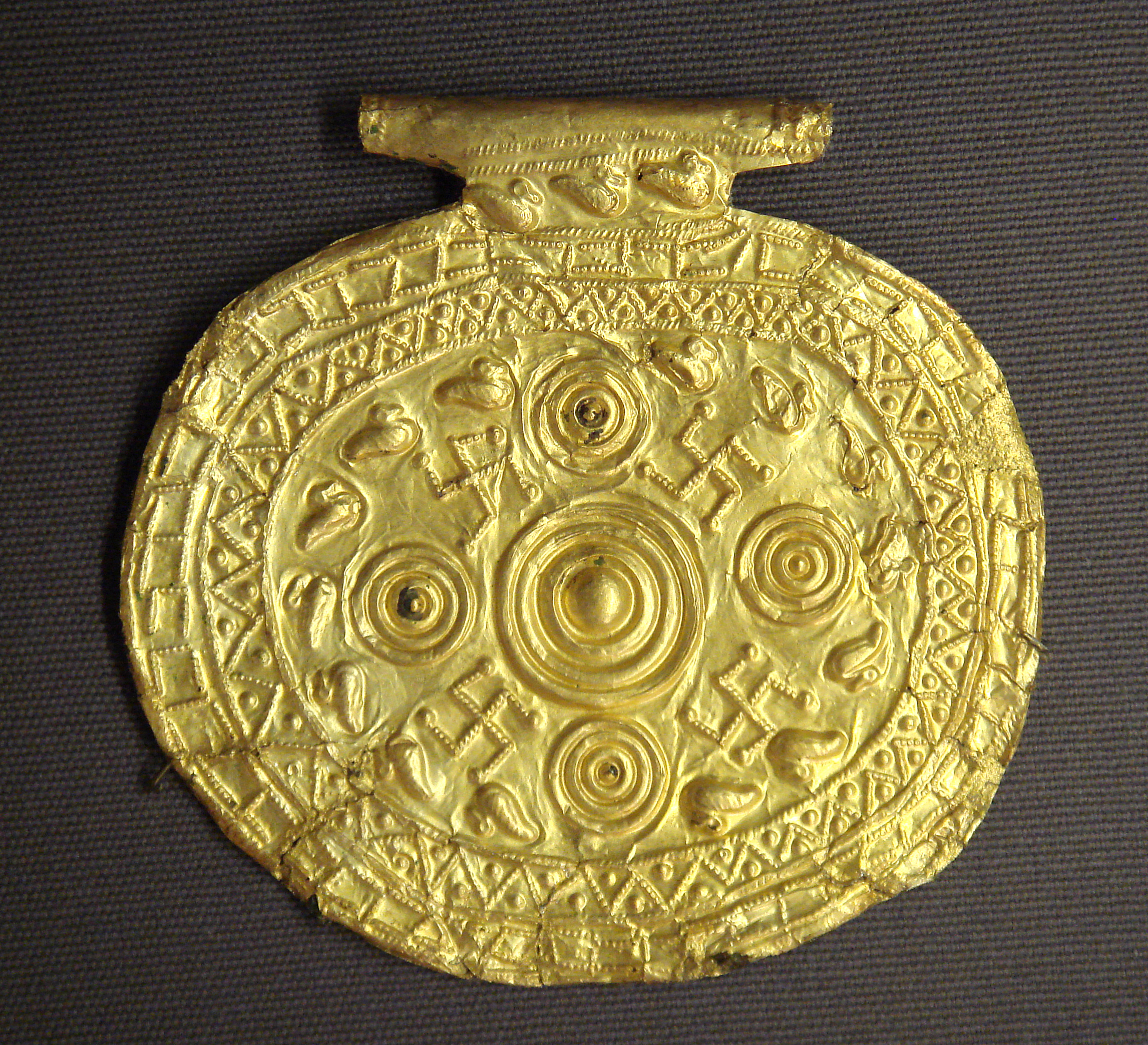
Monile etrusco con quattro svastiche rinvenuto a Bolsena, Lazio, datato al VII secolo a.C.
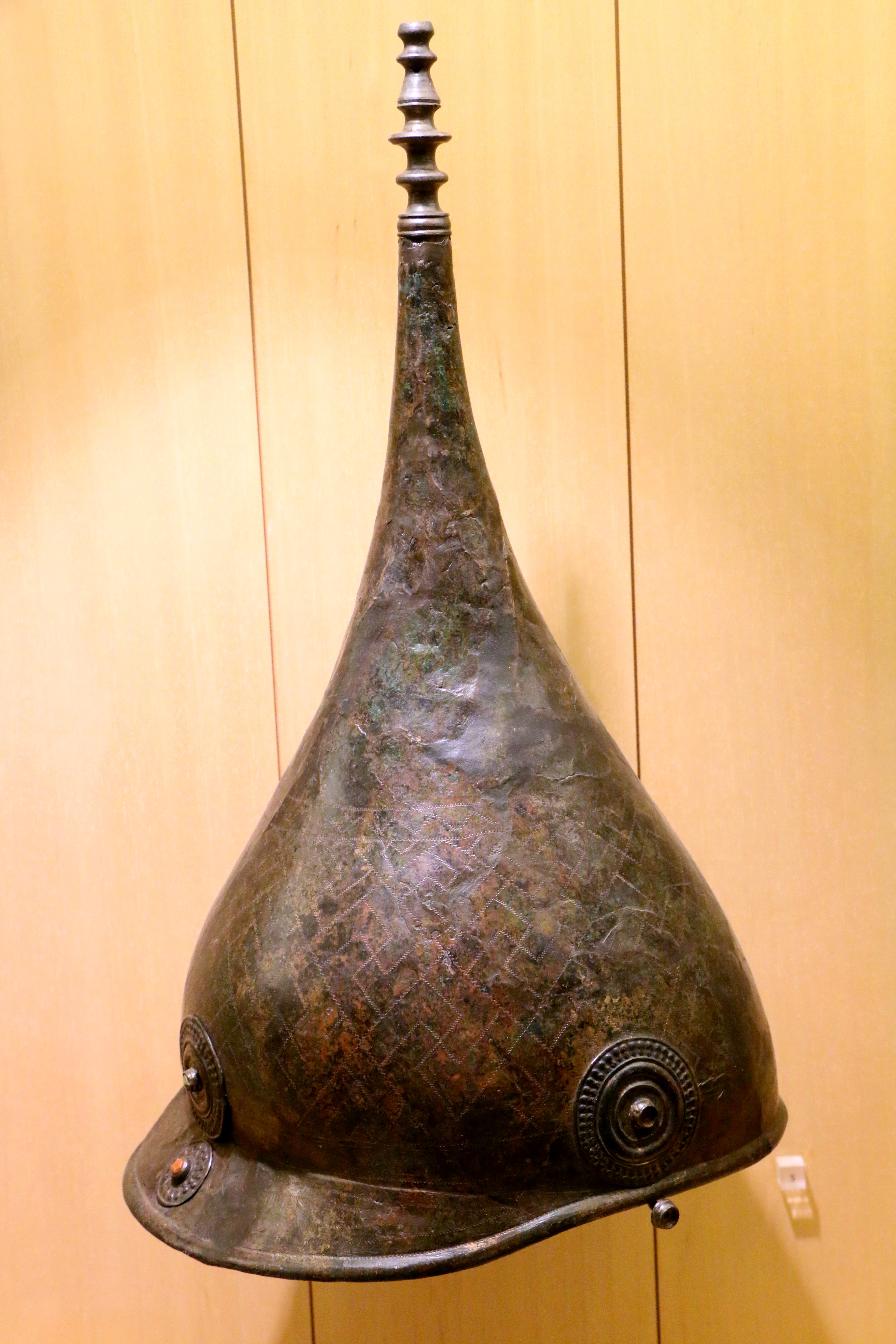
Elmo gallico con svastiche, datato al IV secolo a.C.
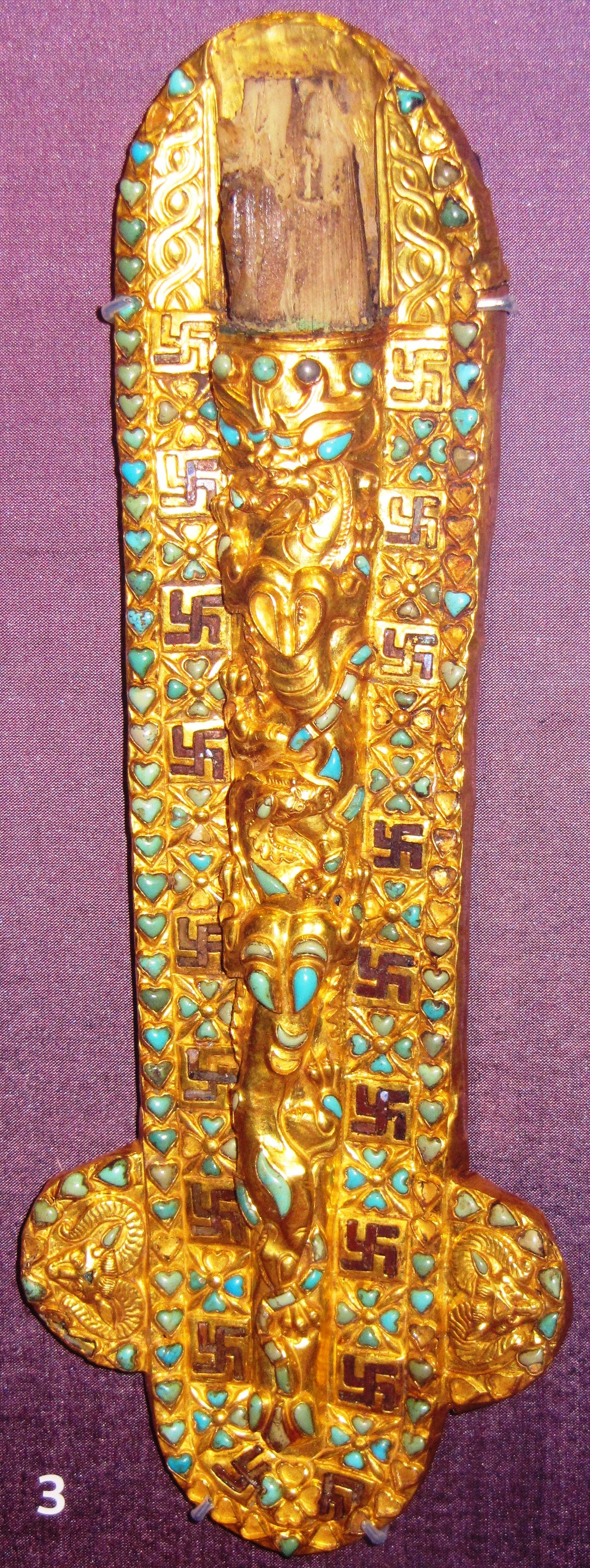
Guaina per pugnale scitica con svastiche, dal sito di Tillia Tepe, Afghanistan.
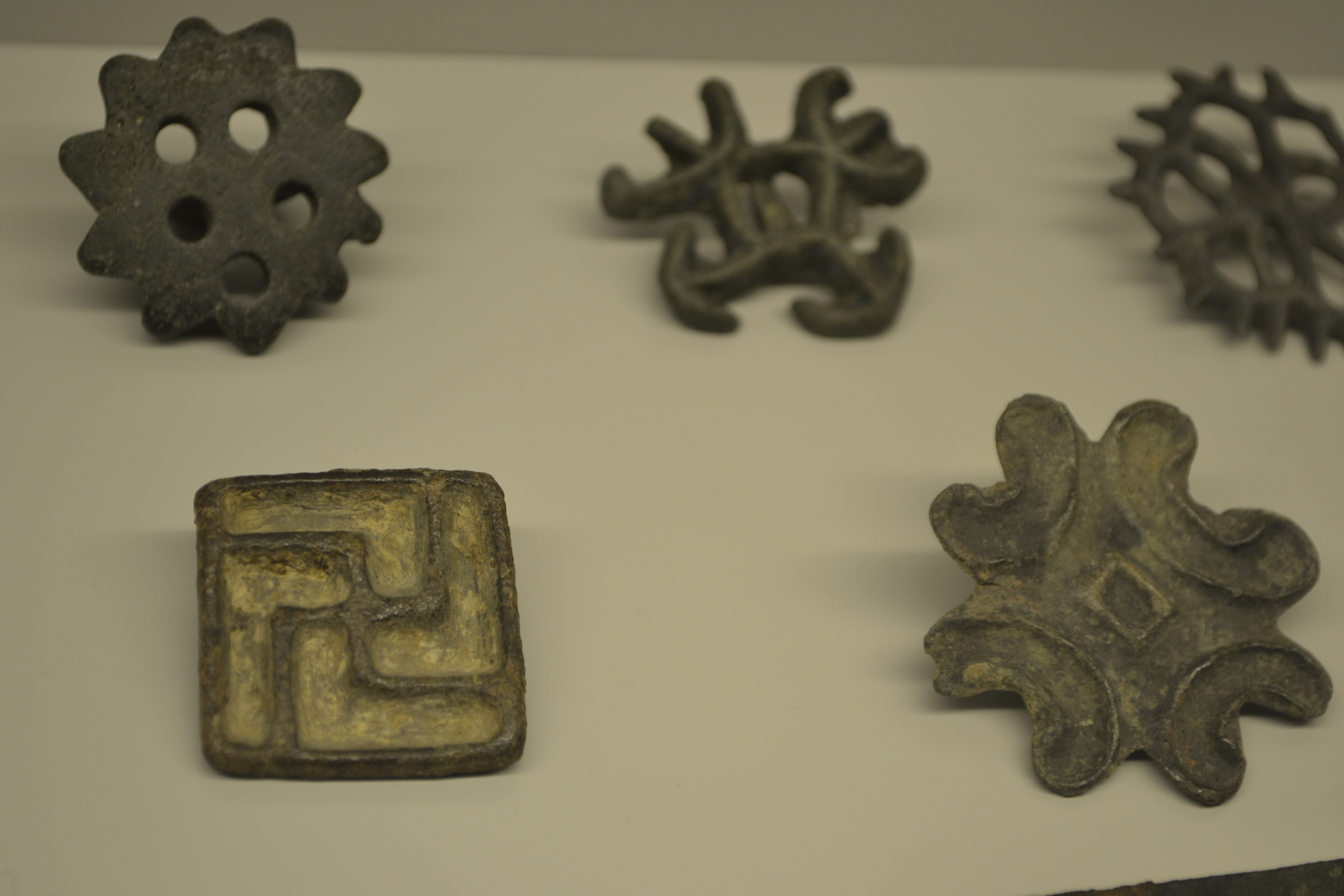
Bottoni in bronzo, di cui uno con svastica, degli antichi Iberi.
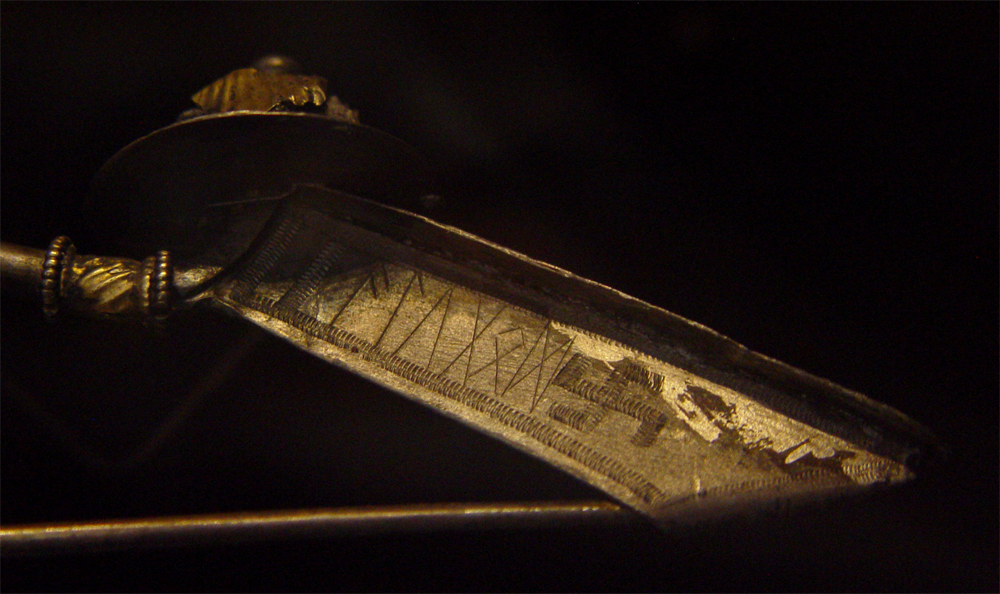
Fibula germanica del III secolo, con iscrizione runica e svastica, rinvenuta a Værløse, Selandia, Danimarca.
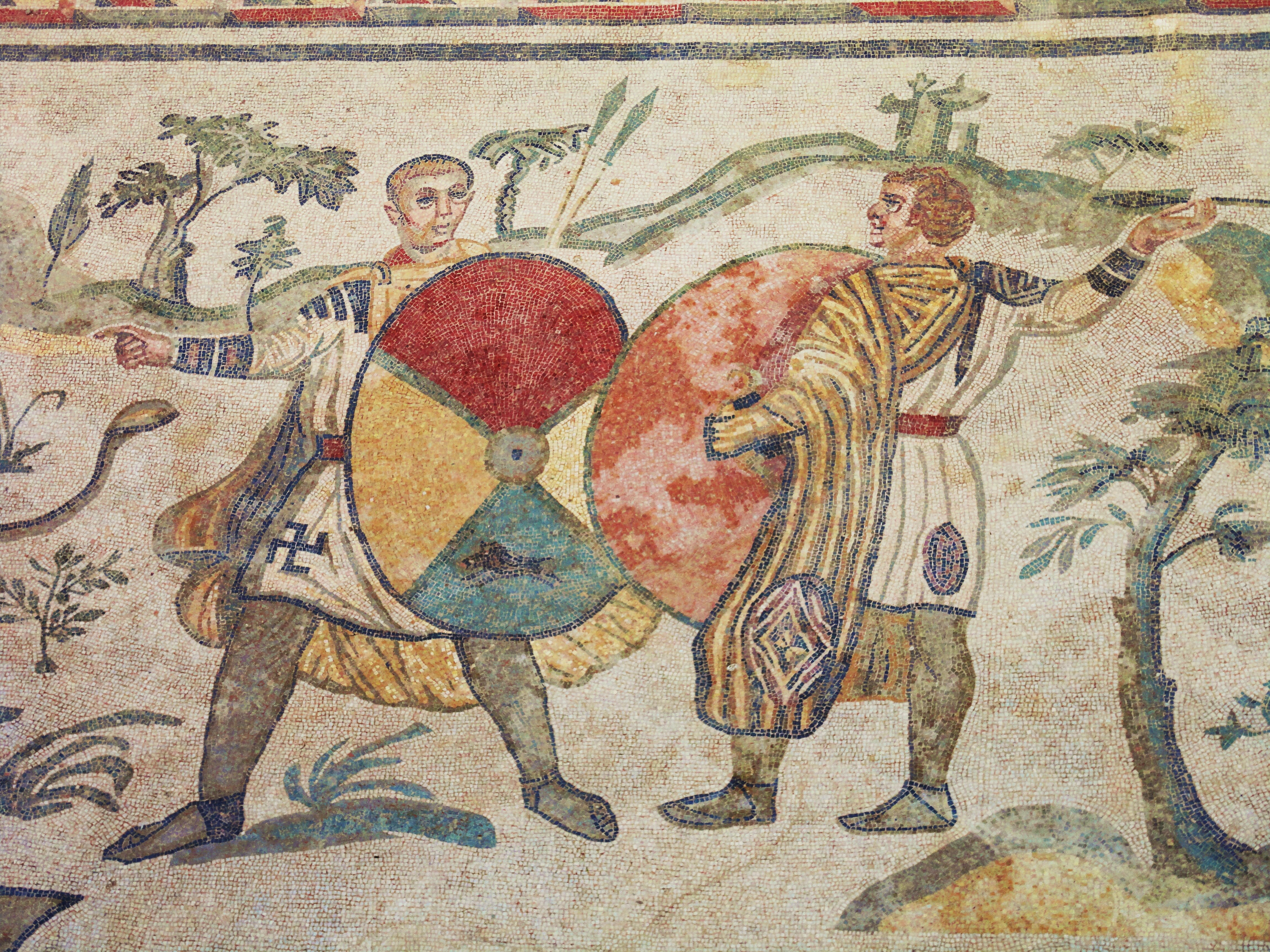
Svastica sulla veste di un combattente con scudo a quattro colori in un mosaico della Villa romana del Casale risalente al IV secolo, situata a Piazza Armerina, Sicilia, Italia.
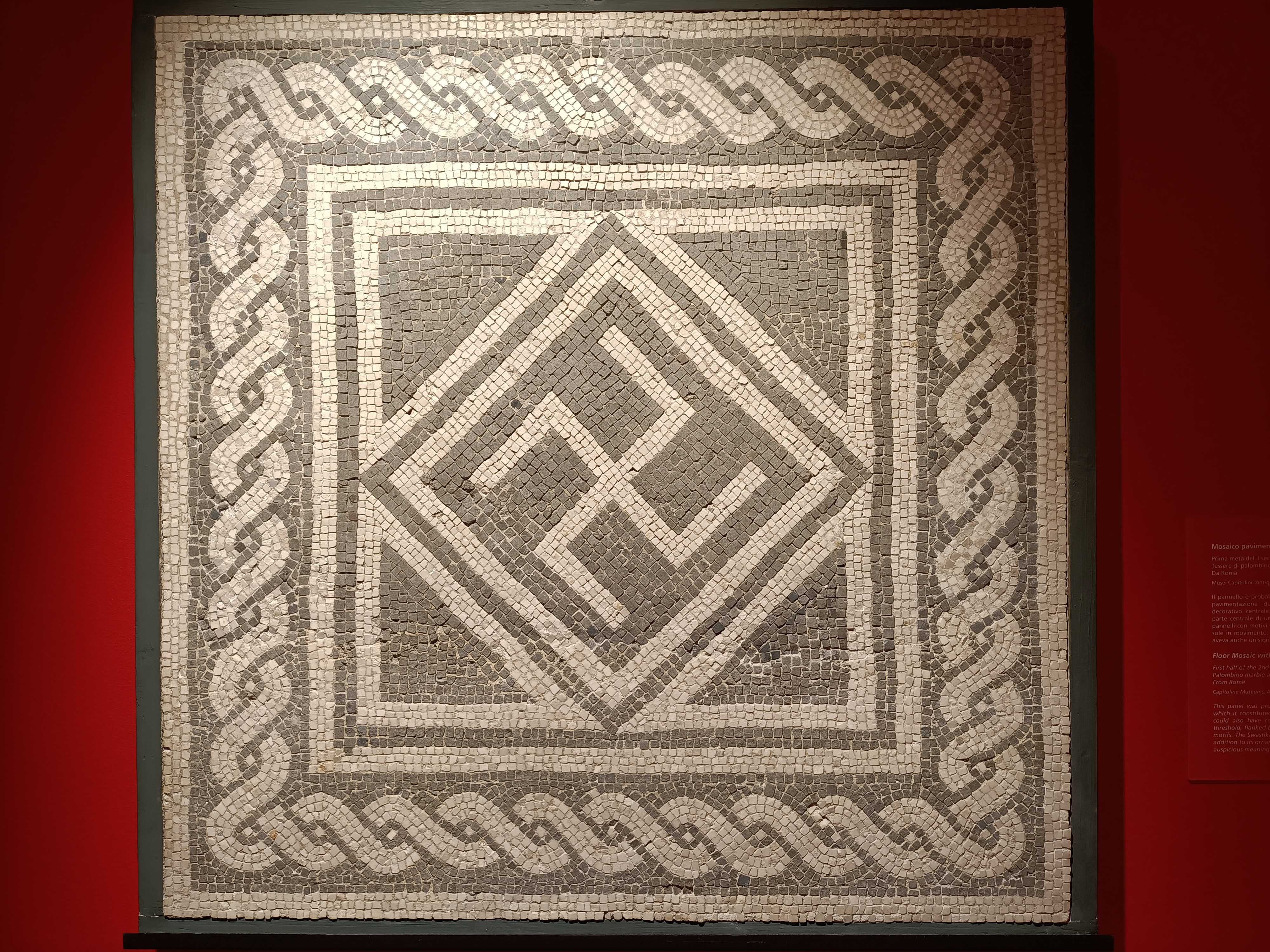
Svastica su mosaico romano preservato ai Musei Capitolini, a Roma, Italia.
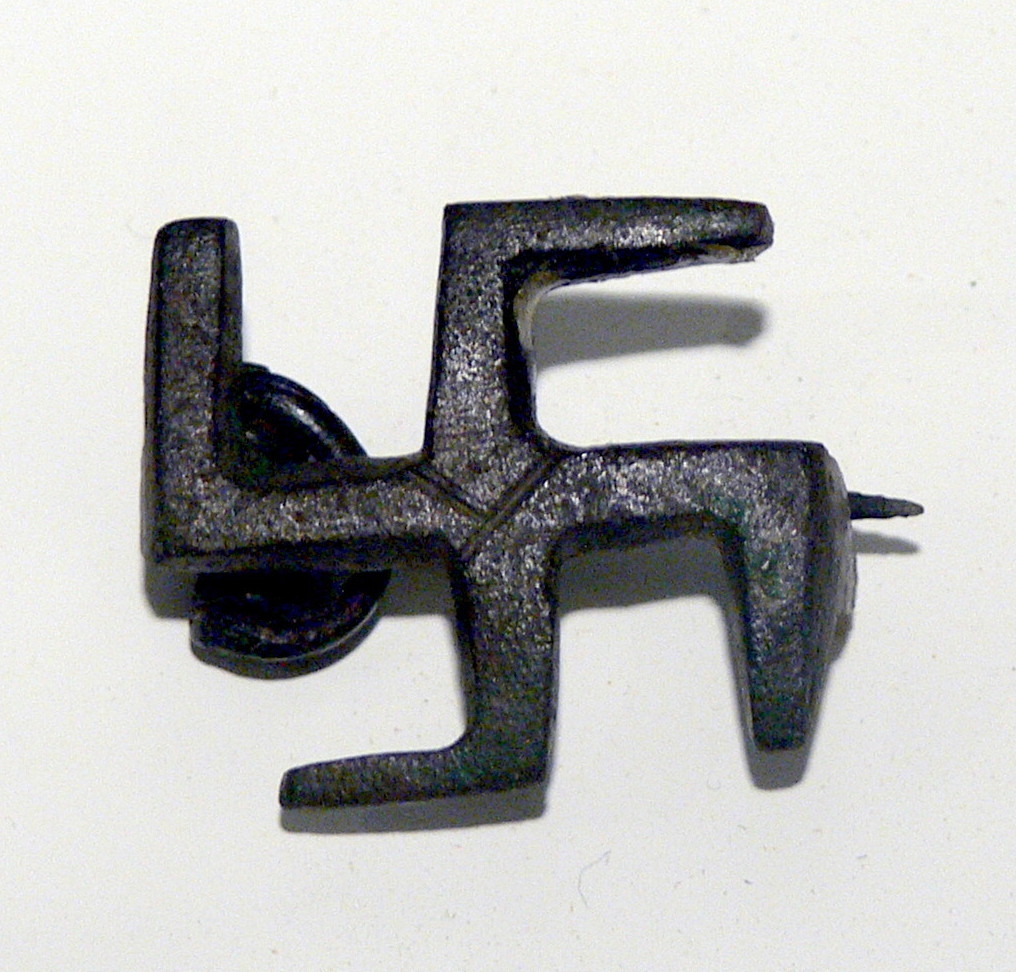
Fibula a forma di svastica di epoca imperiale romana rinvenuta in Baviera, Germania.
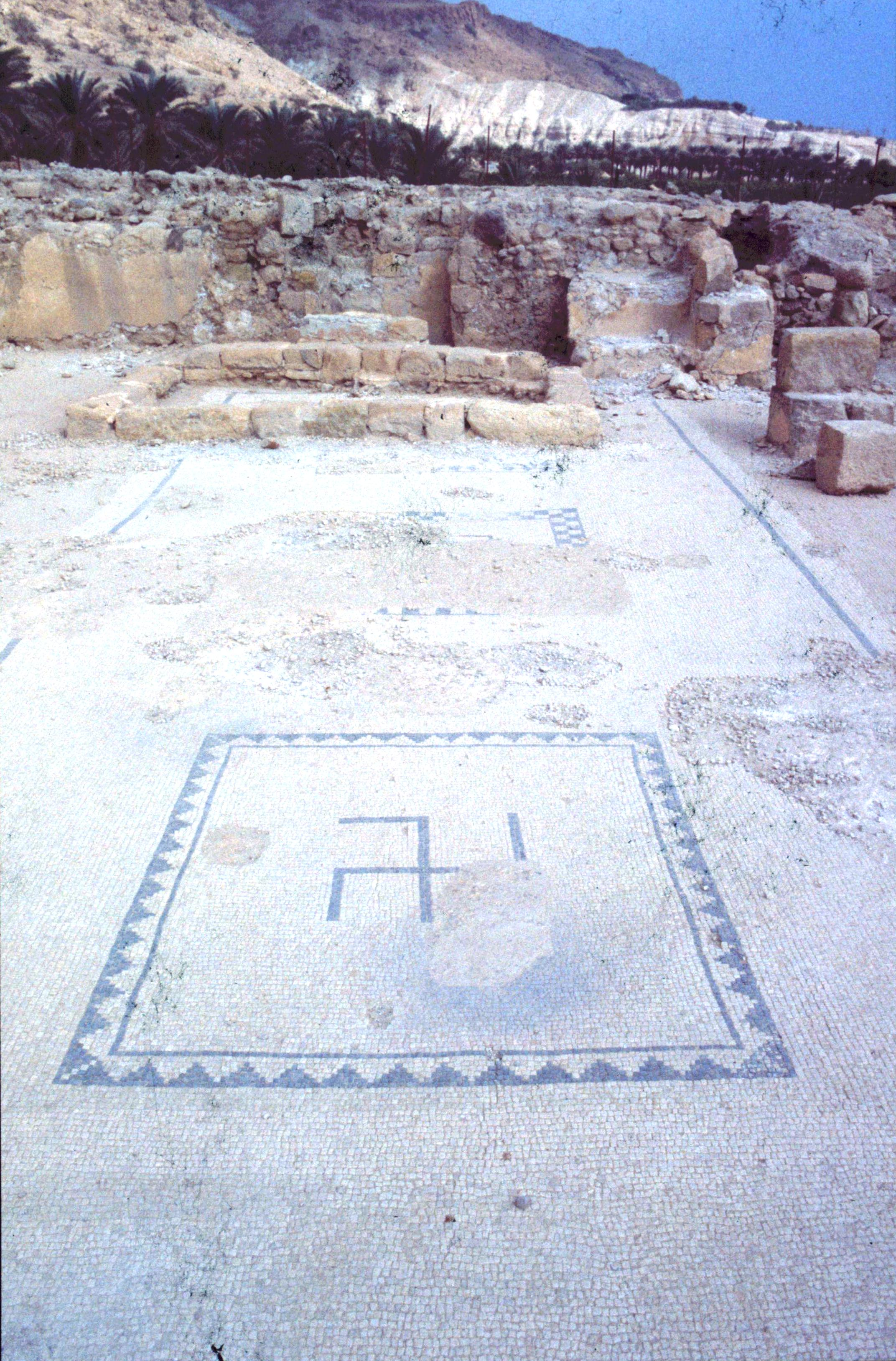
Svastica sui pavimenti a mosaico dei resti di una sinagoga di epoca bizantina a En Gedi, Israele.
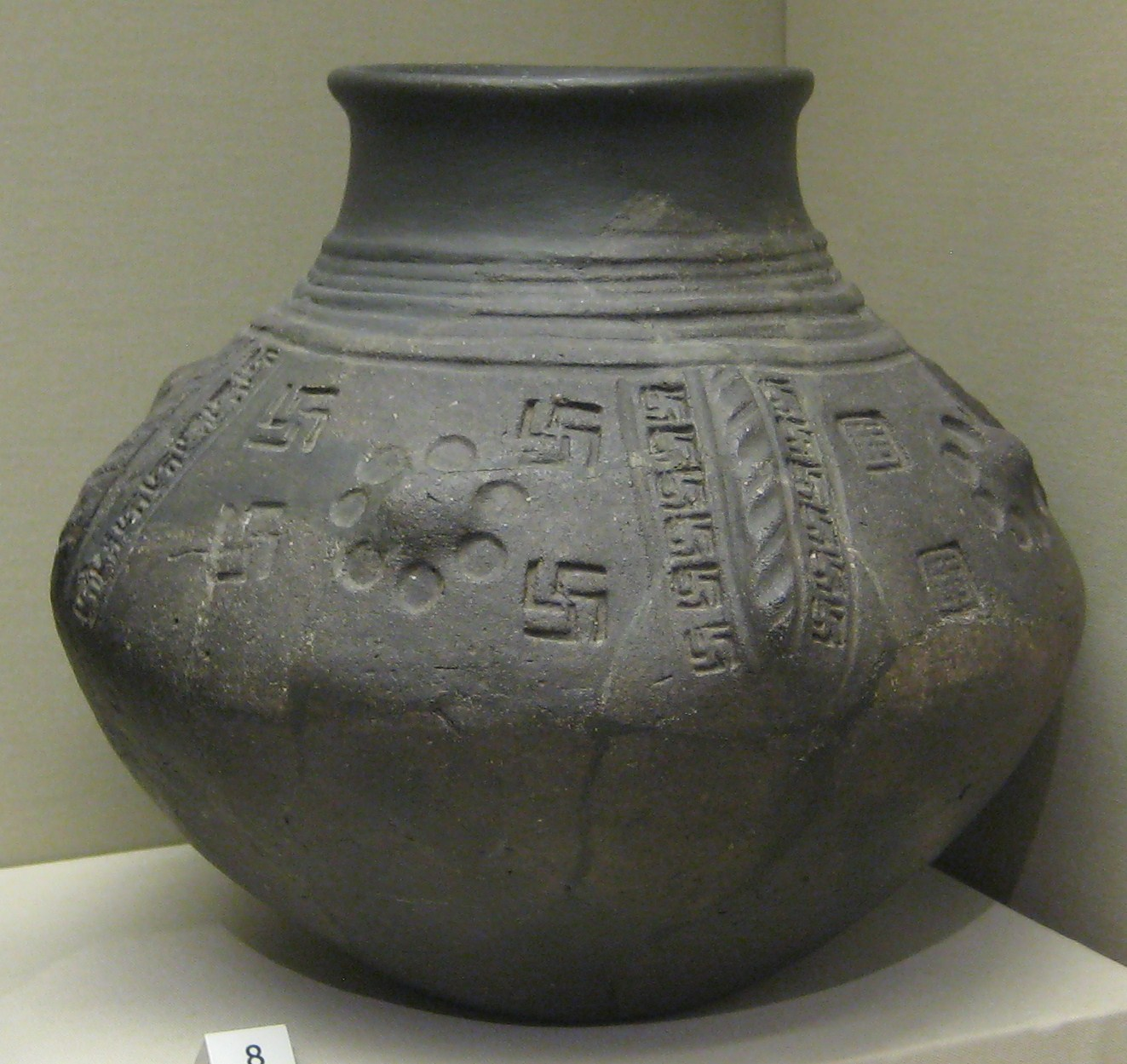
Urna cineraria anglosassone con svastiche, rinvenuta a North Elmham, Norfolk, Inghilterra, e datata tra il V e il VI secolo.
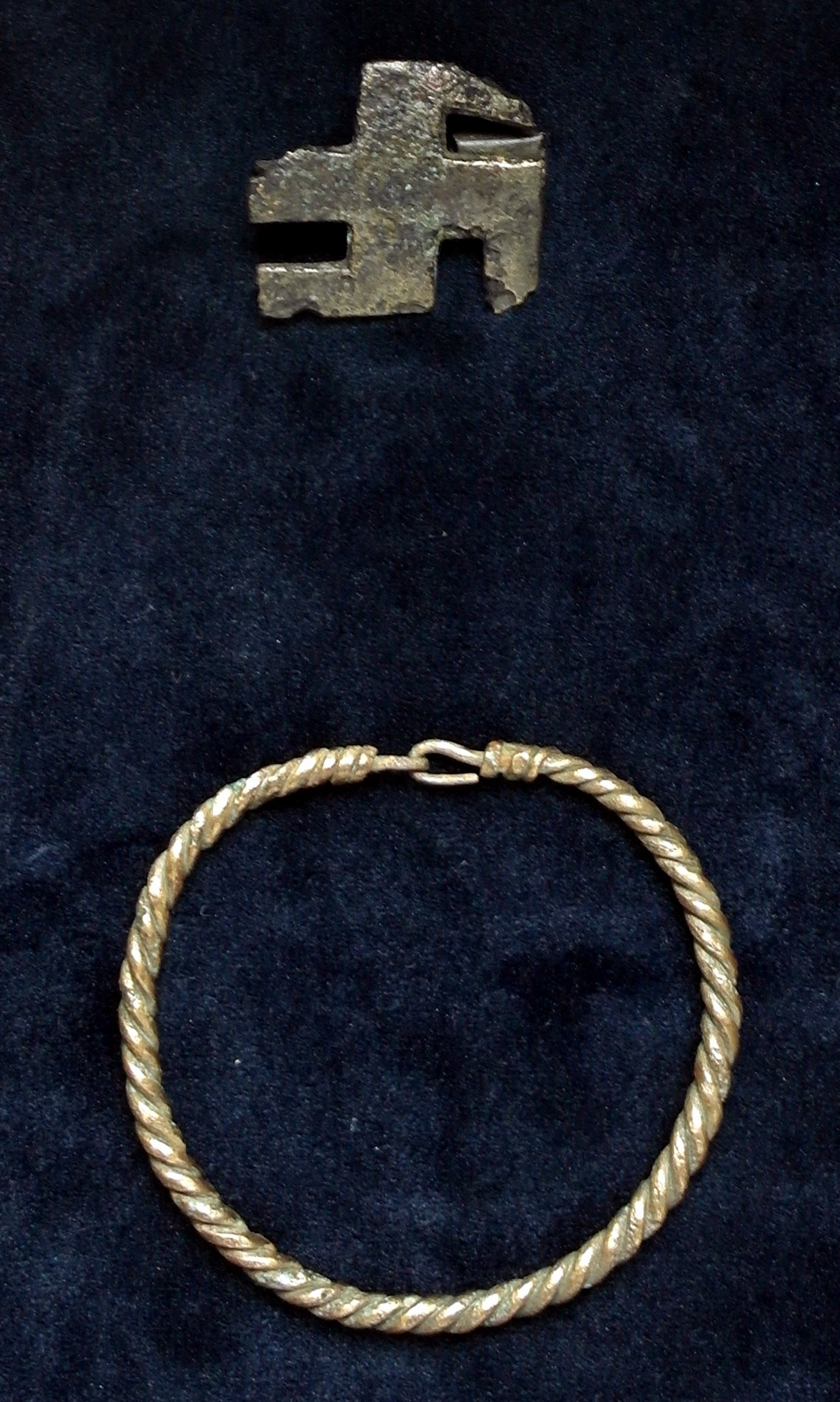
Gioiello merovingio a forma di svastica, ritrovato a Maastricht, Paesi Bassi.
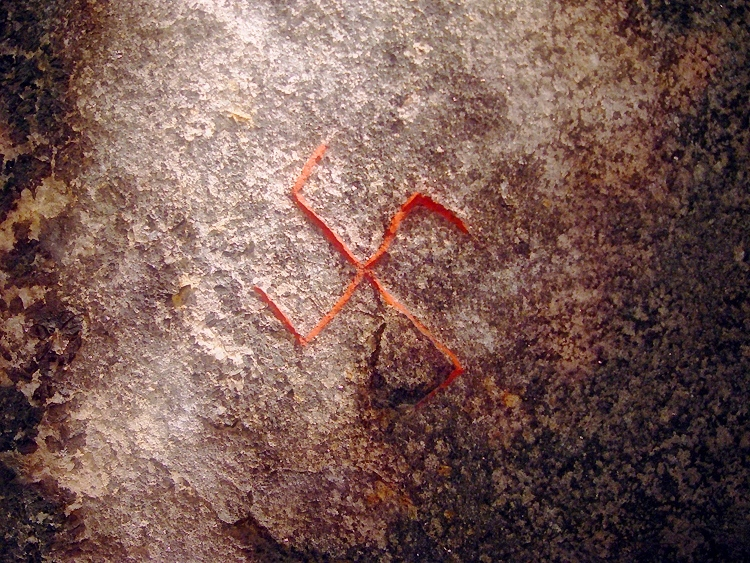
Svastica sulla pietra runica di Snoldelev, datata al IX secolo, originariamente situata a Ramsø, Danimarca.
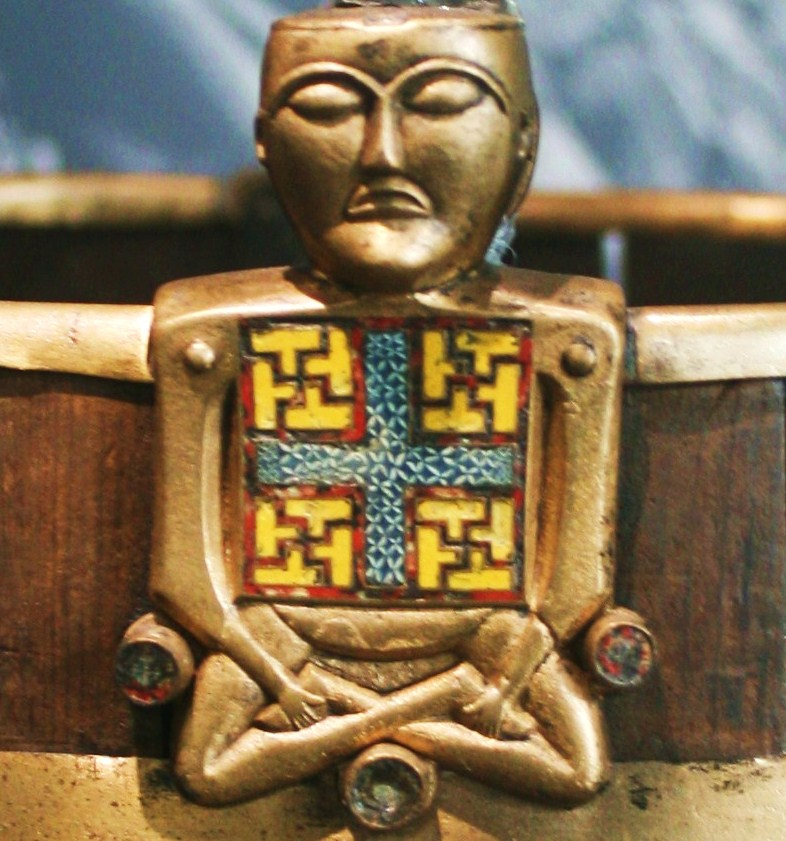
Svastiche del cosiddetto buddha a decorazione di un secchio rinvenuto con la nave di Oseberg, a Tønsberg, Norvegia.
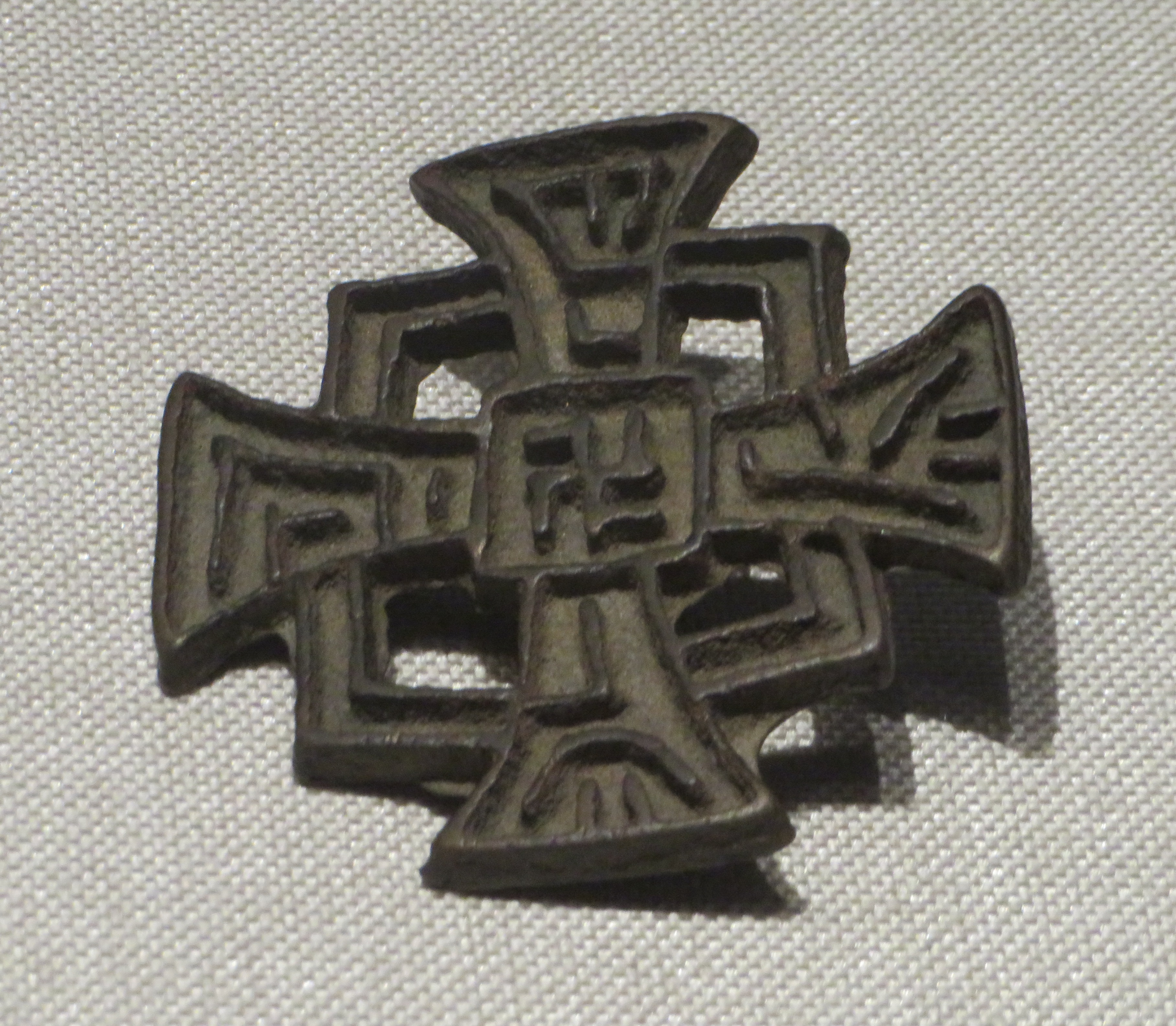
Croce cristiana nestoriana cinese (o mongola) della dinastia Yuan (1279–1368), equilatera con svastica centrale.
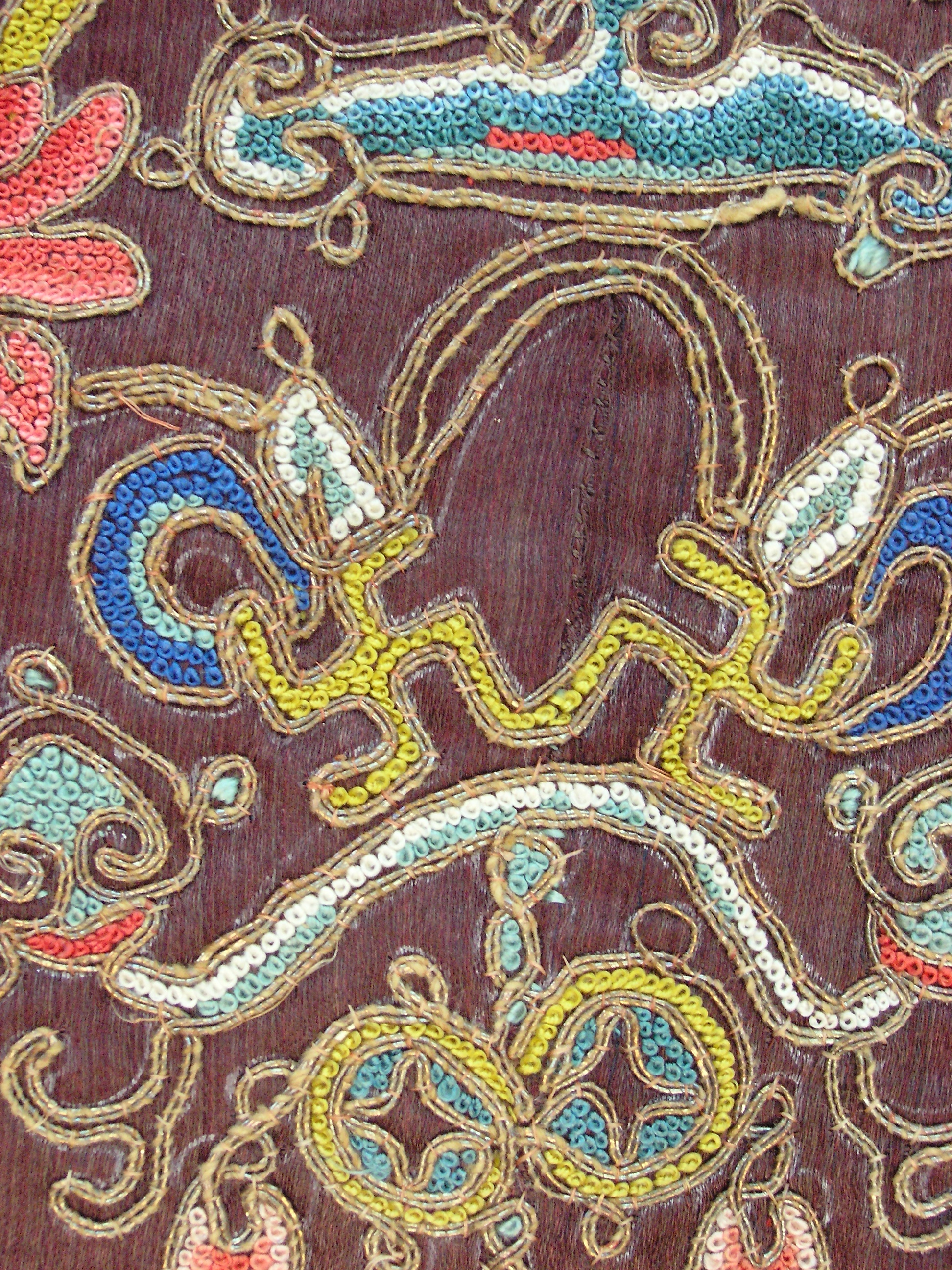
Svastiche su veste imperiale cinese della dinastia Qing (1644–1912), indossata per le cerimonie sacrificali importanti da membri della famiglia imperiale o alti ufficiali.
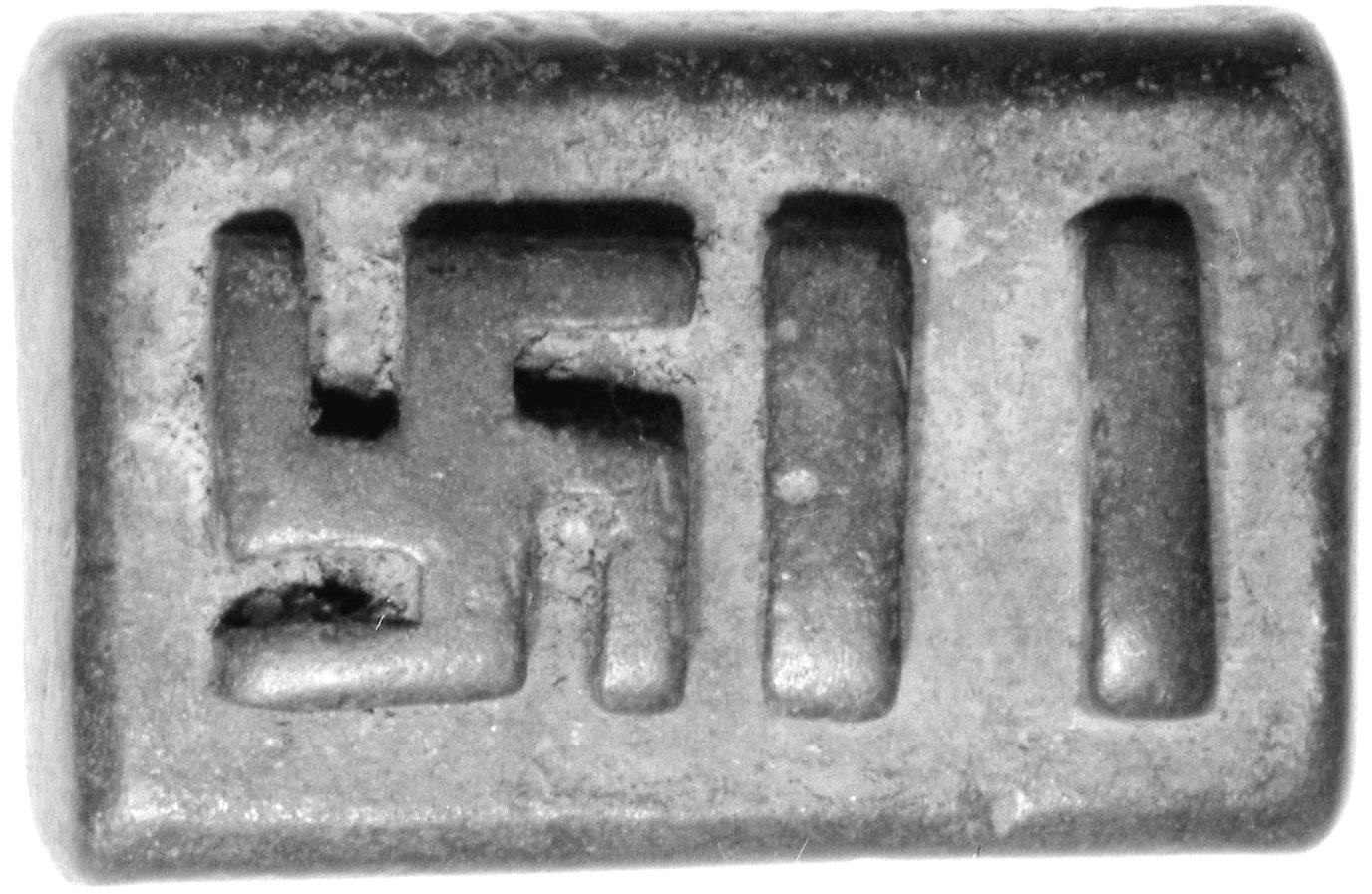
Svastica (nkontim) su peso per l'oro degli Ashanti del Ghana.
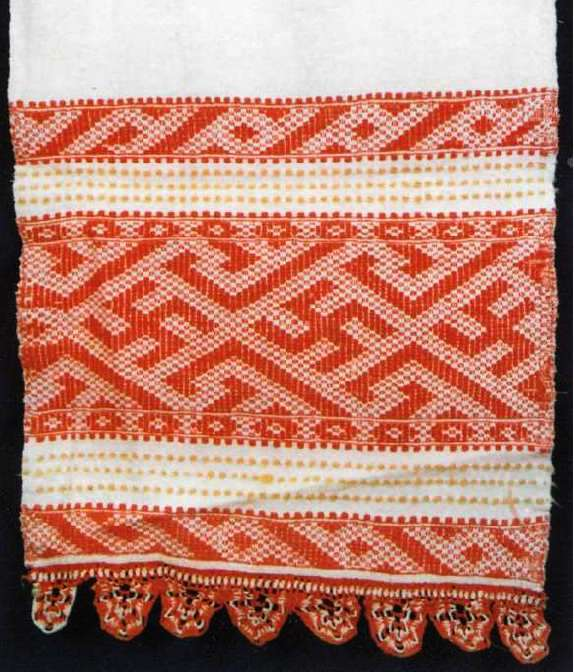
Svastiche su tessuto russo del XIX secolo.
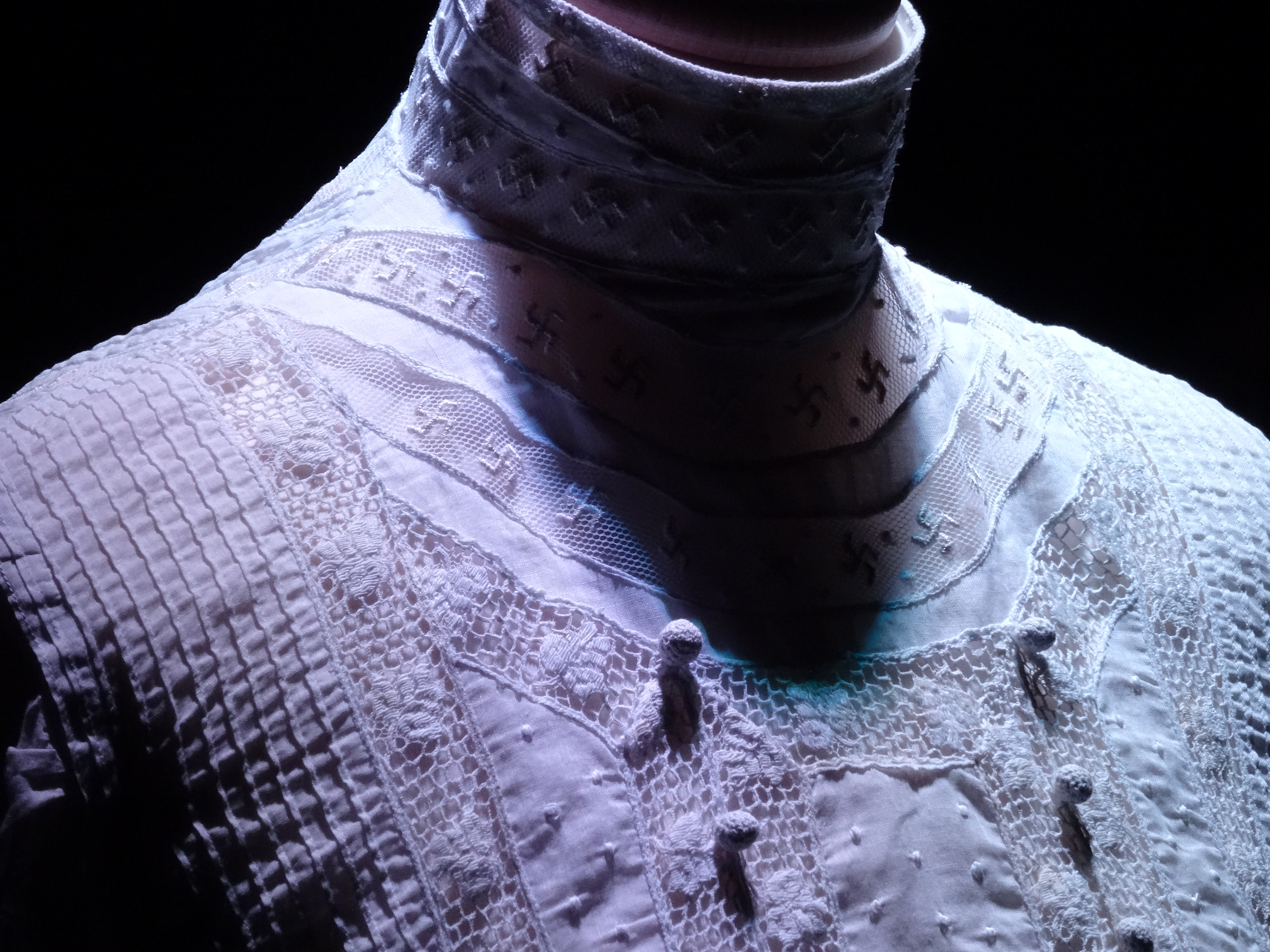
Svastiche a decorazione di un vestito matrimoniale femminile del periodo coloniale britannico, del 1910.
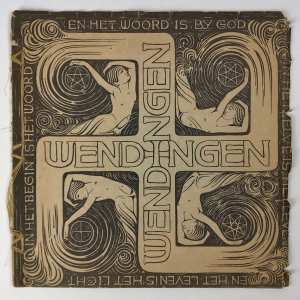
Copertina con svastica rappresentante i quattro venti della rivista nederlandese di architettura Wendingen, vol. 2, n. 1, 1919.
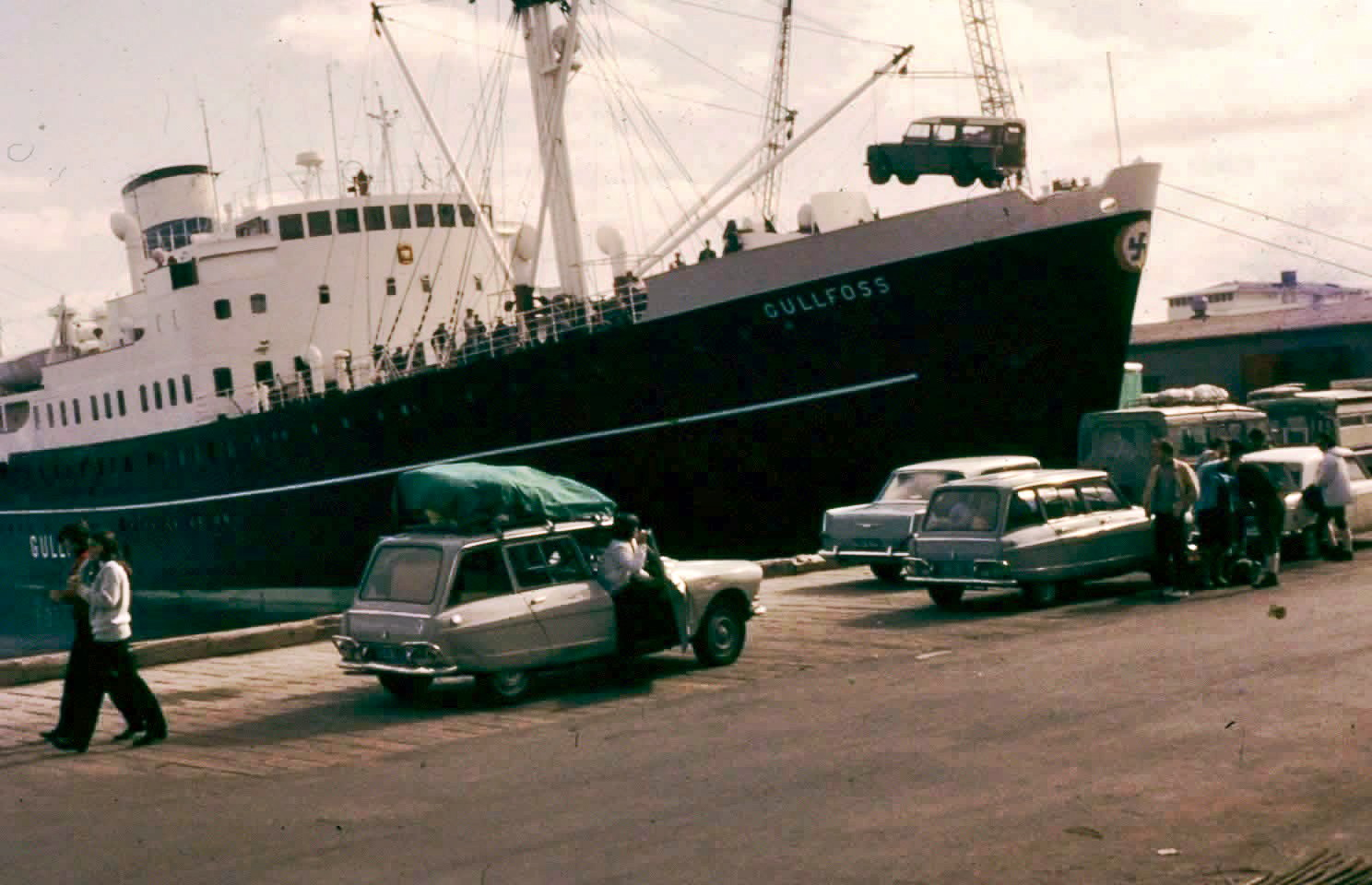
Imbarcazione Gullfoss (poi dagli anni '70 Mecca) della società di navigazione islandese Eimskip, con svastica sulla prua nel 1968 nel porto di Reykjavík.
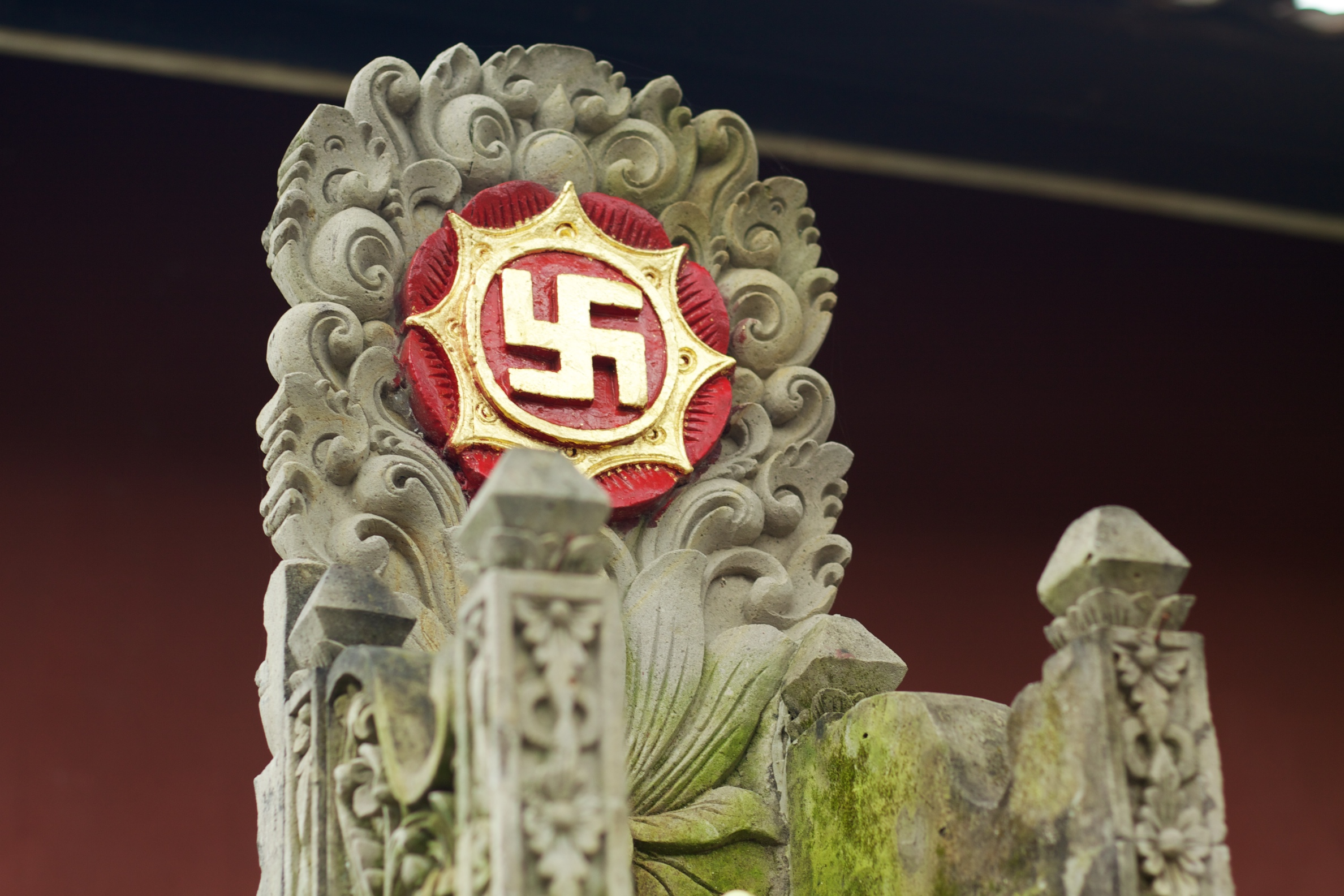
Svastica sul trono sacro di un tempio indù a Bali, Indonesia.
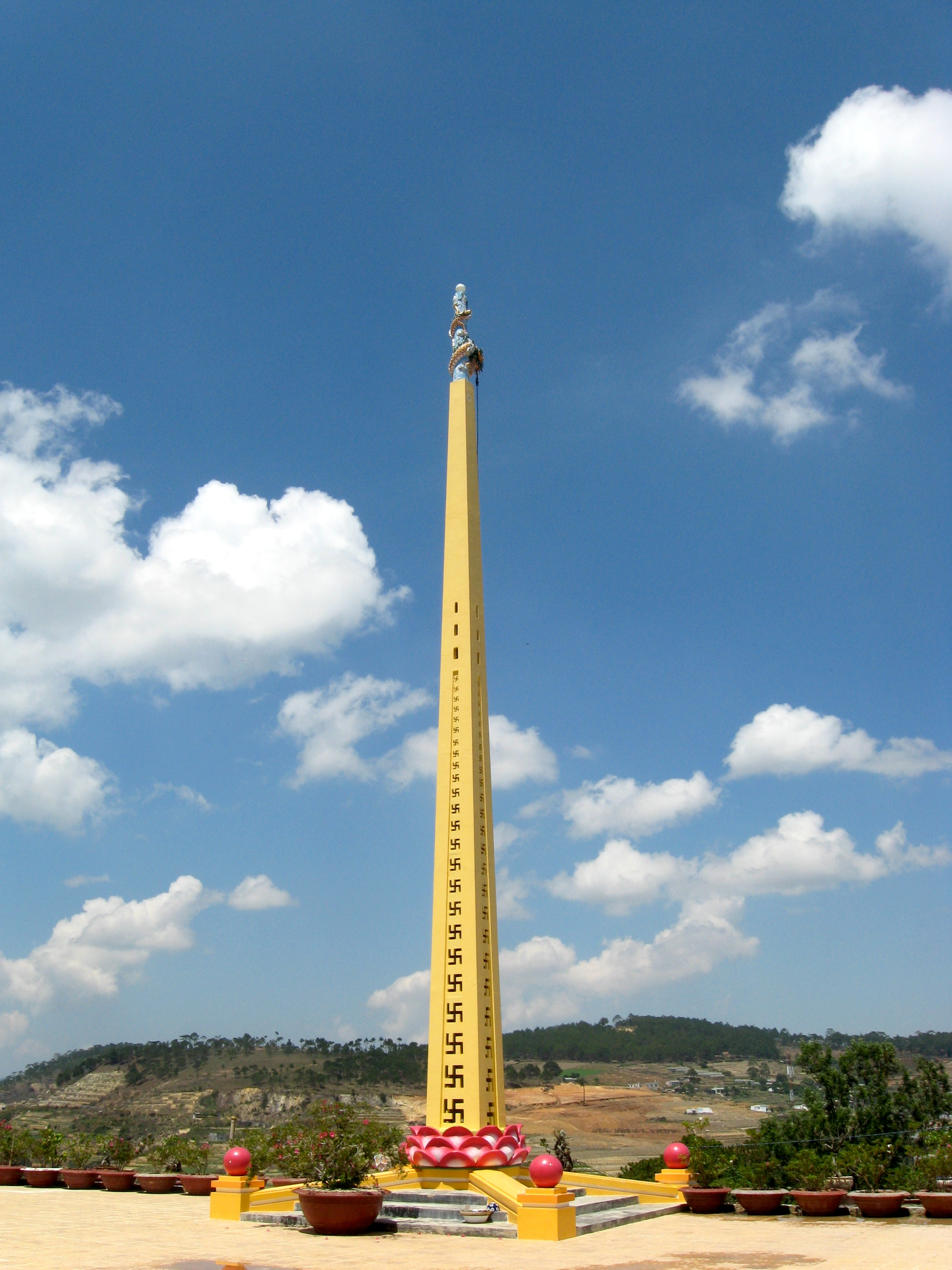
Svastiche su un obelisco culminante con un drago al tempio caodaista di Đà Lạt, Vietnam.
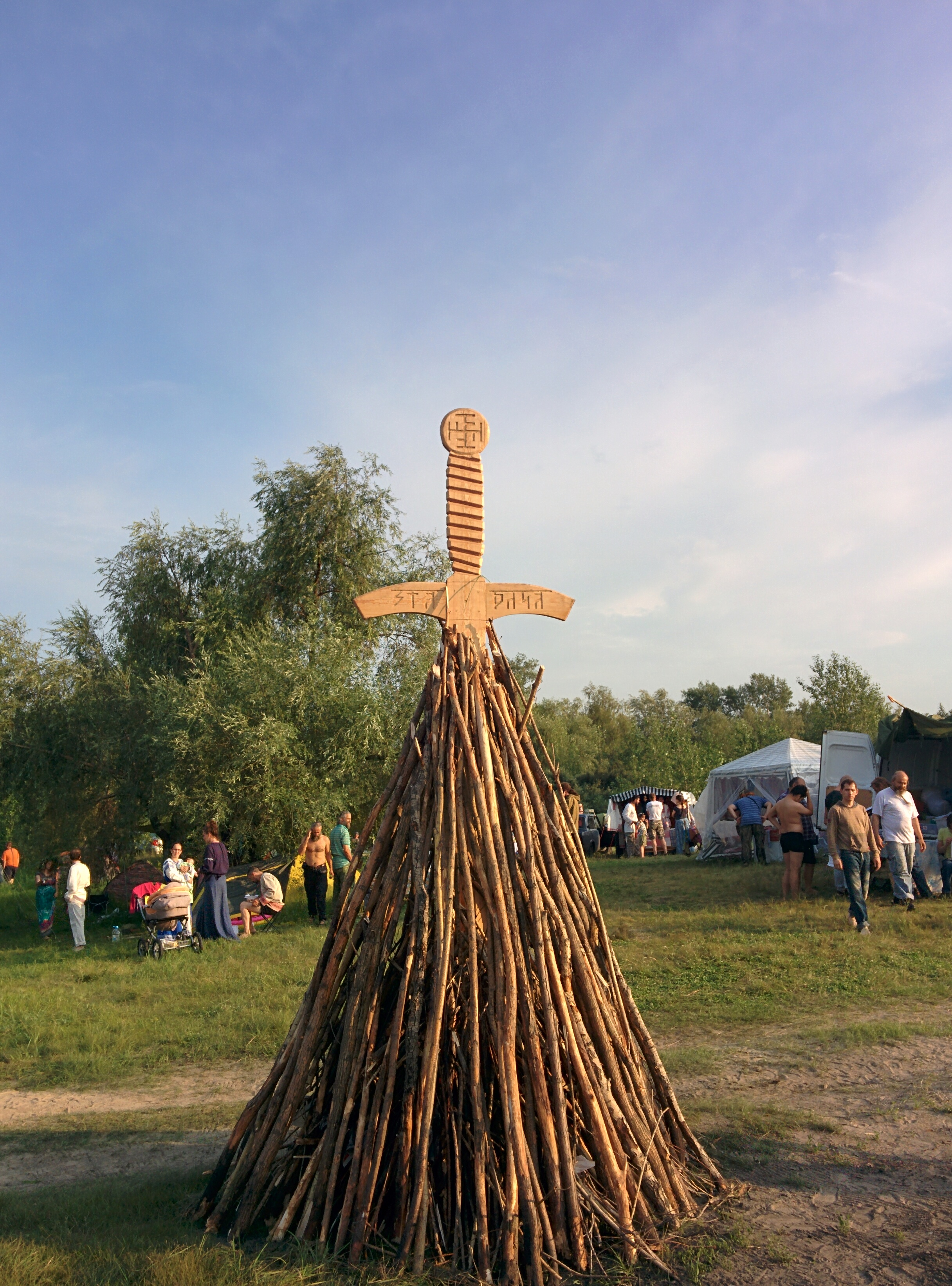
Spada in legno piantata in un covone, con svastica incisa sul pomello, preparata per il culto del dio-fulmine, Perun, dai rodnovari ynglisti di Omsk, Russia.

### Araldica e vessillologia

Stemma con tre svastiche di Leonard Chamberlayne, del 1394.
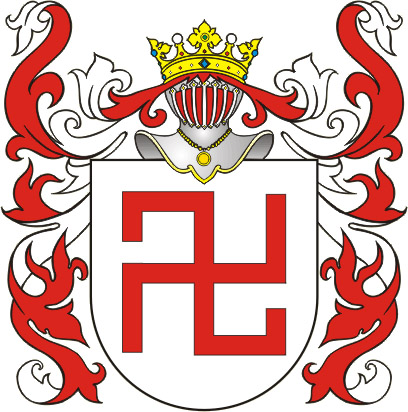
Stemma con svastica del XV-XVI secolo della famiglia polacca dei Boreyko.
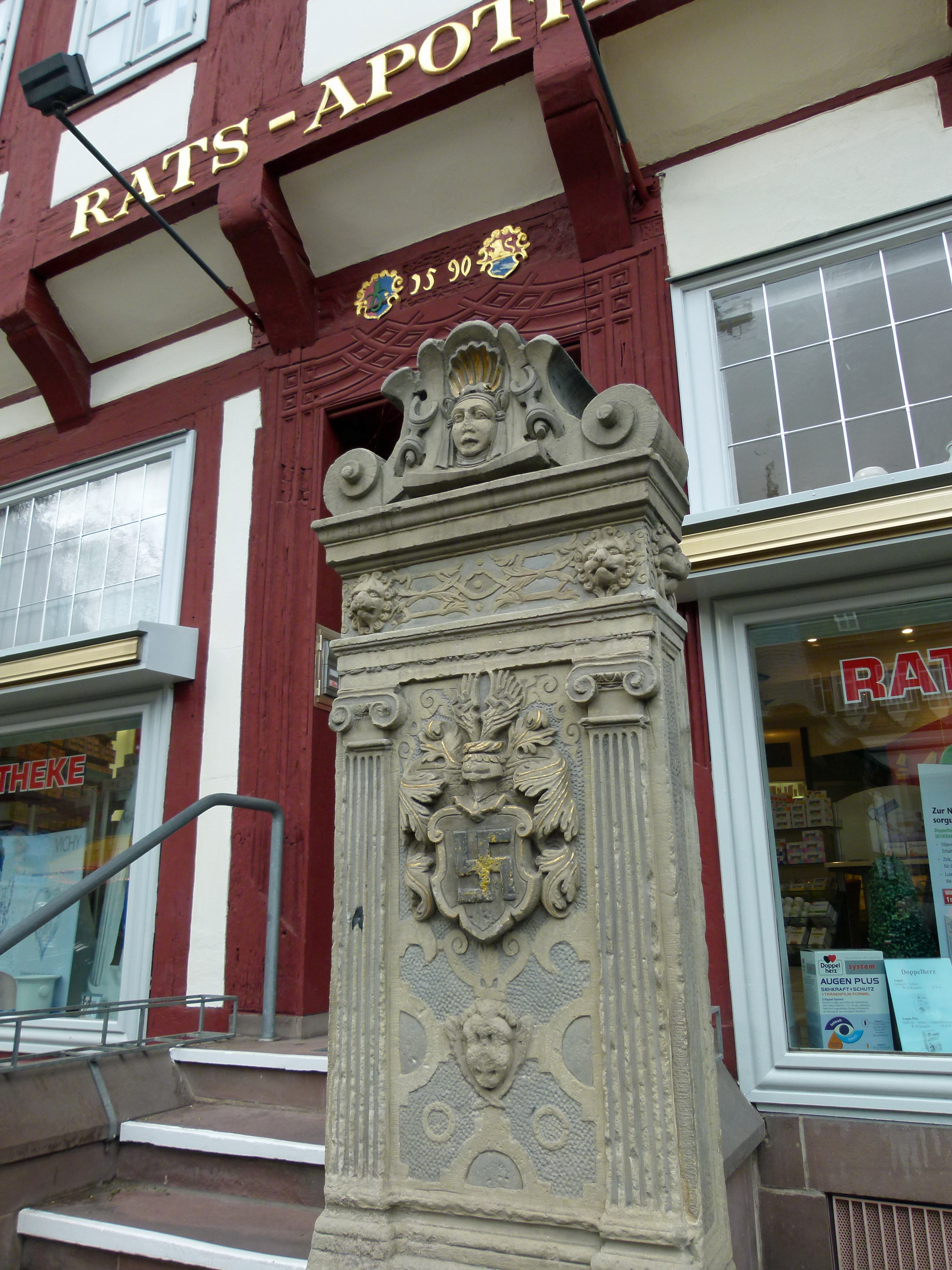
Stemma con svastica del XVI secolo della famiglia tedesca dei Raven, alla farmacia civica di Einbeck, Bassa Sassonia, Germania.
Stemma con svastica del samurai giapponese Hasekura Tsunenaga, vissuto nel XVI–XVII secolo.
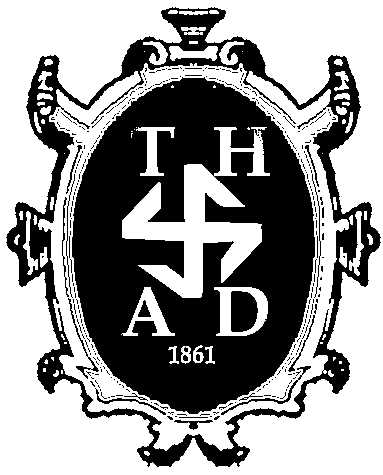
Stemma dell'abate Theoderich Hagn del 1861, che Adolf Hitler vide all'età di 6 anni all'Abbazia di Lambach, in Alta Austria.
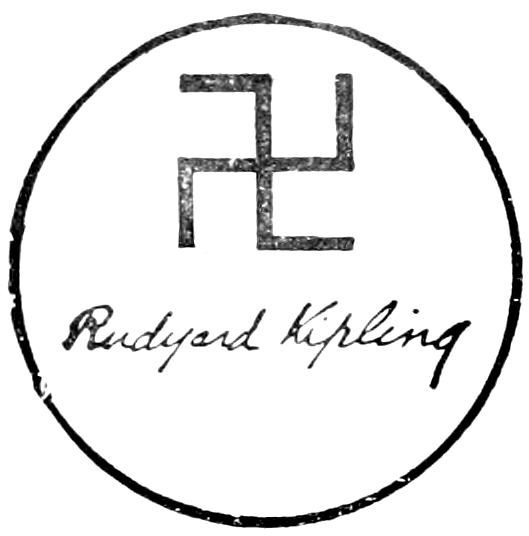
Stemma con svastica di Rudyard Kipling, del 1911.
Bandiera dei Cuna di Panama, con svastica nera su sfondo giallo, adottata negli anni '20 del XX secolo e basata sulla simbologia tradizionale di quel popolo amerindio.
Coccarda con svastica dell'aeronautica militare lettone, la Latvijas Gaisa spēki, usata tra il 1926 e il 1940.
Coccarda con svastica dell'aeronautica militare finlandese, la Suomen ilmavoimat, usata fino al 2020.[98]
Una delle versioni del simbolo del nuovo movimento religioso del raelismo, con svastica all'interno di una stella di Davide.